# Warburg

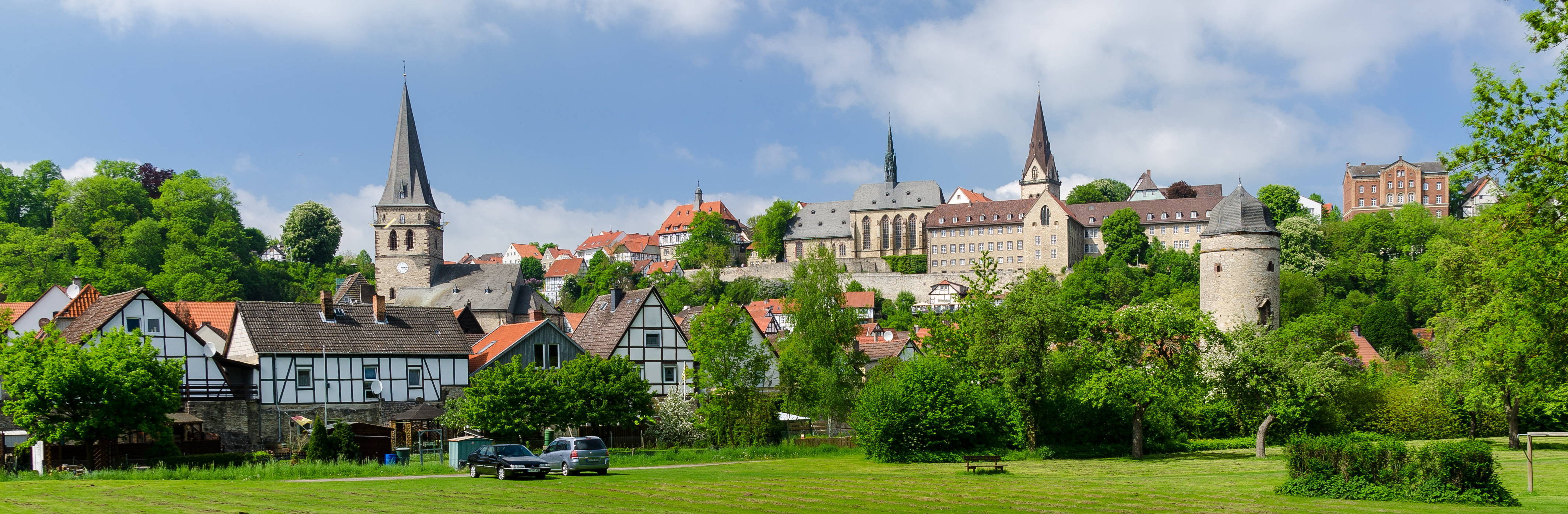
Warburger Stadtpanorama mit Sehenswürdigkeiten

Stadtlogo

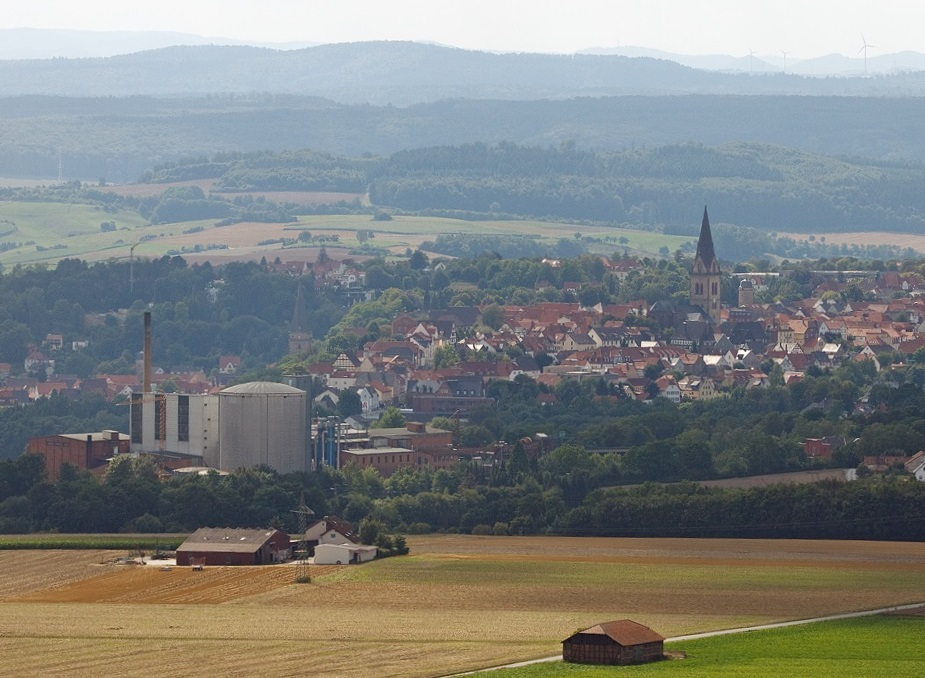
Blick vom Desenberg auf Warburg

Die Hansestadt Warburg [ˈvaːɐ̯bʊʁk] ⓘ ist eine Mittelstadt im Kreis Höxter im Osten des deutschen Landes Nordrhein-Westfalen. Sie ist ein Mittelzentrum und mit rund 23.000 Einwohnern die größte Stadt der Warburger Börde.
Warburg wurde um 1010 erstmals schriftlich erwähnt; die erste Nennung der Stadt als geschlossene Ortschaft stammt aus dem Jahr 1036. Im Mittelalter gehörte Warburg zur westfälischen Hanse. Von 1816 bis 1974 war die Stadt Sitz des Kreises Warburg. Seit 19. März 2012 darf Warburg den offiziellen Zusatz Hansestadt führen.
Das Stadtbild ist durch historische Bauten, Stein- und Fachwerkhäuser und die Lage auf einem Bergrücken geprägt. Warburg wird aufgrund der größtenteils noch vorhandenen Stadtmauer und der Stadttürme auch als Rothenburg Westfalens bezeichnet.

## Geografie

### Geografische Lage

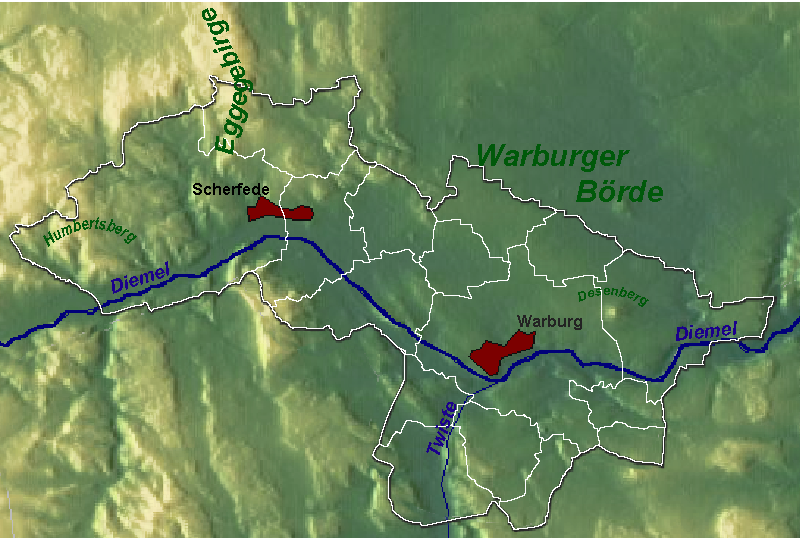
Topographie

Warburg liegt im östlichen Teil Nordrhein-Westfalens im Süden des Kreises Höxter und gehört damit zum südöstlichen Bereich der Region Ostwestfalen-Lippe. Damit liegt es in der östlichen Grenzregion des Landes Nordrhein-Westfalen, etwa 27 Kilometer südwestlich des Dreiländerecks Hessen–Niedersachsen–Nordrhein-Westfalen. Im Süden grenzt das Stadtgebiet an das Land Hessen. Naturräumlich liegt Warburg im Süden der Warburger Börde, einer fruchtbaren Niederung mit Lössboden und geringen Baumbeständen. Die Börde wird überwiegend landwirtschaftlich genutzt. Im Südwesten berührt das Stadtgebiet die Ausläufer des Sauerlandes, im Nordwesten die des Eggegebirges. Im Norden und Nordosten schließt sich die eigentliche Warburger Börde an, südlich das Westhessische Bergland. Die nächstgelegenen Oberzentren sind Paderborn (nordwestlich: 27 Kilometer Landstraße, 40 Kilometer Autobahn), Kassel (südöstlich: 35 Kilometer Landstraße/Autobahn) und Göttingen (östlich: 76 Kilometer Landstraße, 98 Kilometer Autobahn).

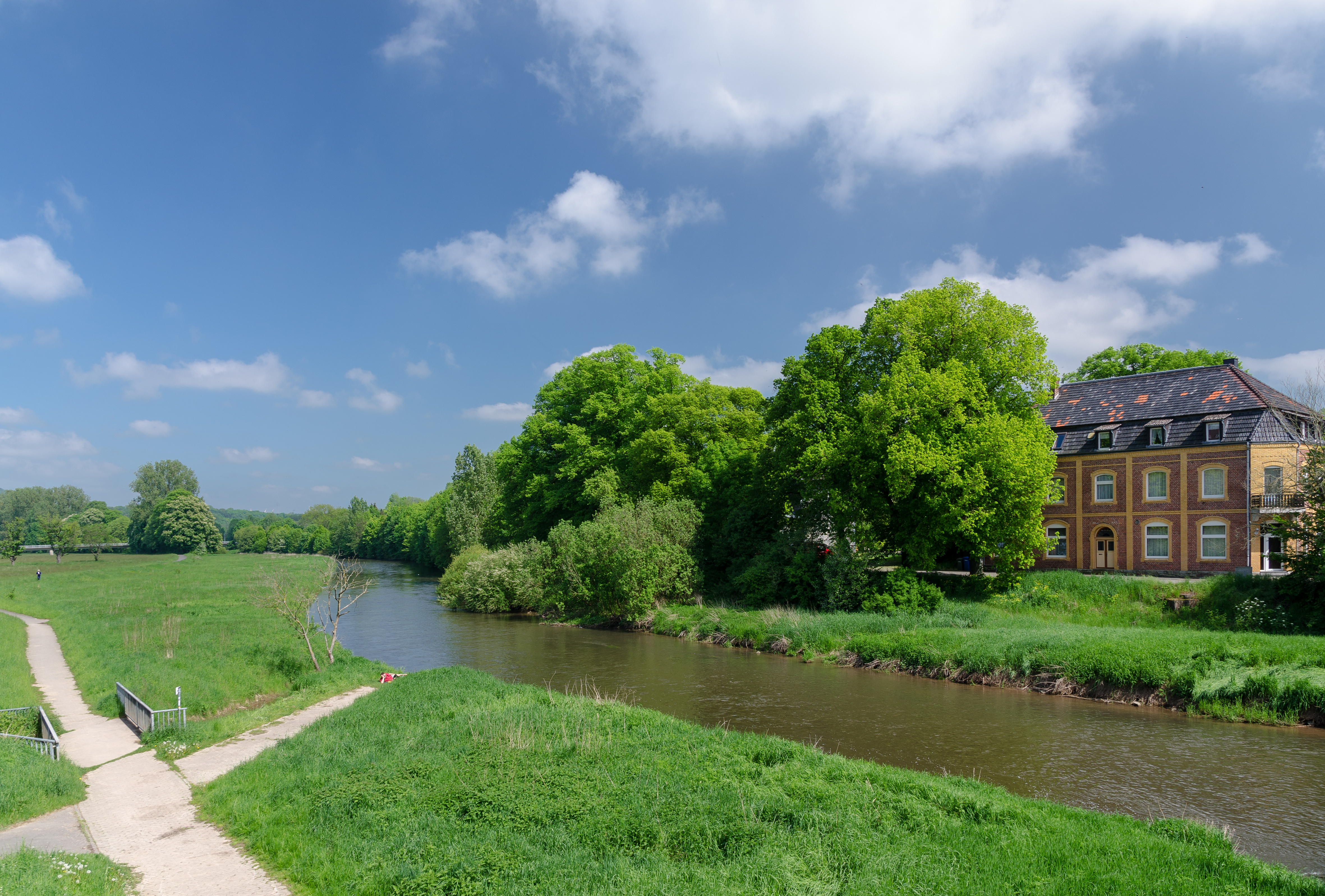
Blick auf die Diemel bei Warburg, vom Neuen Tor aus gesehen

Die wichtigsten Gewässer im Stadtgebiet sind die Diemel, die, von Hessen kommend, den Südteil des Stadtgebiets von Westen nach Osten durchfließt, sowie die südlich der Stadt in die Diemel mündende Twiste, die zuvor durch die Ortschaften Welda und Wormeln im Süden der Kernstadt fließt. In die Twiste mündet der (dort so genannte) Hörler Bach bei Welda. Die Diemel nimmt den Calenberger Bach auf. Ein weiterer Nebenfluss der Diemel im Gebiet der Stadt ist die Eggel, die Warburg im Osten durchfließt und große Teile der Warburger Börde, von Daseburg kommend, in Richtung Süden entwässert. An den Flüssen nutzten einige Mühlen die Wasserkraft, die heute ein Elektrizitätswerk betreibt. Die Bachströmung dient der Frischwasserzufuhr für die Fischzucht in den Teichen der Warburger Ortschaften.
Die Lage an der Diemel prägt die aus Alt- und Neustadt bestehende Stadt Warburg. Die Altstadt befindet sich im Tal der Diemel, die Neustadt in Höhenlage über dem Fluss. Altstadt und Diemel liegen auf einer Höhe von rund 160 m ü. NN, die Neustadt erreicht fast 220 m.

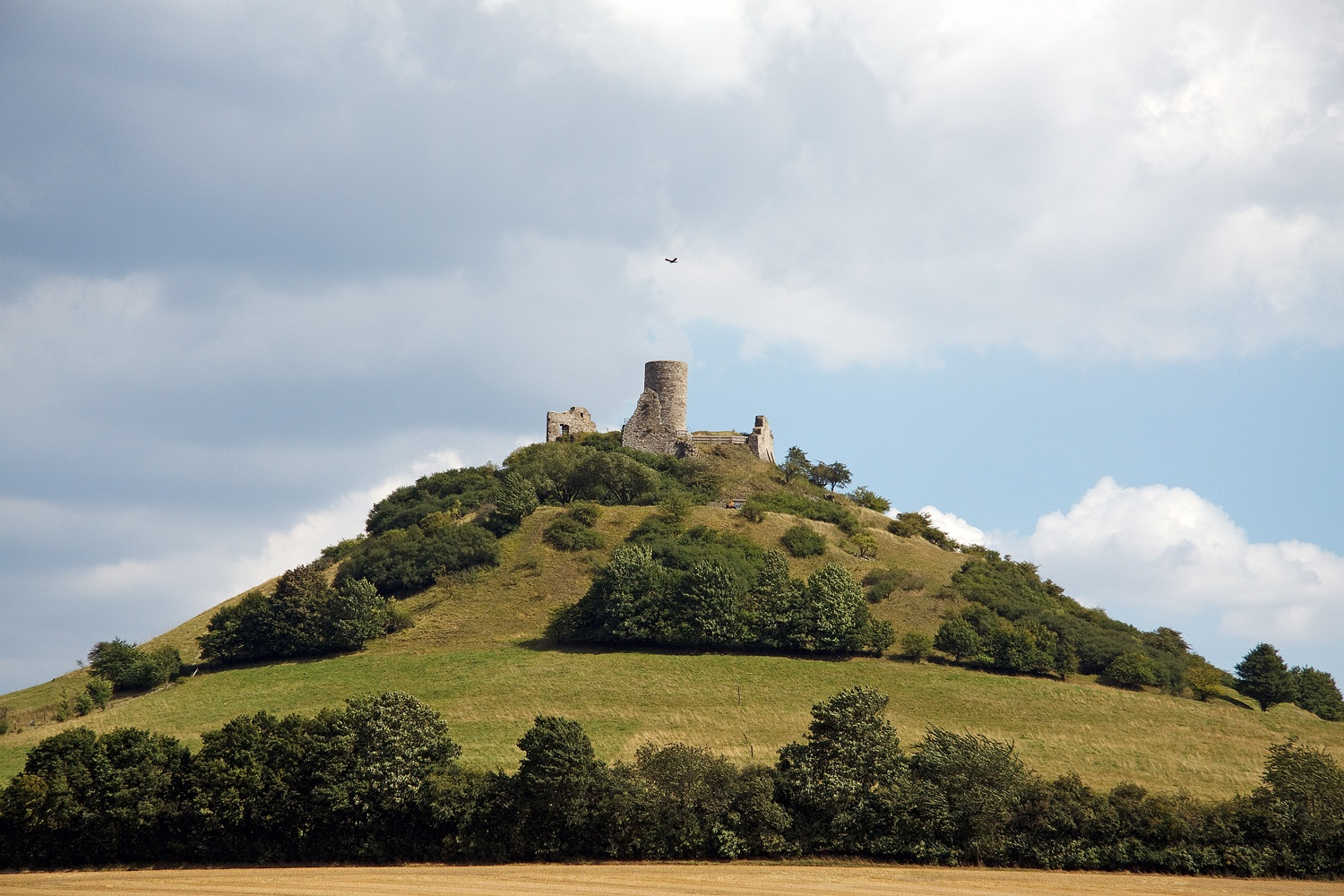
Der Desenberg, ein erloschener Vulkan, mit Burg Desenberg

Der etwas nordöstlich der Kernstadt gelegene Desenberg ist die markanteste Erhebung der sonst relativ ebenen Warburger Börde. Es handelt sich um einen die Umgebung um 150 Meter überragenden Bergkegel vulkanischen Ursprungs mit einer Gesamthöhe von 343,6 m ü. NN. Auf seinem Gipfel befinden sich die Ruinen der Burg Desenberg. Der Berg ist jedoch nicht die höchste Erhebung des Stadtgebiets, dies ist der Humbertsberg mit 423,4 m ü. NN im Warburger Wald westlich von Scherfede. Der mit 148,7 m ü. NN niedrigste Punkt liegt im Südosten von Warburg im Diemeltal.

### Geologie

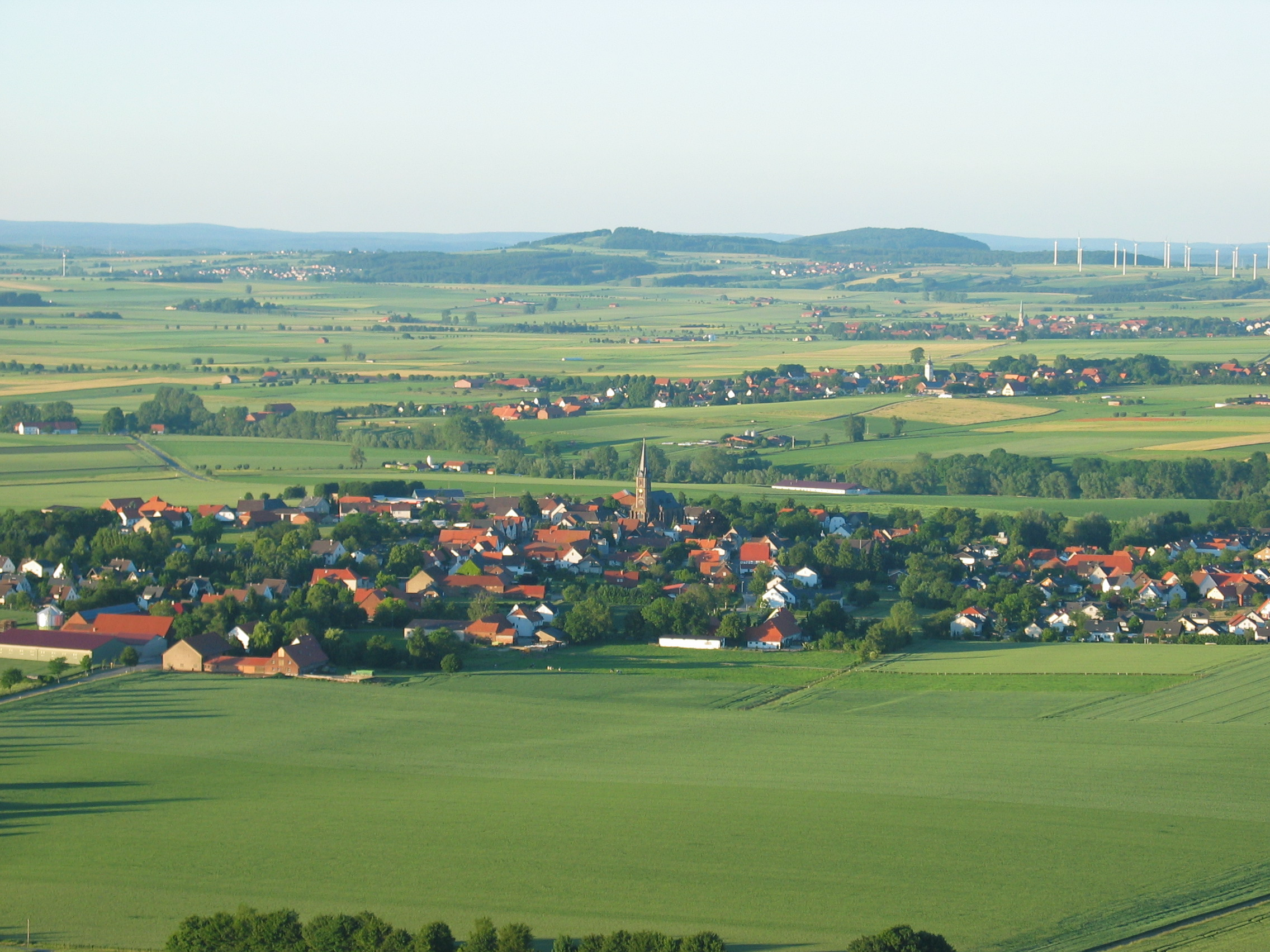
Die Warburger Börde und Ortsteil Daseburg

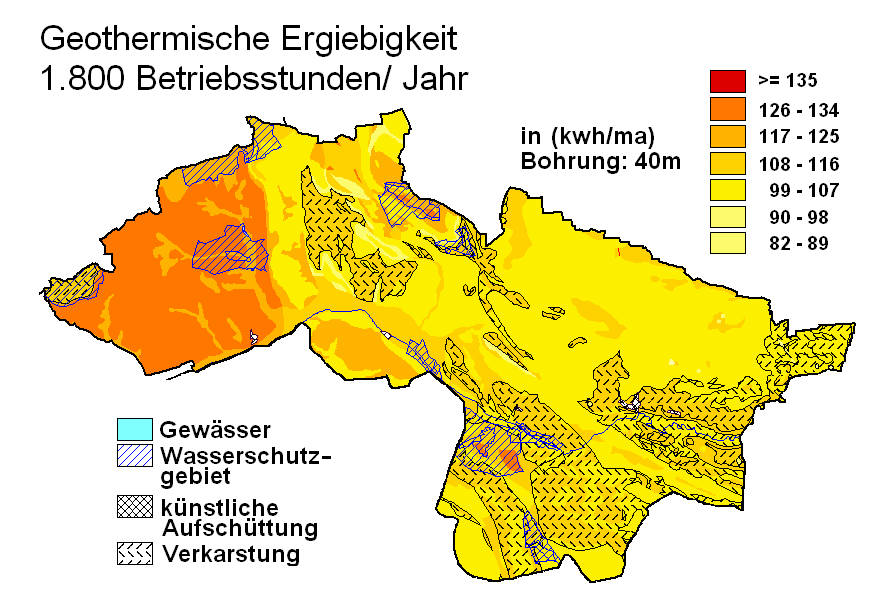
Geothermische Karte von Warburg

Von Nordosten nach Südwesten bilden zunehmend ältere Gesteinsschichten den Untergrund. Die Formationen aus Buntsandstein, Muschelkalk und Keuper entstanden durch Sedimente, die während der Trias dort abgelagert wurden.
In zahlreichen von Südost nach Nordwest verlaufenden Hebungs- und Senkungsgebieten, begrenzt durch Gebirgsbruchlinien, wurden ältere Gesteinsschichten gegen wesentlich jüngere verschoben. Insbesondere im tief eingeschnittenen Diemeltal und in der Warburger Börde bedecken Lockergesteine der Eiszeiten diesen felsigen Untergrund. Die Eiszeiten haben das Gebiet um Warburg nicht geformt, da die Grenze der Vereisung etwas nördlich verlief. Neben Sand und Kies ist es insbesondere der äolisch abgelagerte Löss, der die Börde zu einer fruchtbaren Landschaft macht und dessen hohe Fruchtbarkeit die landwirtschaftliche Prägung der Region begünstigt. Des Weiteren gibt es Reste von Tschernosemen in bestimmten Bereichen der Warburger Börde; in den meisten Bereichen wurden diese jedoch durch Erosion, begünstigt durch die jahrhundertelange wirtschaftliche Nutzung, abgetragen. Auf den steilen Diemeltalhängen sind flachgründige und austrocknungsgefährdete Böden, die Rendzinen, aus Muschelkalk-Gesteinsschutt entstanden, die als Weideland genutzt werden. Im nordwestlichen Stadtgebiet ist der Löss nur noch in einer dünnen Decke und lediglich stellenweise vorhanden. Es gibt dort Kalksteinverwitterungsböden wie die bereits erwähnten Rendzinen sowie basenreiche Braunerden. Auf dem Varenberg, westlich von Bonenburg, treten die Unterkreide-Sandsteine des Eggekamms zu Tage. Die hohen Niederschläge begünstigten dort die Einwaschung von Eisenhydroxiden in den Unterboden, wo sie sich zu Orterden verfestigten. Dort entwickelten sich sauergebleichte, nährstoffarme Podsol-Böden.
Der felsige Untergrund besteht zwischen Klingenburg und Hohenwepel aus Ton-, Mergel-, Dolomit- und Sandsteinen aus dem Keuper. Von Herlinghausen über Welda bis Scherfede und weiter nördlich befinden sich Kalksteine sowie Ton- und Mergelsteine eines ehemaligen Muschelkalk-Meeres. Daneben gibt es dort kleinere Vorkommen von Ton-, Schluff- und teilweise Sandsteinen der Buntsandstein-, Keuper- oder Jurazeit. Weiter südlich und südöstlich um Bonenburg sowie im Gebiet westlich von Scherfede befinden sich ebenfalls Schluff- und Sandsteine der Buntsandstein-Zeit. Am Schuren- und Humbertsberg im Westen des Stadtgebietes gibt es Tonmergel- und Mergelkalksteine des Oberkreide-Meeres. Östlich der Stadtwüstung Blankenrode sowie am Bentenberg kommen Sandsteine der Unterkreidezeit vor. Die Sandstein- und Tonsteinvorkommen werden stellenweise als Putz- und Mauersand beziehungsweise als Ziegelrohstoffe genutzt.
Im Stadtgebiet gibt es mehrere erloschene Vulkane, deren Magma vor etwa 19 Millionen Jahren in engen Schloten das Gebirge durchbrach. Die beiden markantesten Basaltkegel in der Umgebung sind der Desenberg und der Dörenberg bei Daseburg sowie die drei nördlich, wenngleich außerhalb des Stadtgebietes liegenden Basaltkegel Hüssenberg (bei Eissen), Tannenkopf (Wörtenberg, bei Lütgeneder) und die flache, bewaldete Kuppe des Weißholzes.
Das Gebiet von Warburg eignet sich gut, im westlichen Teil sehr gut, zur Nutzung geothermischer Wärmequellen mittels Erdwärmesonden und Wärmegewinnung durch Wärmepumpenheizungen.

### Flora und Fauna
Da Warburg in einer der regenärmsten Regionen Westfalens liegt und viele Kalk-Halbtrockenflächen aufweist, wächst dort eine Vielfalt von in Mitteleuropa sehr seltenen Acker- und Heilkräutern. Im Freiland gedeihen Obstbäume. Mehrere Flurstücke wurden als Naturschutzgebiete ausgewiesen.
Das Kalk-Halbtrockenrasen-Gelände besitzt als Lebensraum für Tagfalter und die sehr seltenen Widderchen herausragende Bedeutung, die in Mitteleuropa von keinem anderen Lebensraum erreicht wird. Die Population ist vor allem im Umkreis des Diemeltals anzutreffen. Gemäß der Fauna-Flora-Habitat-Richtlinie gehört der orchideenreiche Kalkmagerrasen zu den zu schützenden Habitattypen.

### Ausdehnung des Stadtgebiets und Flächennutzung
Das Gebiet der Stadt erstreckt sich auf einer Fläche von 168,71 km². In Nord-Süd-Richtung dehnt sich das Stadtgebiet 12,4 km und in West-Ost-Richtung 25,4 km aus.
Das Gebiet der Stadt Warburg, insbesondere die Börde, wird überwiegend landwirtschaftlich genutzt. Daneben existieren vor allem in Richtung Eggegebirge noch verhältnismäßig große Waldgebiete. Im Vergleich zum nordrhein-westfälischen Landesdurchschnitt von 49,4 % liegt die Landwirtschaftsfläche in Warburg bei fast 60 %, während die Waldfläche mit 29,5 % sowie die Siedlungsfläche mit 11,7 % etwa unter der Hälfte (22,1 %) des Landesdurchschnitts und erheblich unter dem Durchschnitt von Gemeinden gleichen Typs (14,2 %) liegt. Eine Übersicht über die Flächennutzung gibt folgende Tabelle:
| Fläche nach Nutzungsart | Landwirt- schaftsfläche | Wald- fläche | Siedlungs- und Verkehrsfläche | Wasser- fläche | sonstige Nutzung |
| ----------------------- | ----------------------- | ------------ | ----------------------------- | -------------- | ---------------- |
| Fläche in ha            | 9.739                   | 4.907        | 1.970                         | 157            | 98               |
| Anteil an Gesamtfläche  | 57,7 %                  | 29,1 %       | 11,7 %                        | 0,9 %          | 0,6 %            |

### Nachbargemeinden
Im Uhrzeigersinn, beginnend im Norden, grenzen an Warburg die Gemeinden beziehungsweise Städte Willebadessen, Borgentreich (beide im Kreis Höxter, Nordrhein-Westfalen), Liebenau, Breuna (beide im Landkreis Kassel, Hessen), Volkmarsen, Diemelstadt (beide im Landkreis Waldeck-Frankenberg, Hessen), Marsberg (Hochsauerlandkreis, Nordrhein-Westfalen) und Lichtenau (Kreis Paderborn, Nordrhein-Westfalen).

### Stadtgliederung

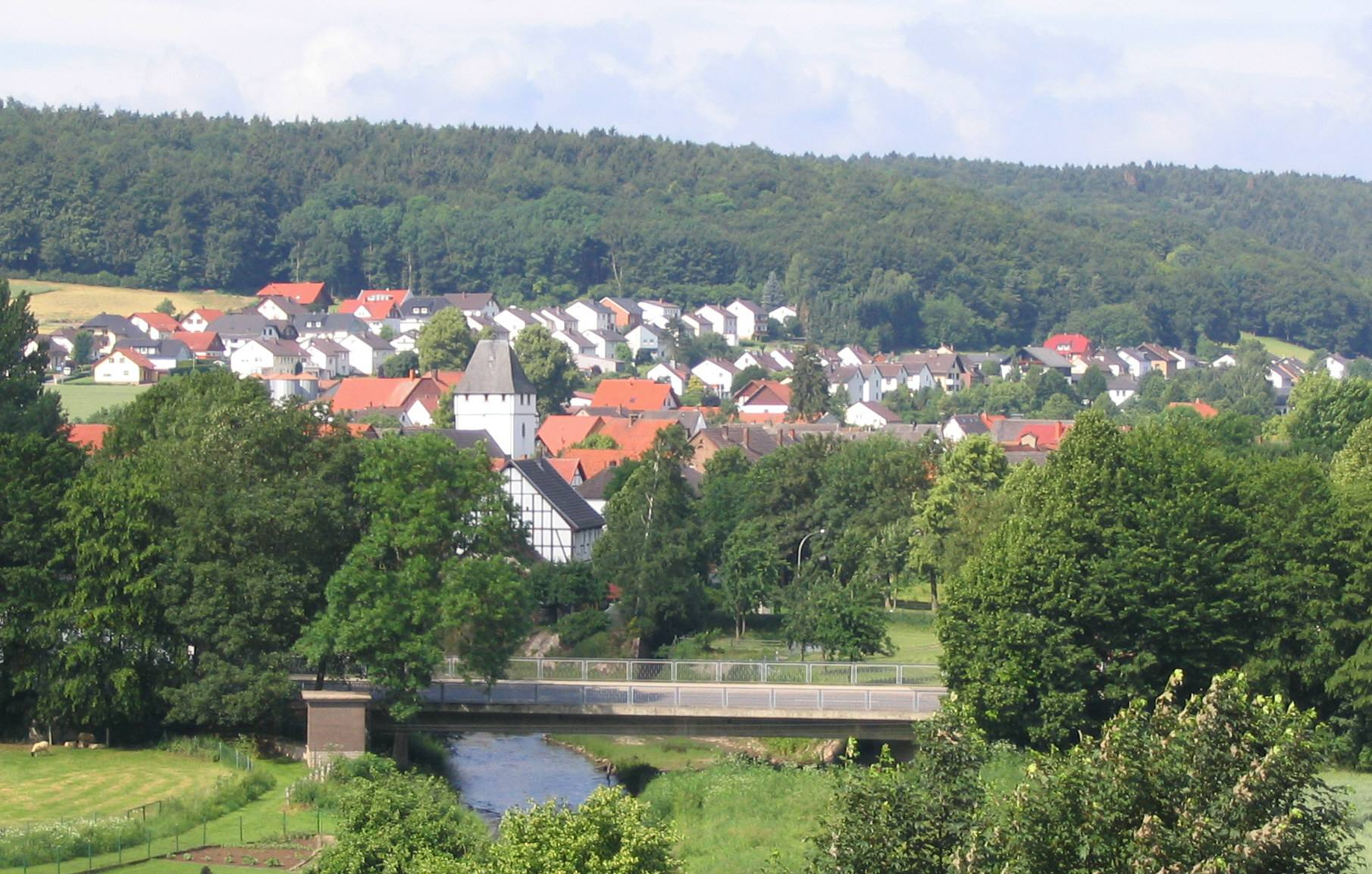
Die Ortschaft Welda

Nach § 3 Absatz 1 ihrer Hauptsatzung gliedert sich die Stadt Warburg in sieben Bezirke und neun Ortschaften, die vor 1975 eigenständige Gemeinden waren und als Stadtteile bezeichnet werden. Stadtbezirke sind Stadtteile mit mehr als 1.000 Einwohnern. Für die Stadtbezirke gibt es Bezirksausschüsse, deren jeweilige Mitgliederanzahl sich an der Einwohnerzahl orientiert.
| Bezirke           | Vorwahl | Fläche km² | Einwohner | Bezirke und Ortschaften der Stadt Warburg |
| ----------------- | ------- | ---------- | --------- | ----------------------------------------- |
| Kernstadt Warburg | 05641   | 38,89      | 10.0130   | Gliederung der Stadt Warburg              |
| Bonenburg         | 05642   | 12,38      | 887       | Gliederung der Stadt Warburg              |
| Daseburg          | 05641   | 15,71      | 1.194     | Gliederung der Stadt Warburg              |
| Germete           | 05641   | 04,53      | 955       | Gliederung der Stadt Warburg              |
| Ossendorf         | 05642   | 06,49      | 1.328     | Gliederung der Stadt Warburg              |
| Rimbeck           | 05642   | 11,00      | 1.448     | Gliederung der Stadt Warburg              |
| Scherfede         | 05642   | 30,59      | 2.738     | Gliederung der Stadt Warburg              |
| Ortschaften       | Vorwahl | Fläche km² | Einwohner | Gliederung der Stadt Warburg              |
| Calenberg         | 05641   | 03,87      | 0.426     | Gliederung der Stadt Warburg              |
| Dalheim           | 05641   | 03,38      | 0.071     | Gliederung der Stadt Warburg              |
| Dössel            | 05641   | 05,16      | 0.604     | Gliederung der Stadt Warburg              |
| Hardehausen       | 05642   |            | 0.096     | Gliederung der Stadt Warburg              |
| Herlinghausen     | 05641   | 02,71      | 0.384     | Gliederung der Stadt Warburg              |
| Hohenwepel        | 05641   | 07,20      | 0.632     | Gliederung der Stadt Warburg              |
| Menne             | 05641   | 04,57      | 0.727     | Gliederung der Stadt Warburg              |
| Nörde             | 05642   | 06,44      | 0.629     | Gliederung der Stadt Warburg              |
| Welda             | 05641   | 09,22      | 0.751     | Gliederung der Stadt Warburg              |
| Wormeln           | 05641   | 06,56      | 0.594     | Gliederung der Stadt Warburg              |
| Gesamt            |         | 168,700    | 23.4770   | Gliederung der Stadt Warburg              |

Diese Zahlen (Stand 12/2020) sind Angaben der Stadt Warburg, veröffentlicht vom Landrat, und umfassen nur Einwohner mit Hauptwohnsitz.

### Klima

Niederschlagsdiagramm für Warburg. Schattierungen zeigen den NRW Landesdurchschnitt

Warburg liegt im Übergangsbereich zwischen dem vorherrschenden maritimen Klima und dem schwächer ausgeprägten Kontinentalklima. Daher sind die Temperaturen und Niederschläge im Jahresverlauf relativ ausgeglichen. Die Sommer sind im Vergleich zum hochkontinentalen Klima eher kühl, die Winter eher warm. Neben dieser großklimatischen Einordnung wird das lokale Klima maßgeblich durch die besondere Lage zwischen dem Eggegebirge und Ausläufern des Rothaargebirges (Sauerland) beeinflusst. In beiden Gebirgen werden hohe Niederschläge und niedrige Durchschnittstemperaturen registriert. In Warburg hingegen ist das Klima deutlich milder, der durchschnittliche Jahresniederschlag mit unter 700 mm deutlich geringer. Die relativ geringen Niederschläge sind vor allem durch die Lage an der Leeseite des Eggegebirges zu erklären. Das sich in süd-nördlicher Richtung erstreckende Gebirge schirmt Warburg weitgehend von der feuchten Luft ab, die zumeist aus Westen in Richtung Zentraldeutschland vordringt und sich bereits auf der Luvseite im Paderborner Land abregnet. Warburg ist im Vergleich zu anderen Gebieten Nordrhein-Westfalens verhältnismäßig weit vom Meer entfernt und zählt noch vor dem nördlichen Ostwestfalen (Mindener Land) zur niederschlagsärmsten Gegend Westfalens. Im südlichen Stadtgebiet, speziell im Twistetal bis zum Weldaer Berg, ist die Regenmenge noch einmal um 15–20 % niedriger und die Temperatur um 0,5–1 °C höher als im restlichen Stadtgebiet. Die vor allem durch die Höhenlage beeinflusste Jahresdurchschnittstemperatur liegt bei ca. 8 °C und ist damit zwar niedriger als in der geschützten Wesertalung weiter östlich bei Höxter, jedoch deutlich höher als in den Höhenlagen im westlich gelegenen Eggegebirge und Sauerland.
|                        | Jan  | Feb  | Mär  | Apr  | Mai  | Jun  | Jul  | Aug  | Sep  | Okt  | Nov  | Dez  |   |       |
| Mittl. Temperatur (°C) | −0,1 | 0,5  | 3,4  | 7,2  | 11,7 | 14,9 | 16,4 | 15,9 | 12,8 | 9,0  | 4,3  | 1,3  | ⌀ | 8,1   |
| Mittl. Tagesmax. (°C)  | 5,2  | 5,5  | 6,3  | 11,2 | 14,1 | 17,5 | 20,6 | 19,6 | 16,2 | 12,3 | 7,2  | 4,9  | ⌀ | 11,7  |
| Mittl. Tagesmin. (°C)  | −3,3 | −2,3 | 1,4  | 6,0  | 10,5 | 13,6 | 14,5 | 14,9 | 10,6 | 5,4  | 2,0  | −2,2 | ⌀ | 6     |
|                        |      |      |      |      |      |      |      |      |      |      |      |      |   |       |
| Niederschlag (mm)      | 51,3 | 41,1 | 51,8 | 51,1 | 71,9 | 75,4 | 69,3 | 64,0 | 52,0 | 42,9 | 54,7 | 63,4 | Σ | 688,9 |

| −3,3 |

| −2,3 |

| 1,4 |

| 6,0 |

| 10,5 |

| 13,6 |

| 14,5 |

| 14,9 |

| 10,6 |

| 5,4 |

| 2,0 |

| −2,2 |

| −3,3 |

| −2,3 |

| 1,4 |

| 6,0 |

| 10,5 |

| 13,6 |

| 14,5 |

| 14,9 |

| 10,6 |

| 5,4 |

| 2,0 |

| −2,2 |

## Geschichte

### Herkunft des Ortsnamens
Die Herkunft des Ortsnamens Warburg wird von Ward (althochdeutsch: Warta = Platz, wo gespäht wird, Warte; lateinisch: statio) und -berg oder -burg abgeleitet. Die Neustadt Warburgs liegt auf einem großen Felssporn (230 m ü. NN), der früher wegen seines natürlichen Schutzes und seiner Übersicht über das umliegende Land als Wachtstellung genutzt wurde. Es gibt verschiedene historische Schreibweisen: Wartberg, Wartberc(h), Wartberg(h)(i), Wardburg beziehungsweise Wartborch, Warberghe, Waretberg, Wardberch. Im Niederdeutschen wird der Ort als Warb(e)rich bezeichnet. Auf Latein heißt die Stadt Warburgum oder Varburgum.

### Ur- und Frühgeschichte
Im Stadtgebiet von Warburg wurden bei Ausgrabungen Funde aus der Ur- und Frühgeschichte gemacht. Ein bei Warburg gefundener Dolch wurde dem End-Neolithikum zugeordnet, ebenso ein Erdwerk bei Rimbeck. Unter anderem mit dem Galeriegrab von Warburg-Rimbeck sind megalithische Gräber aus dem 4. Jahrtausend v. Chr. erhalten.
Ein Fund von Großsteingräbern aus der Zeit um 3200 v. Chr. in der Nähe des Lütkefelds im nördlichen Stadtgebiet befindet sich im Westfälischen Museum für Archäologie in Herne. Ein dort geborgener riesiger Wandstein mit „eingravierten“ Bildzeichen, die Einblicke in die geistig-religiöse Welt der Menschen der Jungsteinzeit geben, befindet sich im Stadtmuseum Museum im Stern.
In der Nähe von Daseburg bei Warburg wurden die Reste einer Siedlung mit Schmiedewerkstätten aus der Römischen Kaiserzeit gefunden. Eine germanische Siedlung mit einer Fläche von 110 Metern auf 80 Metern bestand südlich des Desenbergs. Dort fanden sich neben Wohnhausspuren Bronzeschmelzöfen und Rennöfen zur Verhüttung von Eisenerz. Münzfunde deuten darauf hin, dass in der Nähe der Warburger Diemelfurt im 2. bis 4. Jahrhundert eine Handelsstraße bestand.

### Mittelalter
Im 8. Jahrhundert lag westlich der Stadt ein sächsischer Adelssitz. Nach der Unterwerfung des sächsischen Hessengaus nördlich und südlich der Diemel unter das fränkische Reich Karls des Großen und der Zerstörung der Irminsul im Jahr 772 setzte die Christianisierung ein, und das Gebiet wurde in Grafschaften eingeteilt. Der Wartberg, der heutige Burgberg, wurde Grafensitz und gab der Stadt ihren Namen. In Warburg existierte im Mittelalter ein Gogericht und im Ortsteil Wormeln ein Femegericht. Im Jahr 1191 wurde südöstlich der Altstadt Warburg die Holsterburg errichtet, die – knapp 100 Jahre später – im Jahr 1294 zerstört wurde. Im Jahr 1358 ging die Stadt Warburg mit den Städten Stadtbergen (Marsberg), Hofgeismar, Volkmarsen und Wolfhagen ein Schutz- und Trutzbündnis ein.

#### Die Burg auf dem Wartberg

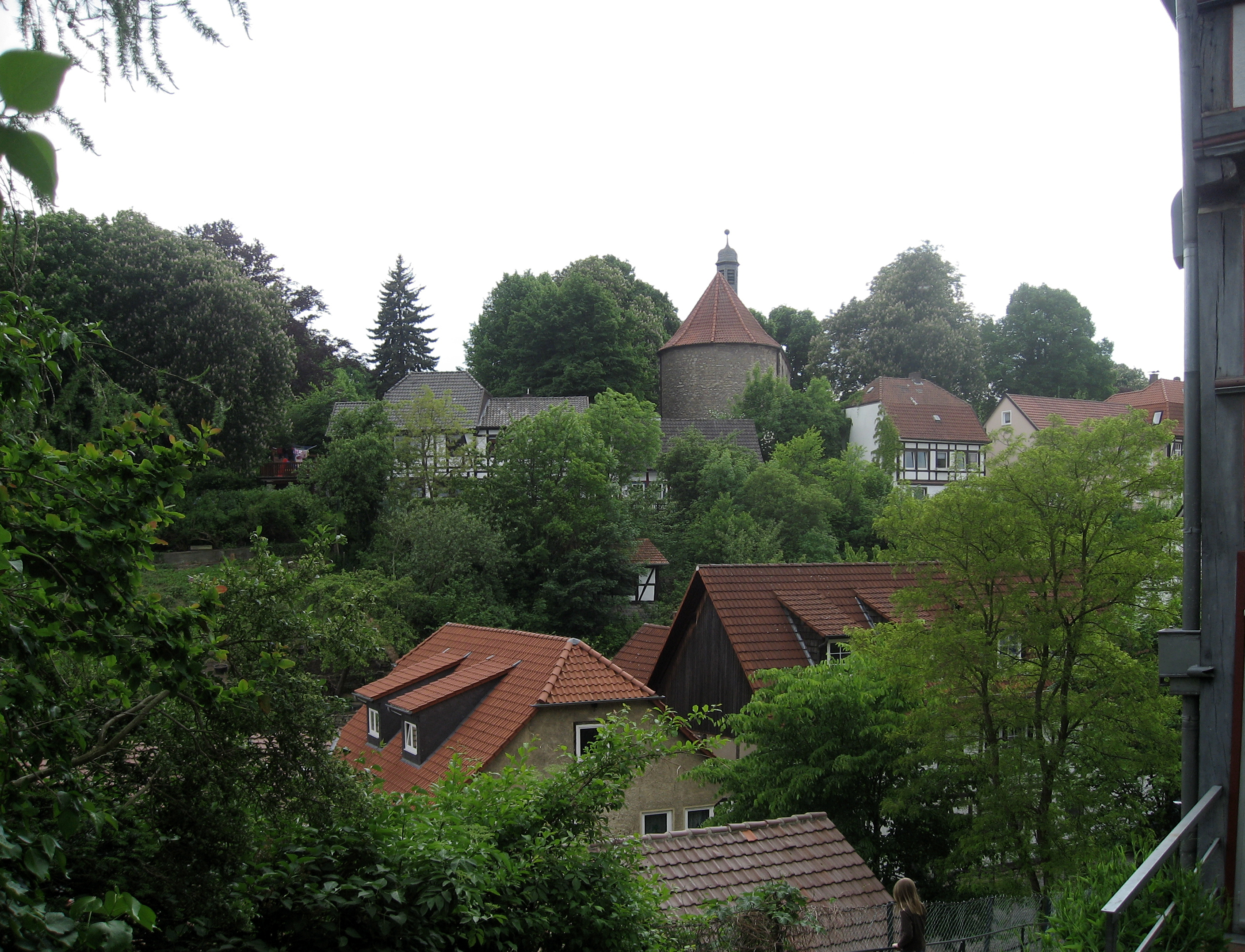
Blick auf den Burgberg (Wartberg). Auf dem Wartberg stand eine Burganlage, von der nur noch die Andreaskapelle existiert.

Als erste Nennung der Stadt gilt eine Urkunde von etwa 1010. In der Vita Meinwerci, der Lebensbeschreibung des Bischofs Meinwerk von Paderborn, wird ein Graf Dodiko genannt, der um 1000 vom Wartberch aus große Teile des Hessengaus, Ittergaus und Nethegaus verwaltete. Sie enthält eine Darstellung seiner Burg aus dem 11. Jahrhundert. Nach Meinwerks Bericht soll sie schon zu Dodikos Zeiten von eindrucksvoller Größe und stark befestigt gewesen sein. Zur Versorgung der Burg wurden drei Wirtschaftshöfe in unmittelbarer Nähe angelegt: südöstlich die curia inferior (unterer Hof), nördlich die curia superior (oberer Hof) und östlich vermutlich später die curia media (mittlerer Hof). Diese Höfe waren für die wirtschaftliche Entwicklung der Stadt und die Ansiedlung von großer Bedeutung, denn im Schutz der Burg siedelten sich weitere Menschen an.
Vom Wartberg und seiner Burg hatte man einen guten Überblick über das Diemeltal. So konnte die Furt überwacht werden, die von den nach Warburg und Paderborn ziehenden Kaufleuten passiert werden musste. Die Diemelfurt war ein Schnittpunkt mehrerer Fernhandelsstraßen und ausschlaggebend für die Entwicklung der Stadt. Auf dem späteren Stadtgebiet entstanden die Vorsiedlungen Berna an der Diemelfurt, Molhusen an der Diemel, Bußdorf in Richtung des heutigen Stadtteils Dössel, und Papenheim in Richtung des heutigen Ortsteils Menne.
Burggrafen waren bis zur Besetzung der Stadt durch preußische Truppen 1802 die Rabe von Pappenheim beziehungsweise die von Canstein.

#### Übergabe der grafschaftlichen Rechte an Paderborn
Die Burg war zunächst im Besitz des Grafen Dodiko, dessen Besitztümer 1020 dem Bischof von Paderborn zufielen. Die vorteilhafte Lage der Burg und deren eindrucksvolle Größe hatten schon einige Zeit vorher die Aufmerksamkeit des Paderborner Bischofs Meinwerk erregt, der sie seinem Bistum einzuverleiben wünschte. Der von Dodiko bevorzugte Erbe war sein unehelicher Sohn, der angeblich aus einer Beziehung zu einer Nonne stammte. Dieser kam jedoch 1018 wahrscheinlich bei einem Reitunfall ums Leben. Erbenlos war der Graf bereit, seine Güter und den Besitz dem Bischof in Form einer Prekarie zu übertragen. Der Bischof gewährte dem Grafen die Nutzung seines früheren Besitzes, dazu Kirchenbesitz, auf Lebenszeit. Dodiko starb jedoch bereits am 29. August 1020, so dass der Gesamtbesitz an das Bistum Paderborn fiel.
Kaiser Heinrich II. übertrug im folgenden Jahr die gräflichen Rechte an Bischof Meinwerk. Infolge einer vom Erzbistum Mainz ausgehenden Intrige entzog sie ihm Konrad II., doch gab er sie ihm 1033 wegen seiner treuen Unterstützung wieder zurück. Somit behielt die Burg lange Zeit ihre Schutzfunktion gegen Kurmainzer Ansprüche.

#### Entwicklung der Stadt und Entstehung der Altstadt

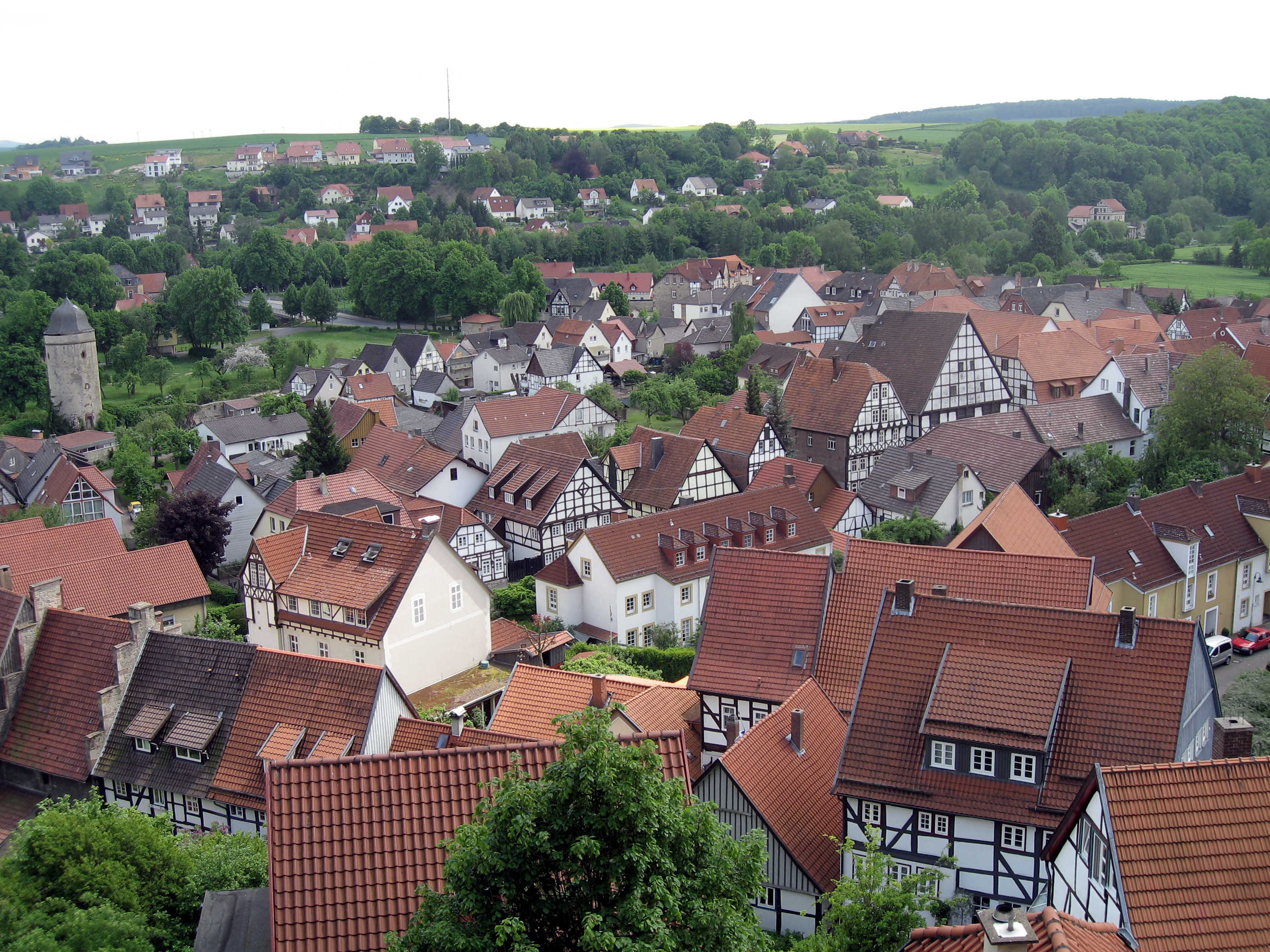
Blick auf die Altstadt mit Biermannsturm

Im Jahr 1036 bezeugte Bischof Meinwerk Warburg erstmals als geschlossene Ortschaft. Südöstlich der Burg lag eine Siedlung mit dem gleichen Namen, Wartberch. Dort lebten die Ministerialen und die Arbeiterfrauen. Zusätzlich siedelten sich Bewohner der umliegenden Dörfer in der Nähe der Burg an, sodass eine Vorstadt (Suburbium) entstand, die zusammen mit der Burg den Ortskern bildete. Der Marktbereich auf dem Plateau des Ikenberges war gegen Ende des 11. Jahrhunderts der Mittelpunkt einer Straße Im Sack für Kaufleute und Handwerker auf beiden Seiten der alten Handelsstraße.
Mit der Verlagerung der herrschaftlichen Macht durch die Staufer nach Süden geriet das Bistum Paderborn in eine Randlage und war in regionale Konflikte verstrickt mit dem Erzbistum Köln als schärfstem Gegner. Die Ansiedlung am Fuß des Berges zwang den Bischof von Paderborn dazu, eine Stadt anzulegen, um der wachsenden Anzahl von Siedlern weiterhin Schutz gewähren zu können und seine politische Stellung gegen die benachbarten Herrschaftsräume zu sichern. So entstand die Warburger Altstadt von 1168 bis 1187 als Plananlage des Stadtherrn auf einem gleichmäßigen Geländestreifen unterhalb des südöstlichen Suburbiums und der curia inferior (unterer Hof). Die Leitung der neu entstandenen Altstadt hatte der Stadtgraf, der die Besiedlung, den Handel und die Bauarbeiten beaufsichtigte.

#### Entstehung der Neustadt
Im nördlichen Teil, in der Nähe der curia superior (oberer Hof) ließen sich Siedler nieder, die vor allem aus den Bauerndörfern Molhusen, Bußdorf und Papenheim kamen. Unter Einbeziehung der curia superior und des umliegenden Gebiets wurde die Neustadt Warburg im Jahre 1228/1229 von Bernhard IV. zur Lippe gegründet, um seine politische Stellung im Diemelraum gegen das Vordringen des Kölner Erzbischofs zu sichern. Wie die Altstadt war die Neustadt eine Planstadt, sie wurde jedoch nicht auf rechteckiger Fläche, sondern als spindelförmiges Drei-Straßen-System angelegt.

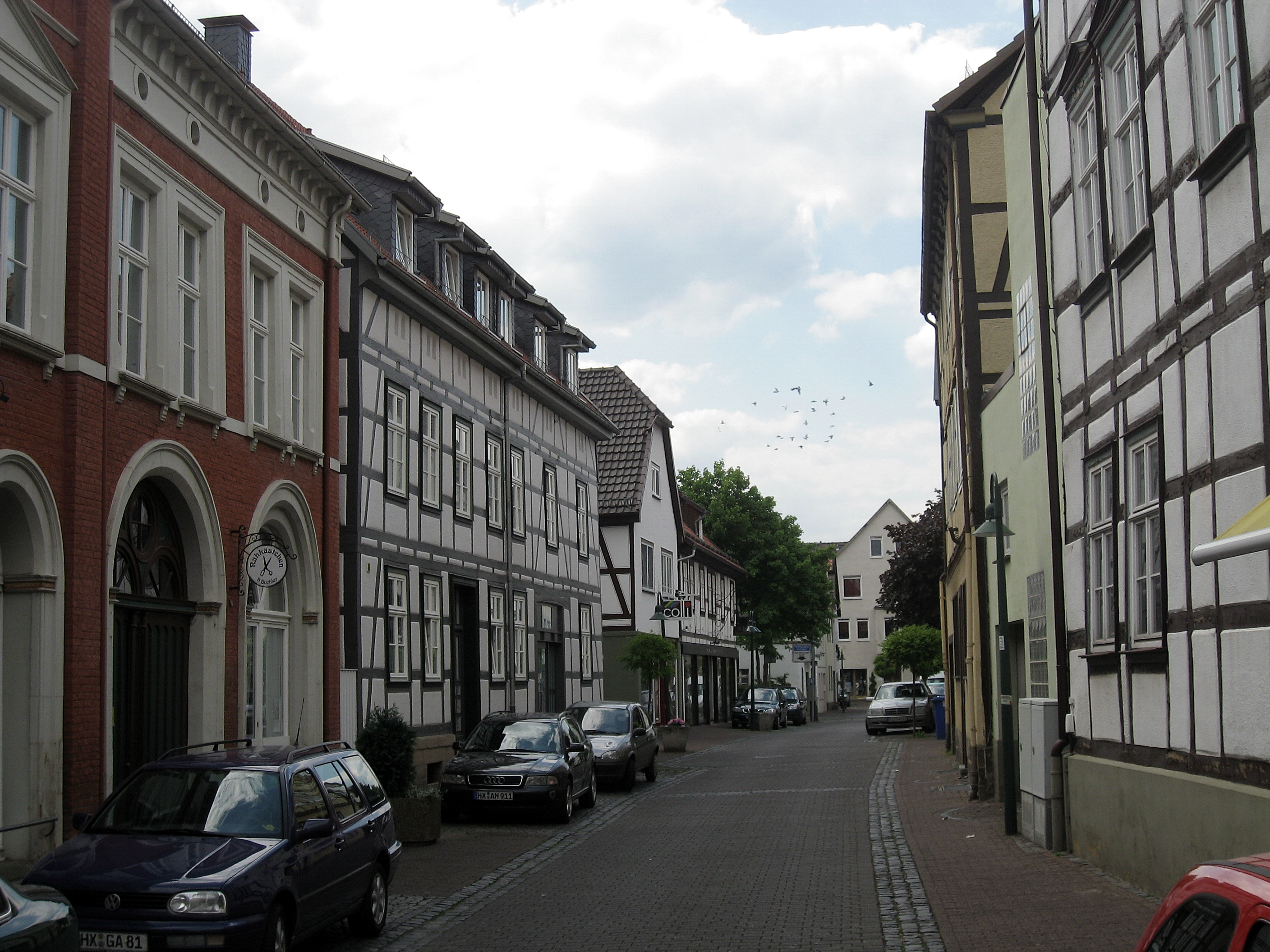
Straße in der Neustadt

Die Besiedlung der Neustadt erfolgte durch Zuwanderer aus dem Bördeland nördlich der Diemel und dem Nethegau sowie von Kaufleuten aus etwas weiter entfernten Orten wie Horhusen (heute Niedermarsberg). Die Bauernsiedlungen Molhusen, Bußdorf und Papenheim verschmolzen mit der Neustadt.
Um 1239 war die Neustadt als städtisches Gemeinwesen voll ausgebaut und besaß auch ein eigenes Rathaus. Nach dem Tod des Grafen Dodiko und dem Wegfall des Stadtgrafenamts bildete sich ein selbständiger Stadtrat unter der bischöflichen Herrschaft. Die ratsfähigen Herren kamen vornehmlich aus Handwerker- und Händlerfamilien. Die Bürger übernahmen in der Folge das Amt des Stadtrichters und besaßen damit volle bürgerliche Rechte nach Dortmunder und Marsberger Muster. Der Bischof bevorzugte die Neustadt, die Altstadt erhielt erst im Jahr 1256 die gleichen Rechte wie die Neustadt. Im Jahr 1260 erhielt die Neustadt das Recht, eine Stadtmauer zu bauen, die auch zwischen beiden Städten verlief. Die Warburger Altstadt und die Neustadt waren zwei selbständige Städte, zwischen denen es bis in die Neuzeit Spannungen gab.
Der Erzbischof von Köln und Bistumsverweser von Paderborn, Dietrich von Moers, schien der Stadt Warburg gewogen zu sein. Er hielt am 26. September 1430 im Dominikanerkloster eine Versammlung der Stiftsräte des Hochstifts Paderborn ab. Das System der Warburger Feldwarten erweiterte er um einen wichtigen Wartturm und ließ mehrere Landwehren rund um Warburg bauen. Grund für die Bevorzugung Warburgs war wahrscheinlich der Konflikt Dietrichs mit dem Paderborner Domkapitel. Im Jahr 1436 versuchte er, seinen Offizial Heinrich Bode in Warburg anzusiedeln. Dies scheiterte am Widerstand des Paderborner Klerus; denn ein Offizial war nicht für die Paderborner, sondern nur für die Kölner Diözese vorgesehen. Das Paderborner Domkapitel sah darin einen Versuch, das Bistum trotz päpstlichen Verbots in das Erzbistum Köln einzuverleiben.

#### Wirtschaftliche Entwicklung

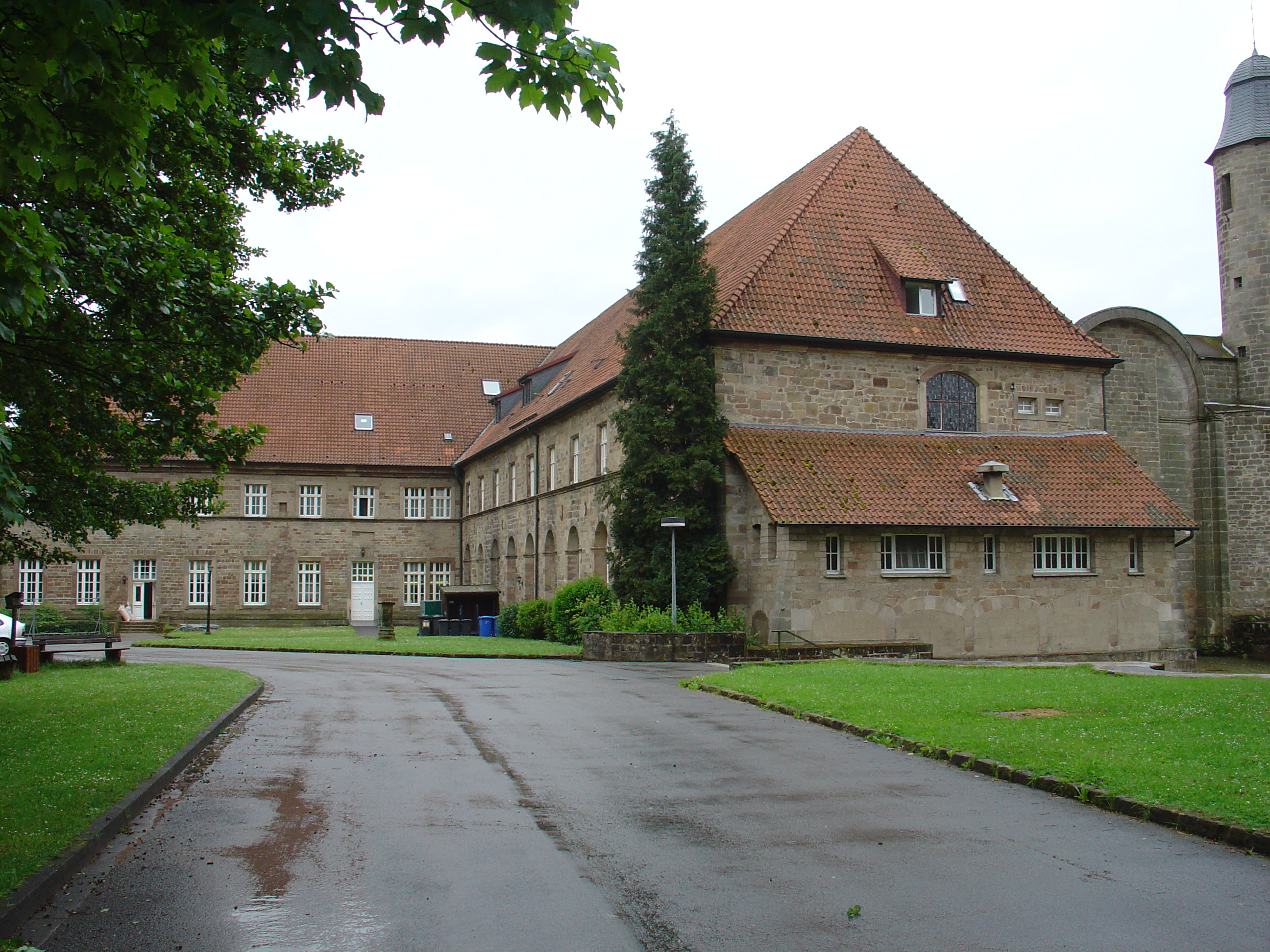
Frühe Wirtschaftskraft im 12. Jahrhundert: das Kloster Hardehausen

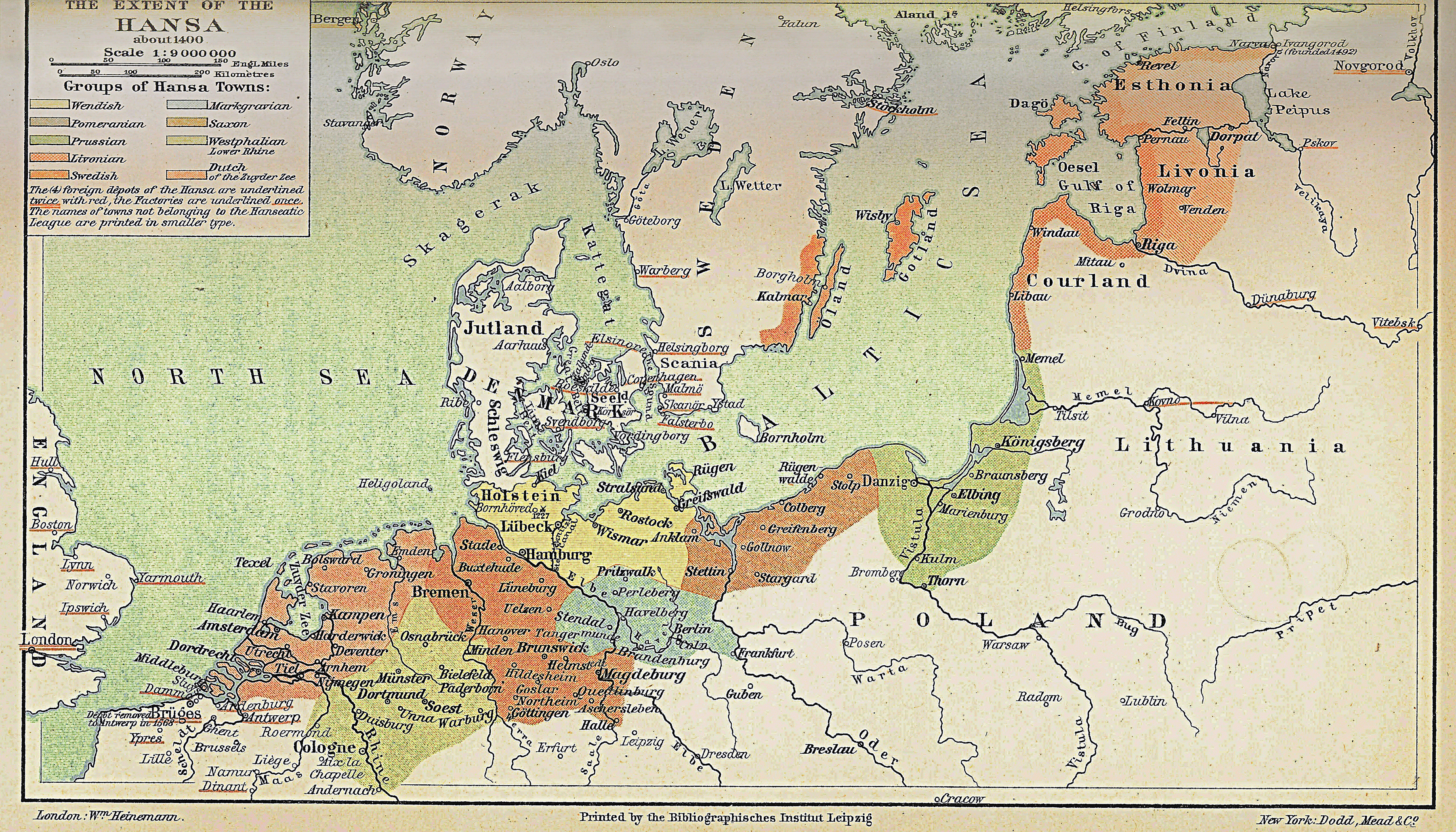
Hansestädte um 1400

Mit der Gründung des Zisterzienserklosters Hardehausen durch Bischof Bernhard I. von Paderborn im Jahre 1155 entstand in unmittelbarer Nachbarschaft Warburgs die größte Wirtschaftskraft im Bereich des Hochstifts. Ab 1258 betrieb Hardehausen einen Klosterhof in Warburg-Neustadt.
In Warburg etablierte sich das in Zünften geordnete Handwerk, wobei die Leinwandweberei, die Leder- und Wollindustrie und einige Handwerkskünstler wie Antonius Eisenhoit überregionale Bedeutung erlangten.
Im Jahr 1364 traten beide Städte in die Hanse ein und erzielten dadurch und durch das benachbarte Zisterzienserkloster einen wirtschaftlichen Aufschwung.

#### Vereinigung der beiden Städte

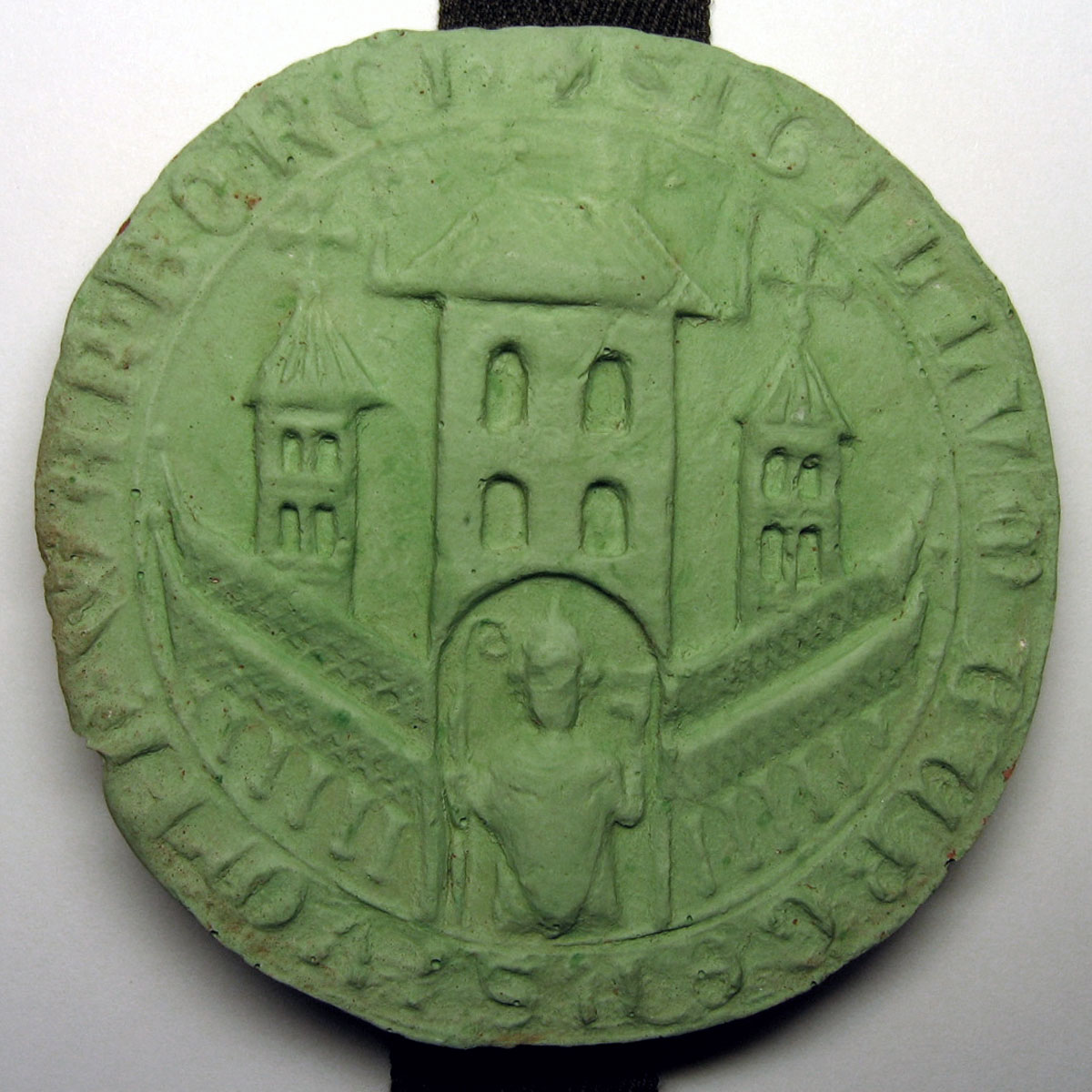
Gipsabdruck des Siegels der Warburger Neustadt unter der Verfassungsurkunde „Der Grote Breff“ (Der große Brief) von 1436

Altstadt und Neustadt schlossen sich im Jahre 1436 zu einer Stadt zusammen. Im Groten Breff (Großen Brief) wurde die Verfassung festgelegt und mit den Siegeln der beiden Städte Wartberg versehen. Auf dem Siegelabguss sind zwei Wehrtürme mit Doppelmauer sichtbar, unter dem Stadttor steht der Paderborner Bischof mit Stab, die Umschrift lautet: „Sigillium burgensium in wartborch“. Der Grote Breff, ein besonders umfangreiches Rechtsdokument, ist in mittelniederdeutscher Sprache verfasst, der Sprache der deutschen Hanse.
Die Ratsversammlungen fanden im halbjährlichen Wechsel im Altstadtrathaus und im Neustadtrathaus am Marktplatz statt. Es gab zwei Bürgermeister, die jeweils ein halbes Jahr den Vorsitz führten. Das gemeinsame Rathaus zwischen den Städten wurde erst 1568, also 132 Jahre nach dem Zusammenschluss, erbaut.
Neben den politischen Beschlüssen wurden im Groten Breff auch Regelungen zum Wirtschaftsleben getroffen. So hatten die Zunftmeister der Warburger Gilden der Kaufleute, Wollweber und Bäcker Mitspracherecht bei neuen Satzungen. Warburg erhielt im Mittelalter das Recht, eigene Münzen zu prägen. Bereits während der Stauferzeit (ca. 1140 bis 1270) hatte die Stadt schon für kurze Zeit ein Münzregal. Die Münzstätte befand sich am Marktplatz in der Altstadt. Die Währung wird um 1327 Warburger Denarien bzw. um 1366 auch alte Warburger Pfennige und Münte bzw. schwere Marken und Pfennige genannt. Im Jahre 1622 hat die Stadt Warburg die Fürstliche Konzession, für den Oberwaldischen Distrikt (dies entspricht in etwa dem heutigen Kreisgebiet Höxter ohne das ehemalige Corveyer Land, d. h. Stadtgebiet von Höxter) 4000 Reichstaler Kupfermünzen prägen zu dürfen.
In Braun-Hogenbergs Städtebuch von 1581 wird Warburg als „elegans Westphaliae oppidum“, die elegante Stadt Westfalens, gelobt.

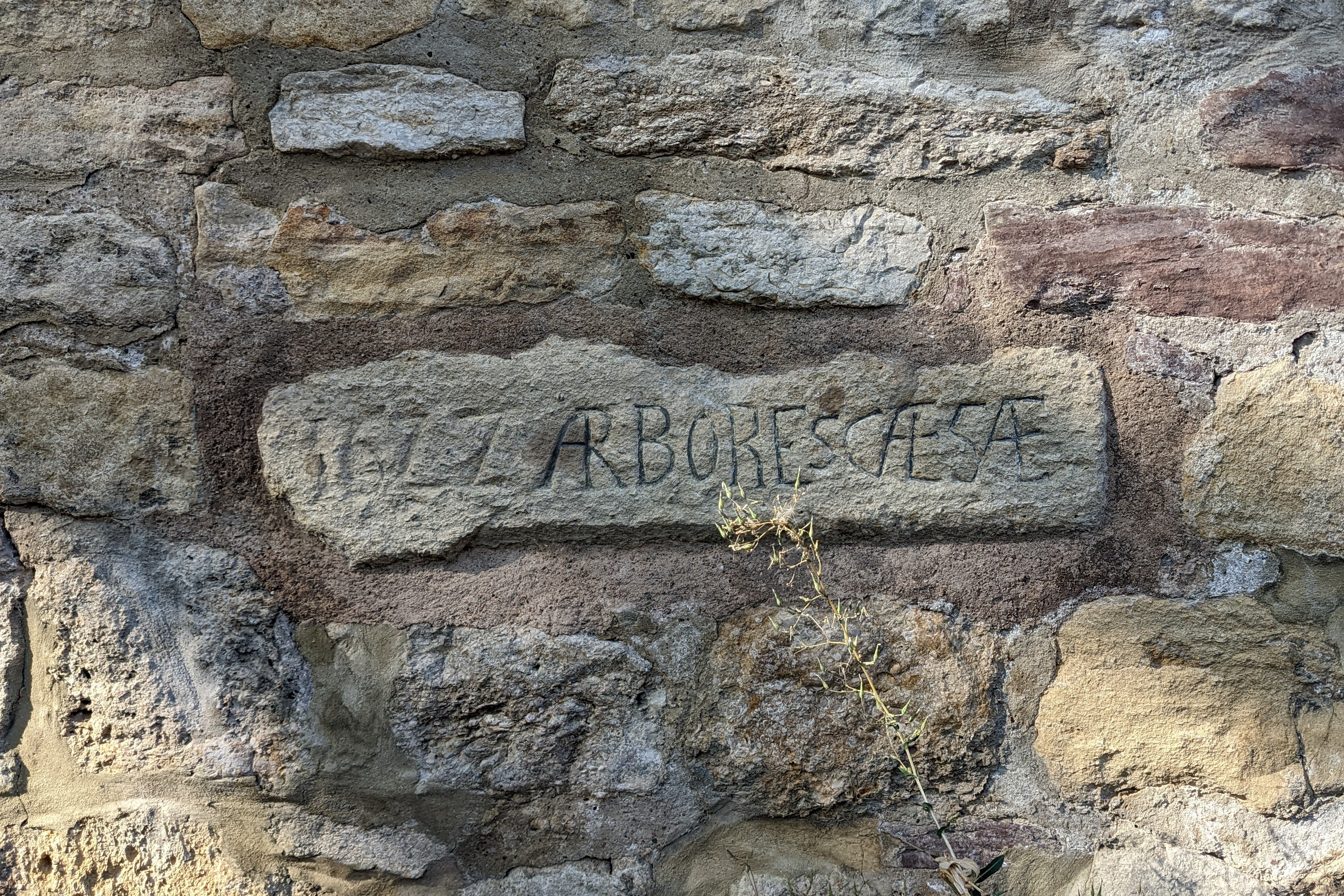
Inschrift „1622 ARBORES CAESAE“ (Bäume gefällt 1622)

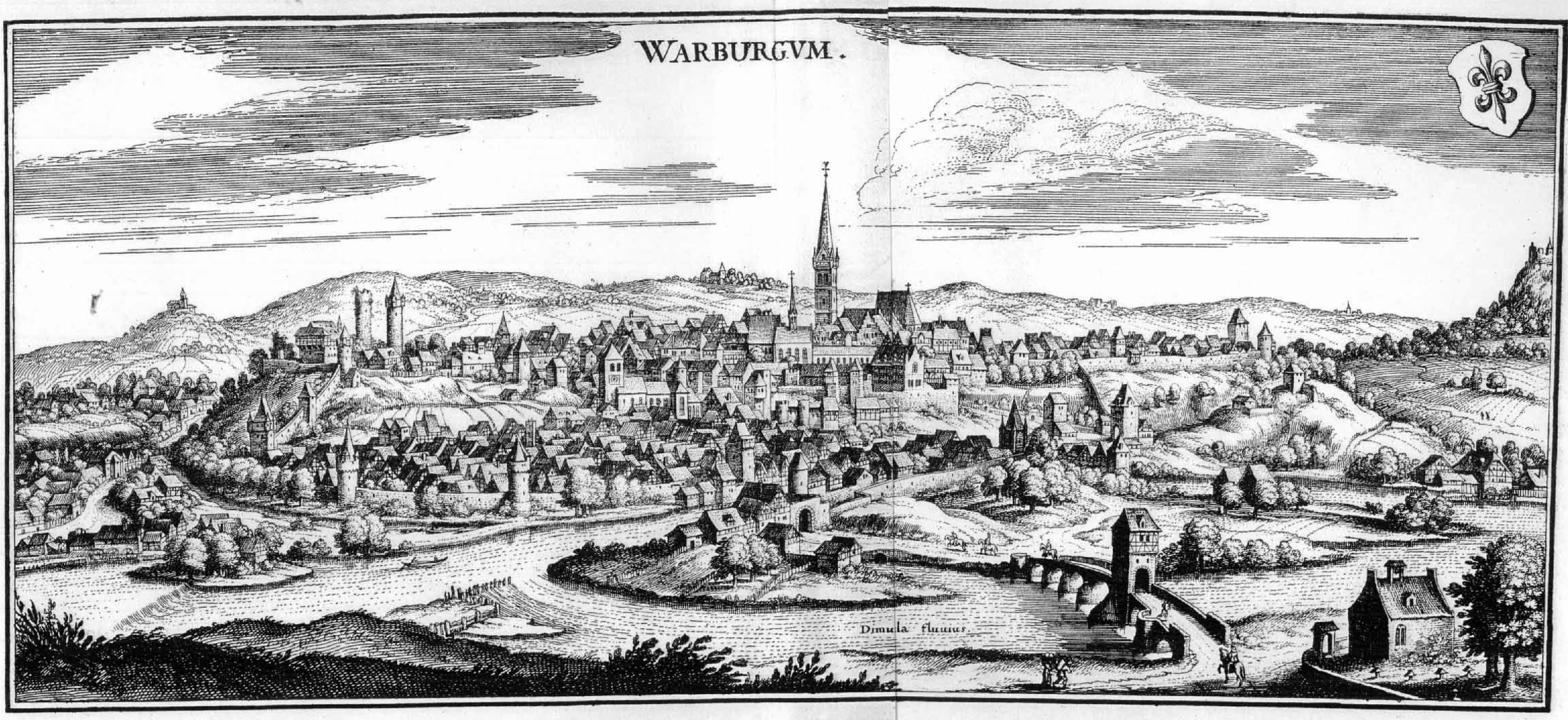
Matthäus Merian: Warburgum. Kupferstich aus der Topographia Westphaliae von 1647

#### 17. Jahrhundert
Am Anfang des 17. Jahrhunderts war Warburg eine reiche Handelsstadt. Außerhalb der Stadtmauer entstand die Hüffert als neuer Stadtteil.
Beginnend 1621, wurden im Dreißigjährigen Krieg große Teile der Hüffert und Dörfer in der Umgebung geplündert und zerstört; die Stadt verarmte. Die Einwohnerzahl verringerte sich von etwa 16.000 (vor 1618) auf etwa 2.000 (nach 1648).
1622 wurden alle Bäume vor der Stadt gefällt, um im Krieg freies Sicht- und Schussfeld zu haben. Daran erinnert noch heute eine Inschrift in der Stadtmauer.
Warburg erhielt um 1622, nachdem es zerstört worden war, noch einmal, wie im Mittelalter, das Recht übertragen, eigene Münzen zu prägen.
Im Jahr 1622 nahm Herzog Christian von Braunschweig-Wolfenbüttel („der tolle Christian“) Warburg ein. Ab 1628 wechselten mehrmals die Herren und die Besatzung (Hessen, Kaiserliche, Schweden unter Gustav II. Adolf). Die Stadt war 1648, am Ende des Krieges, in der Hand der Kaiserlichen. Warburg wurde nach starker Zerstörung eine Ackerbürgerstadt. Die Mitgliedschaft in der Hanse und auch die wirtschaftliche Blütezeit waren vorbei. Bürgermeister Johann Fischer (1695–1697) konnte durch Verhandlungen einen Teil der durch den Krieg entstandenen hohen Schuldenlast und der Kontributionen reduzieren. Endgültig konnten die Schulden erst im 19. Jahrhundert getilgt werden.
Im Jahre 1628 wurde aus der Klosterschule der Dominikaner mit finanzieller Unterstützung von Heinrich Thöne eine höhere Schule, aus der das spätere Gymnasium Marianum hervorging.

### 18. Jahrhundert

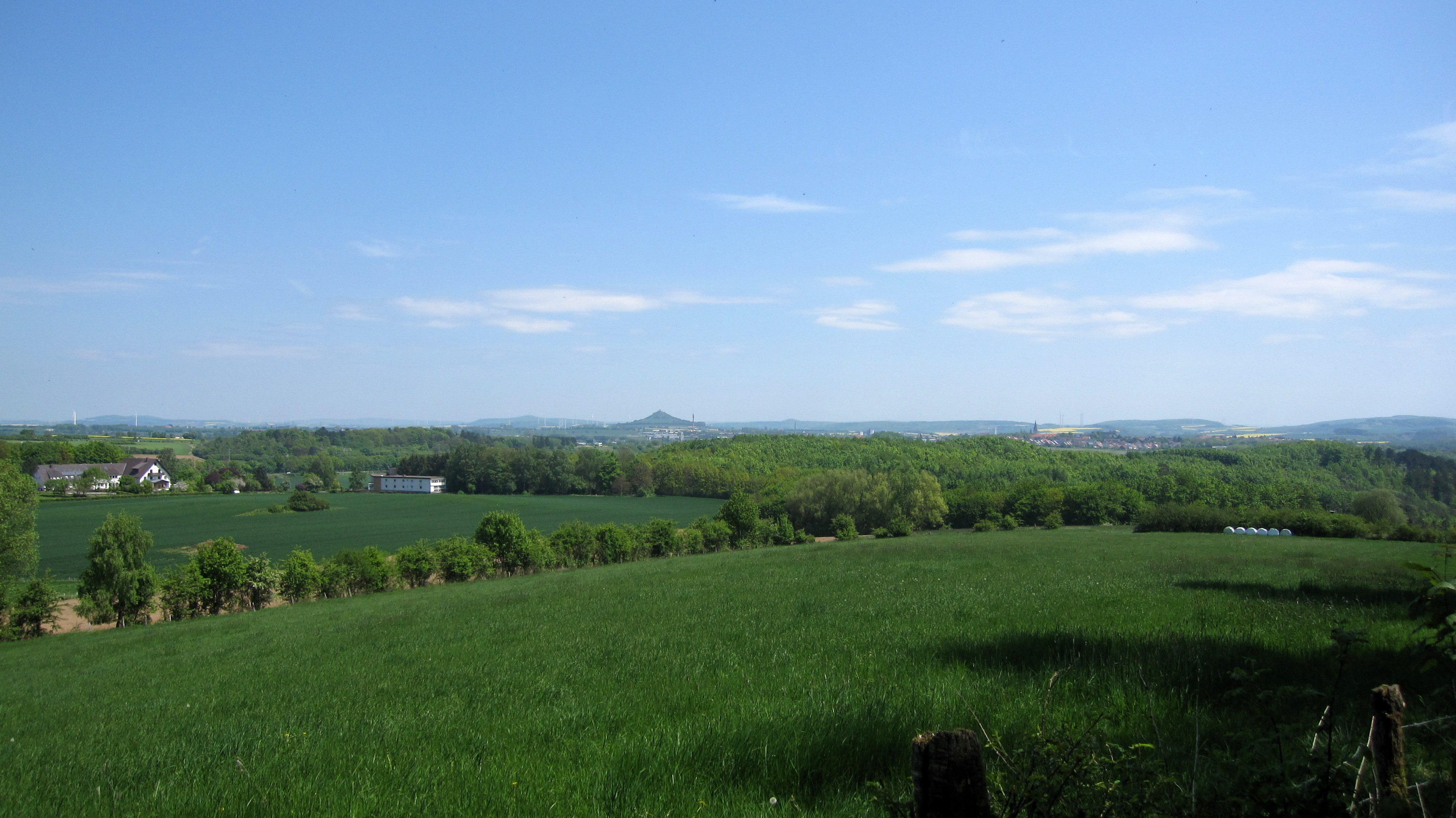
Blick vom Heinberg über das Schlachtfeld der Schlacht bei Warburg in Richtung Warburg und Desenberg

Vom ökonomischen Niedergang nach dem langen Krieg erholte sich die Stadt nur sehr langsam. 1721 wurde der Brauerei Kohlschein, der Warburger Brauerei, das Braurecht verliehen.
Während des Siebenjährigen Krieges kam es am 31. Juli 1760 zur Schlacht bei Warburg bei den Ortschaften Ossendorf und Warburg. Die alliierte Armee aus Kurbraunschweig-Lüneburger, Braunschweig-Wolfenbütteler, Hessen-Kasseler und britischen Truppen kämpfte gegen eine französische Heeresabteilung unter Général Lieutenant Comte du Muy. Durch ihren Sieg gelang es den Alliierten, die Diemel-Linie und somit Westfalen zu verteidigen, während sie gleichzeitig Hessen-Kassel aufgeben mussten.

### 19. Jahrhundert und Industrialisierung
Preußische Truppen rückten am 3. August 1802 in Warburg ein. Von 1807 bis 1813 gehörte die Stadt zum Königreich Westphalen und war Sitz des Kantons Warburg. Nach dem Wiener Kongress fiel Warburg 1815 wieder an Preußen. Ein Jahr später, 1816, wurde Warburg Kreisstadt und damit Sitz der Verwaltung des Kreises Warburg. Das Kreisgebiet umfasste die heutigen Städte Willebadessen, Borgentreich und Warburg sowie Teile von Brakel.

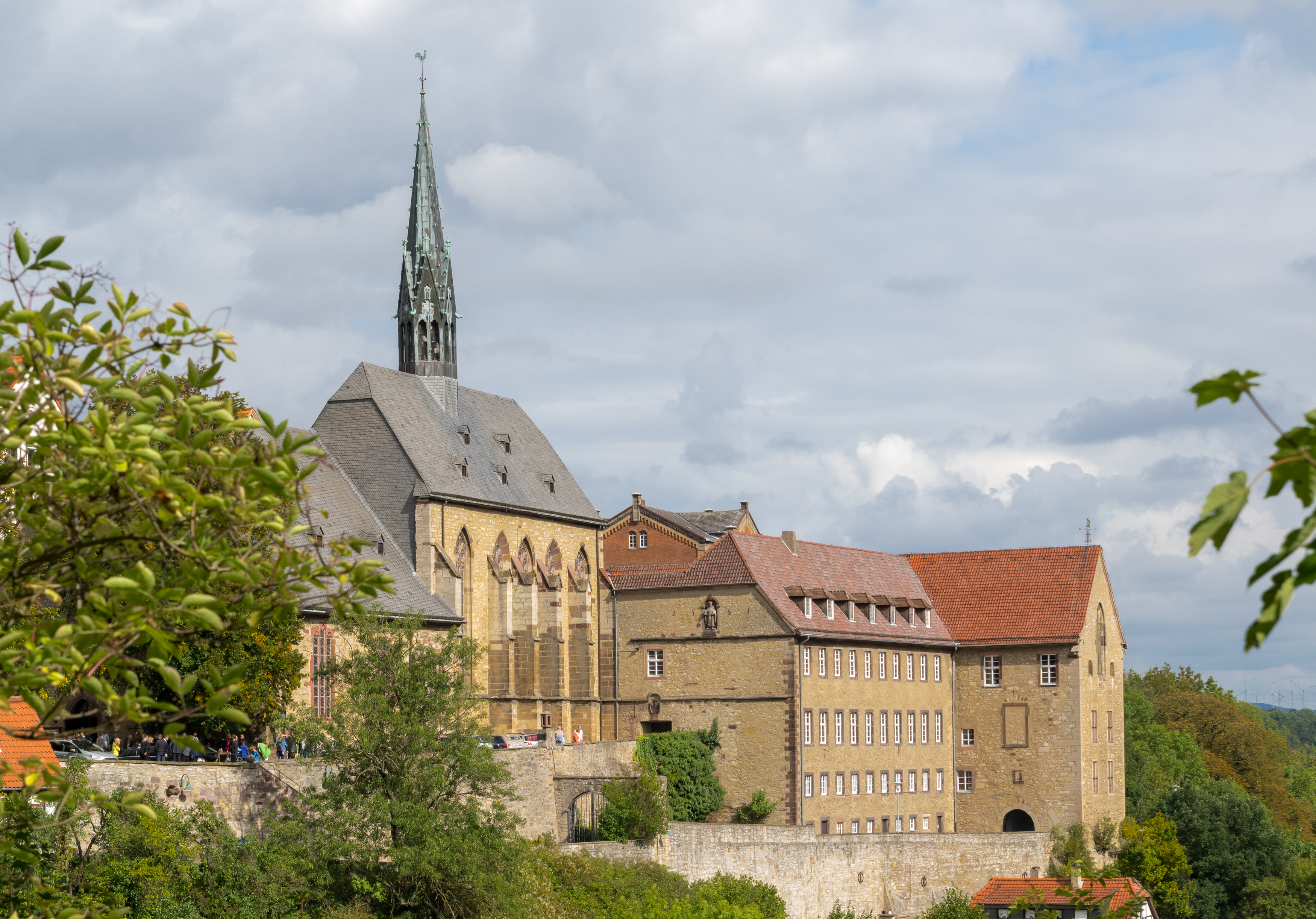
Ehemalige Dominikanerkirche und anschließend protestantische Kirche St. Maria in vinea sowie ehemaliges Klostergebäude (heute Gymnasium Marianum)

Im Jahr 1810 wurden das Gymnasium und das Dominikanerkloster durch die französische Verwaltung teilweise und 1824 durch die preußische Verwaltung endgültig geschlossen. Ab 1815 diente die Schule als Gerichtsgebäude und Gefängnis. Durch den Zuzug preußischer Beamter stieg die Anzahl der Protestanten in Warburg. Die neugebildete protestantische Kirchengemeinde erhielt die ehemalige Klosterkirche der Dominikaner. Im Klostergebäude entstand eine evangelische Schule, die 1826 als Königliches Progymnasium zu Warburg anfangs mit drei Klassen wiedereröffnet wurde.

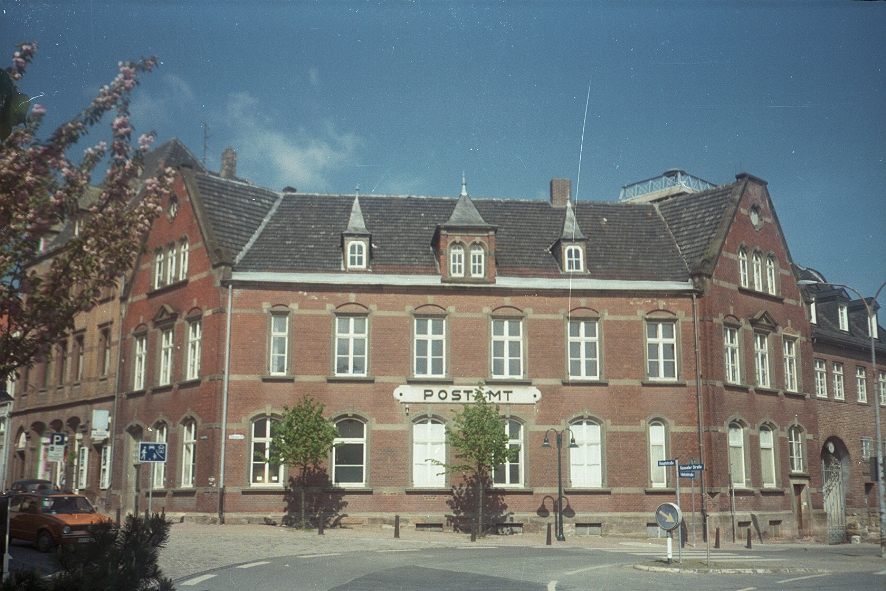
Ehemaliges Kaiserliches Postamt Warburg (hier im Jahr 1986)

Im Jahr 1841 wurde aus dem alten Kanton Warburg das Amt Warburg (ab 1932 Amt Warburg-Land), das die umliegenden Ortschaften Gemeinden verwaltete. Die Stadt Warburg gehörte dem Amt nicht an, da sie 1836 die preußische revidierte Städteordnung erhalten hatte.
Im Jahr 1865 wurde in der Neustadt Auf’m Pfuhl ein neues Gerichtsgebäude für das Kreisgericht mit über 50 Mitarbeitern eingeweiht. Das Warburger Kreisblatt wurde 1839 gegründet, 1894 ein neues Postamtsgebäude errichtet. Bürger und Landbevölkerung waren durch die Kriege hohen Belastungen ausgesetzt, dazu kamen die Ablösesummen zur Befreiung von der Leibeigenschaft und die 1822 eingeführten Steuerrechnungen des preußischen Staates. Armut und Not verursachten um 1830 eine Auswanderungswelle nach Nordamerika.
Die Industrialisierung setzte erst spät ein. Als erste Eisenbahnstrecke war am 28. März 1851 die Verbindung nach Kassel fertig und zwei Jahre später am 22. Juli 1853 die Bahnstrecke via Paderborn nach Hamm. Warburg wurde Verkehrsknotenpunkt für den Personen- und Güterverkehr und die Bahn mit der Einrichtung des Bahnbetriebswerks zugleich ein wichtiger Arbeitgeber. Am 6. Januar 1873 folgte die Eröffnung der Bahnstrecke nach Hagen (Obere Ruhrtalbahn) gefolgt am 1. Mai 1890 von der Bahnstrecke via Volkmarsen nach Bad Arolsen.

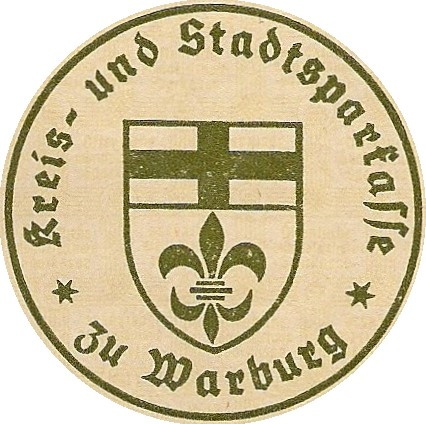
Siegel der Kreis- und Stadtsparkasse zu Warburg (Nov. 1970)

Im Jahr 1849 wurde von der Stadt und dem Kreis die gemeinsame Kreis- und Stadtsparkasse Warburg gegründet, deren Hauptsitz sich zunächst mehrere Jahre in einem Zimmer des Rathauses befand. Erst in den 1890er Jahren wurde das eigene Wohn- und Geschäftshaus in der Sternstr. 7 bezogen. (Letztgenanntes Gebäude wurde Anfang der 1970er-Jahre zugunsten eines Neubaus in der Unterstr. 8 aufgegeben und beherbergt aktuell die Geschäftsräume der Schildkröten-Apotheke.) Die Kreis- und Stadtsparkasse Warburg fusionierte ein Jahr nach der Gebietsreform und der Zusammenlegung des Kreises Warburg mit dem Kreis Höxter am 1. Januar 1976 zur Zweckverbandssparkasse Höxter mit Sitz in Brakel.
Die 1863 gebaute Warburger Papierfabrik produzierte über ein Jahrhundert lang hauptsächlich Strohpappe. Im Jahr 1882 wurde die Zuckerfabrik in Warburg gegründet, die bis zu ihrer Schließung zum Ende der Erntekampagne 2019 die älteste Zuckerfabrik in Ostwestfalen (älter als die Fabrik in Lage) war. Später kamen Dampfmahlmühlenbetriebe hinzu. Im 19. Jahrhundert war Warburg ein Zentrum für Getreide-, Vieh- und Eisenhandel.
Erst 1892 hatte Warburg die Schulden des Dreißigjährigen Krieges abgezahlt.
Neben den Wirtschaftsbetrieben wurden die Bildungseinrichtungen und die Infrastruktur ausgebaut. Mit der Planung einer Mädchenschule für höhere Bildung, dem späteren Hüffertgymnasium, wurde 1856 begonnen. Die Schule wurde von den Armen Schulschwestern verwaltet. Die Landwirtschaftsschule Warburg zur Aus- und Weiterbildung von Landwirten und Hauswirtschafterinnen wurde 1885 gegründet und bestand bis 1974. Durch die Umstellung der Arbeitsprozesse und die spätere Motorisierung in der Landwirtschaft verringerte sich die Zahl der Arbeitsplätze. Personen im Erwerbsalter wanderten bis in die 1960er Jahre in die Ballungsräume ab.
Um die Wende zum 20. Jahrhundert setzte eine wirtschaftliche Erholung ein. Viele Häuser wurden neu- oder ausgebaut. Rund um Warburg ließen sich einige Baufirmen und Baumaterialbetriebe (Steinbrüche, Ziegelei, Kalkwerk) nieder, von denen einige überregionale Bedeutung erlangten.

### 20. Jahrhundert

#### Erster Weltkrieg und Weimarer Republik
Im Ersten Weltkrieg kamen Hunderte von Soldaten aus Warburg ums Leben. Die Landwirtschaft lieferte Getreide, Zucker, Gemüse und Obst in die Ballungsräume. Glocken, Orgelpfeifen und andere Metallgegenstände, auch von Privatpersonen, wurden eingesammelt und für Kriegsmaterial eingeschmolzen (→ Metallspende des deutschen Volkes). Während des Krieges und danach wurden russische Kriegsgefangene auf den umliegenden Landgütern zur Arbeit eingesetzt. Unmittelbar nach dem Krieg gab es, inspiriert durch die reichsweite Rätebewegung, in Warburg ebenfalls eine Bewegung, die Bauern- und Landarbeiterräte bilden wollte. An Behörden gab es in Warburg nach dem Ersten Weltkrieg ein Finanzamt, ein Postamt, das Amtsgericht, das Eisenbahnbetriebsamt, ein Verkehrsamt, eine Reichsbanknebenstelle und ein Zollamt.

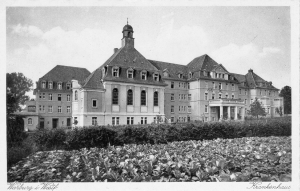
Der Altbau des St.-Petri-Hospitals (1930)

1923 erfolgte der Beginn der Erschließung eines Neubaugebiets auf der Hüffert mit dem Bau des St.-Petri-Hospitals, der Höheren Mädchenschule, einer Jugendherberge und der Hüffertkampfbahn.
Das katholisch geprägte Gebiet war eine Hochburg der Zentrumspartei. Bei den Wahlen von 1928 erhielt die NSDAP nur acht Stimmen. Die lokalen Medien überhäuften die NSDAP und ihre Vertreter mit Hohn und Spott. Vier Jahre später waren es bei den Reichstagswahlen von 1932 in Warburg Stadt 339 Stimmen (etwa 7 %).

#### Zeit des Nationalsozialismus

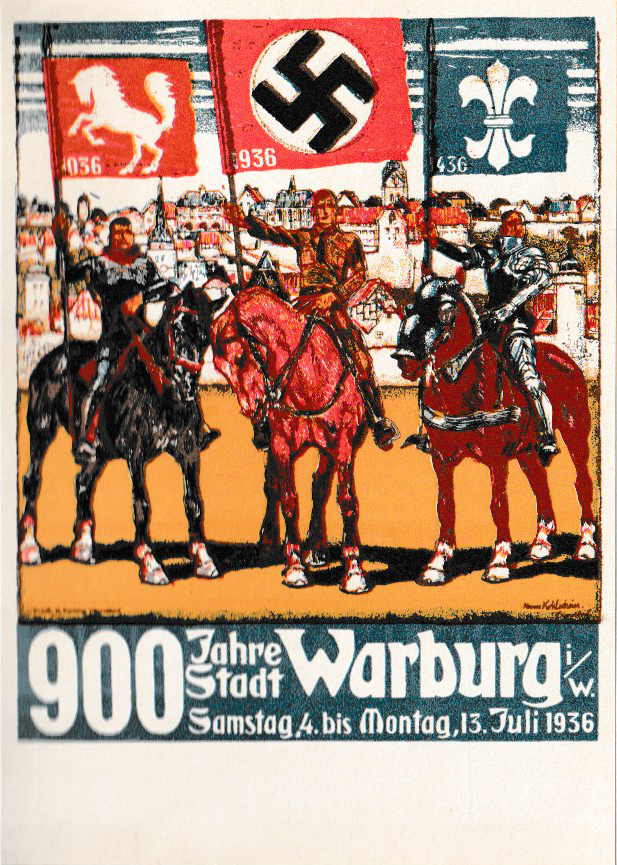
Flyer für das 900-Jahr-Jubiläum im Jahr 1936 (Entwurf von Hans Kohlschein)

Bei den Wahlen am 5. März 1933 erhielt die Zentrumspartei in Warburg 67,2 %, die NSDAP 21,8 % (1027 Stimmen in der Stadt Warburg und 4203 im Kreis Warburg). Nach der Wahl wurden die verbeamteten Ratsherren der Zentrumspartei durch die Regierung in Minden strafversetzt oder kaltgestellt, andere wurden eingeschüchtert. Die erste Ratssitzung wurde von der NSDAP inszeniert, die Zentrumspartei aufgelöst. Die übrigen Ratsherren wurden aufgefordert, als Hospitanten in die Fraktion der NSDAP einzutreten, was die meisten taten. Der SA-Sturmbannführer Schlötel aus Bielefeld wurde am 27. Juli 1933 als Bürgermeister eingesetzt. Im Wald zwischen Warburg und Kleinenberg wurde im August 1933 der im März festgenommene politische Journalist und Dichter Felix Fechenbach auf dem Transport in das KZ Dachau erschossen, angeblich auf der Flucht.
Für die bedeutende jüdische Gemeinde in Warburg wirkte sich die nationalsozialistische Politik vernichtend aus. Im Jahr 1933 waren noch 160 Bürger der Stadt jüdischen Glaubens. Einige von ihnen wanderten vor 1939 nach Palästina, Amerika oder Großbritannien aus, bis 1939 verblieben 96 in der heutigen Kernstadt Warburg. Die Synagoge der Warburger Gemeinde in der Altstadt und die Synagoge in Rimbeck wurden in der Reichspogromnacht im November 1938 von einem in Arolsen stationierten SS-Kommando weitgehend zerstört. Danach wurden die meisten jüdischen Männer in das KZ Buchenwald und das KZ Dachau eingeliefert und kamen Mitte November und Mitte Dezember des Jahres wieder frei. Im Dezember 1941 wurden zunächst 50 Juden in das Ghetto Riga deportiert, 1942 folgten drei weitere Transportzüge nach Minsk, Theresienstadt und Auschwitz. Insgesamt wurden bis zu 148 Personen jüdischen Glaubens aus dem Großraum Warburg deportiert, von denen 136 in Ghettos umkamen, in Vernichtungslagern ermordet wurden oder verschollen sind. Nach 1945 kamen fünf Warburger und sieben Rimbecker Juden wieder zurück. Drei von ihnen bauten sich wieder eine Existenz in Warburg auf; die anderen wanderten nach Nordamerika und Palästina aus.
Warburg feierte im Jahr 1936 das 900-jährige Gründungsjubiläum; dabei war die Stadt mit Hakenkreuzfahnen dekoriert. In der nationalsozialistischen Zeitschrift Heimat und Reich wurde das Ereignis beschrieben.
Während des Zweiten Weltkriegs leisteten französische Kriegsgefangene und „Ostarbeiter“ meist in der Landwirtschaft Zwangsarbeit.
Bei einem Bombenangriff am 27. März 1945 gab es in Warburg zwei Todesopfer. Drei Wohnhäuser, ein Geschäftshaus, ein Gewerbebetrieb und ein landwirtschaftliches Gebäude wurden zerstört. In Ossendorf wurden neun, in Rimbeck vier Wohngebäude zerstört. Drei Menschen kamen in den beiden Orten ums Leben.
Die Stadt wurde von Karfreitag auf Karsamstag, dem 1. April 1945, weitgehend kampflos an US-amerikanische Truppen übergeben, die unerwartet aus südwestlicher Richtung vorgedrungen waren, während sich die Verteidigungslinie im nördlichen Kreisgebiet befand. Britische Soldaten übernahmen aufgrund der alliierten Gebietsregelung die Stadtkommandantur.

#### Nach 1945
Der Kreis Warburg gehörte zur britischen Besatzungszone. Bei der Bildung neuer Länder wurde der Kreis Warburg Teil des Landes Nordrhein-Westfalen, das aus dem nördlichen Teil der preußischen Rheinprovinz und der Provinz Westfalen entstand.
Durch zahlreiche Flüchtlinge und Vertriebene aus den ehemaligen deutschen Ostgebieten wuchs die Einwohnerzahl erheblich an. Zunächst wurden zur Unterbringung Baracken auf dem Schützenplatz gebaut; es folgten die Erschließung neuer Wohngebiete und der Bau von Wohnungen insbesondere auf der Hüffert, ferner am Wiesenberg, an der Daseburger Straße und am Volkmarser Weg jenseits der Diemel.
In den 1950er Jahren gründete Kurt Hollbach die Warburger Nahrungsmittelwerke, die bis Ende der 1990er Jahre Obst- und Gemüsekonserven unter dem Markennamen Warburg produzierte.
Anfang der 1950er Jahre wurde im Warburger Land die Flurbereinigung durchgeführt. Die Ansiedlung des für die Durchführung in der Region südliches Ostwestfalen zuständige Amt für Agrarordnung erfolgte in Warburg. Der Neubau des Amtes wurde, gemeinsam mit dem nebenstehenden Gebäude der damaligen Kreispolizeibehörde, Anfang der 1970er-Jahre am Landfurtweg/Ecke Prozessionsweg errichtet.
In der Landwirtschaftsschule Warburg wurden in den 1950er- und 1960er-Jahren in Kurzlehrgängen Volksschullehrer ausgebildet. Die Schule am Alten Bahnhofsweg wurde Anfang der 1970er Jahre geschlossen. Die imposante Treppenanlage auf der südlichen Seite des Gebäudes ist unverändert ein gartenarchitektonisches Juwel. Das Gebäude befindet sich in Privatbesitz.
1955 wurde die höhere Mädchenschule durch eine gymnasiale Oberstufe erweitert.
In den Jahren 1947, 1948, 1964, 1965 (sogenannte Heinrichsflut) ereigneten sich mehrere Katastrophenhochwasser an den beiden Flüssen Diemel und Twiste, die in einigen Warburger Ortschaften Schäden von zweistelliger Millionenhöhe (DM) verursachten. Daraufhin wurden zwei Diemel-Wasserverbände auf beiden Seiten der Landesgrenze gegründet, die Maßnahmen zum Hochwasserschutz durchführten.
Zum 11. Dezember 1970 wurde die Elektrifizierung der beiden Eisenbahnhauptstrecken Hamm–Warburg sowie Kassel–Warburg mit Oberleitungen vollendet. Da nicht genügend schwere E-Loks zur Verfügung standen, wurden bis 1973 die Güterzüge auf diesen Strecken mit Dampfloks der DB-Baureihe 44 bespannt.
1974 wurde die Filiale der Landeszentralbank in Warburg geschlossen. Der Bankplatz Warburg, dessen Kreditinstitute die Bankleitzahl 474xxxzz führten, wurde dem Bankplatz Paderborn (Bankplatz-Nummer 472) zugeordnet. Die jetzige Zuständigkeit ist Bielefeld.

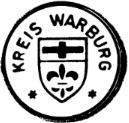
Zulassungsplakette auf dem KfZ-Kennzeichen 'WAR' des Kreises Warburg

Im Rahmen der Gebietsreform wurde zum 31. Dezember 1974 der seit dem 1. August 1816 bestehende Kreis Warburg aufgelöst und mit dem Altkreis Höxter zusammengelegt. Damit verlor die Stadt ihren Status als Kreisstadt. Die Warburger Bevölkerung war mit der Fusion nicht einverstanden und hegt bis heute Ressentiments dagegen. Im gemeinsamen Gebietsänderungsvertrag der Kreise Warburg und Höxter vom 24. Juli 1974 zur Kreisneugliederung wurde im § 1 vereinbart, den gemeinsamen neuen Kreis als Kreis Brakel zu benennen mit Sitz in der zentral im Kreis gelegenen Stadt Brakel. Dieser Vertrag wurde vom Kreistag Höxter in der Sitzung vom 23. Juli 1974 bzgl. § 1 mit 24 Ja- gegen 18 Nein-Stimmen und 1 Stimmenthaltung sowie zu den §§ 2–19 bei 2 Gegenstimmen und 1 Enthaltung angenommen. Trotz der Zustimmung des Kreistages Warburg zu diesem Gebietsänderungsvertrag wurde bei der Landtagsentscheidung am 5. November 1974 zum Sauerland/Paderborn-Gesetz dort mit knapper Mehrheit für den neuen Kreisnamen Kreis Höxter mit Sitz in Höxter und damit gegen den vorher vereinbarten Gebietsänderungsvertrag entschieden. Auch eine Benennung des neuen Kreises als Kreis Höxter-Warburg, vergleichbar mit dem neuen Kreis Minden-Lübbecke im Jahr zuvor, fand keine Zustimmung im Düsseldorfer Landtag.
Am 31. Dezember 1974 erfolgte die für über vier Jahrzehnte letztmalige Ausgabe des Kfz-Kennzeichens WAR für Warburg.
Zum 1. Januar 1976 fusionierten, ein Jahr nach der Gebietsreform und der Zusammenlegung Kreise Warburg und Höxter als bisherige Gewährträger, die Kreis- und Stadtsparkasse Warburg und die Kreis- und Stadtsparkasse Höxter in Brakel zur neuen Zweckverbandssparkasse Höxter mit dem Sitz in Brakel. Die für die Warburger Sparkasse vergebene Bankleitzahl 47450010 wurde zugunsten der für das Brakeler Institut vergebenen Bankleitzahl 47251550 aufgegeben.
Die Stadt Warburg war 1983 Gründungsmitglied des Westfälischen Hansebundes. Zudem ist Warburg Mitglied des 1980 gegründeten Städtebunds Neue Hanse.
Im Jahr 1986 beging die Stadt ihr 950-jähriges Jubiläum mit einem ganzjährigen Festprogramm.
1993 gab der Dominikanerorden den in den Jahren von 1903 bis 1908 in der Klosterstraße neu errichteten Konvent St. Mariä-Himmelfahrt in Warburg auf. Für diese Auflösung standen innerhalb des Ordens zwei Klöster, der Konvent in Warburg, sowie der das Dominikanerkloster St. Paulus zur Diskussion, was letztendlich zugunsten des Wormser Konvents entschieden wurde. Die syrisch-orthodoxe Kirche erwarb 1996 das Konventgebäude, welches seitdem unter der Bezeichnung Kloster St. Jakob von Sarug bis heute als Sitz des syrisch-orthodoxen Erzbischofs von Deutschland und syrisch-orthodoxes Kloster genutzt wird.

### 21. Jahrhundert
Ende 2008 entschied der Stadtrat, den historischen Warburger Stadtkern als Modellprojekt barrierefrei umzugestalten. Ursprünglich war der Beginn der mehrjährigen Umgestaltung für Anfang des Jahres 2010 geplant, wurde dann aber auf das Frühjahr 2011 verschoben. Ende 2011 waren überwiegende Teile der Baumaßnahmen der ersten Bauabschnitte abgeschlossen.

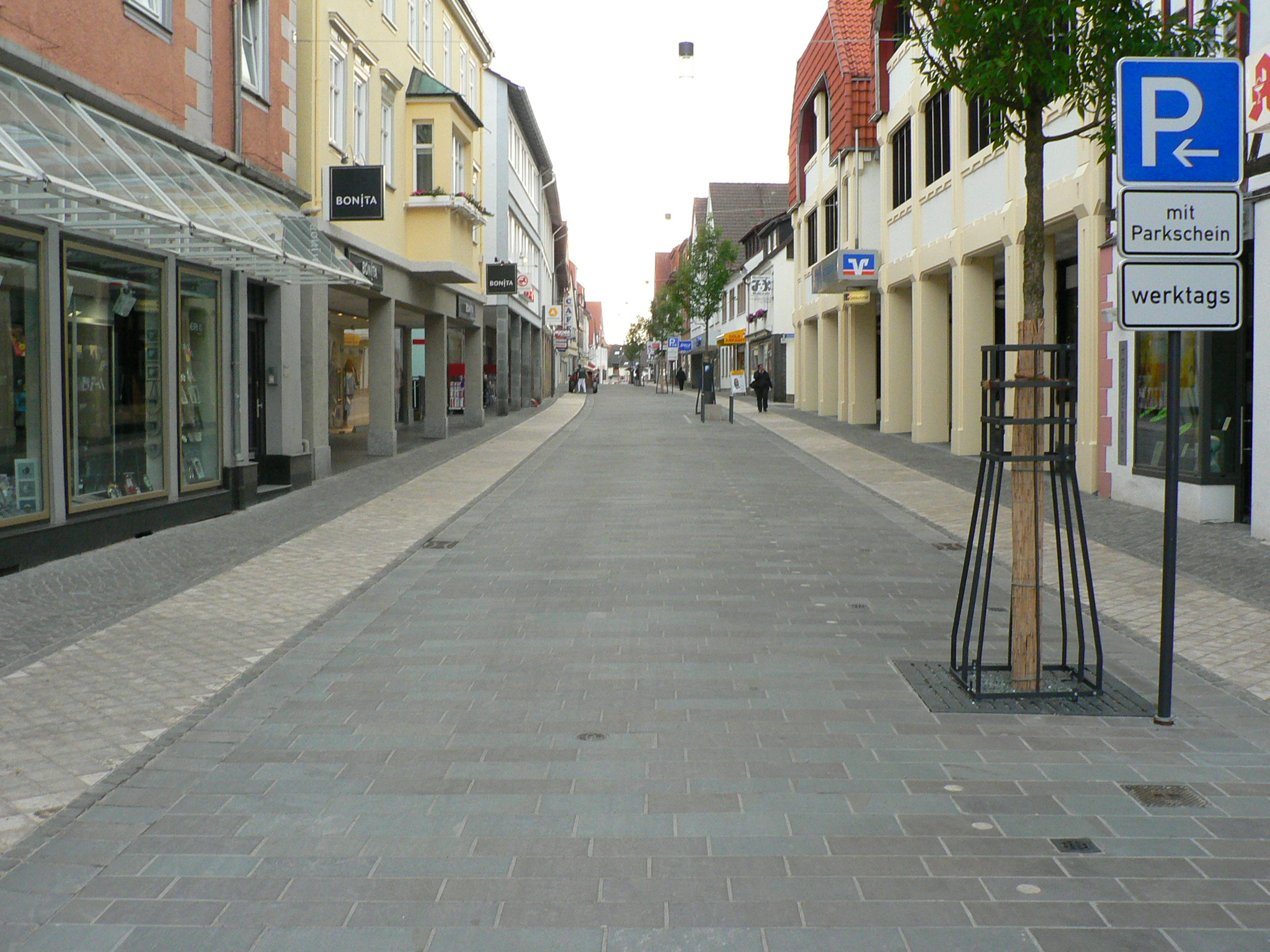
Die barrierefrei umgestaltete Hauptstraße aus Richtung Neustadtmarktplatz
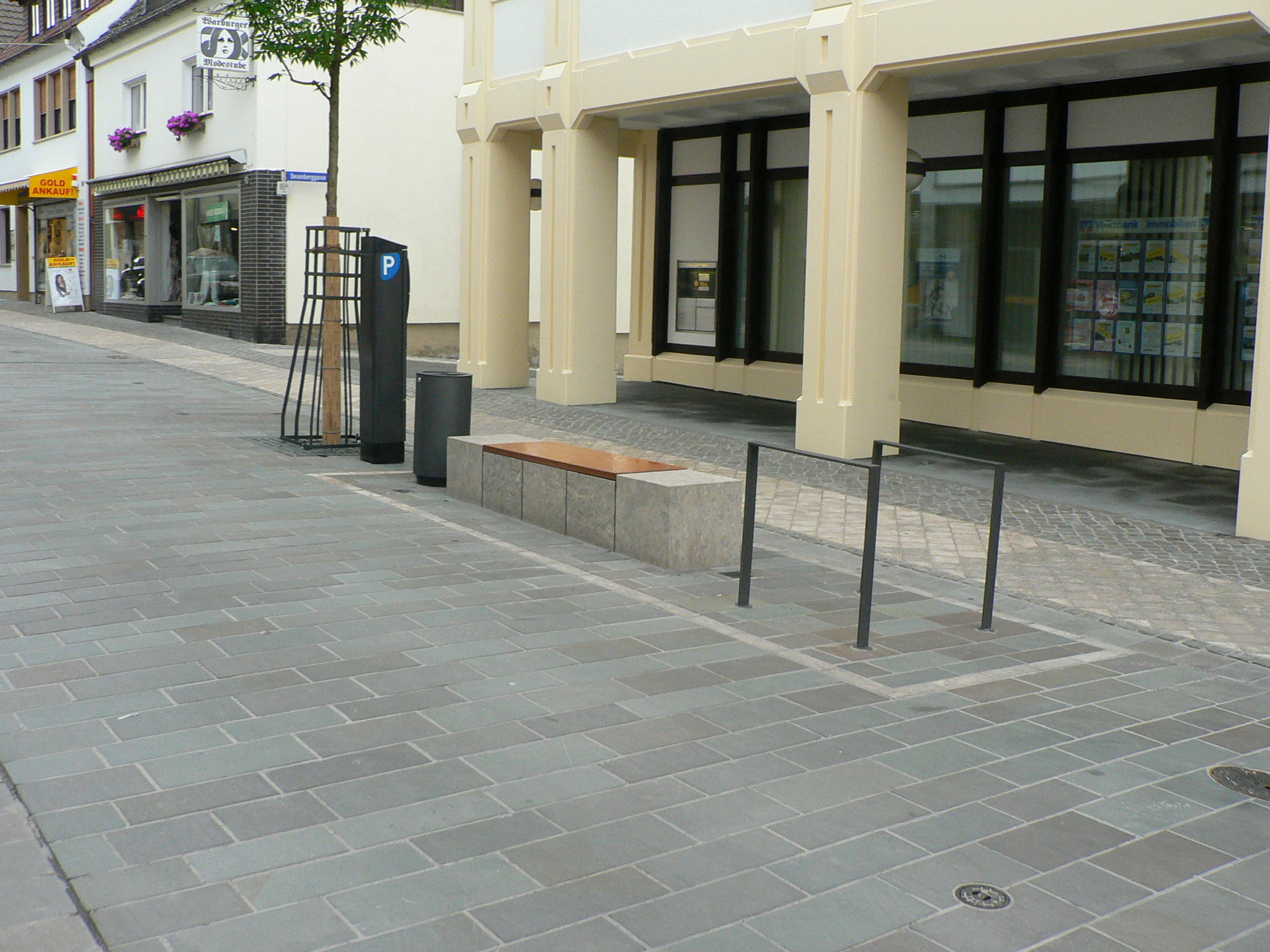
Neuer Straßenbelag und Sitzmöglichkeiten auf der Hauptstraße
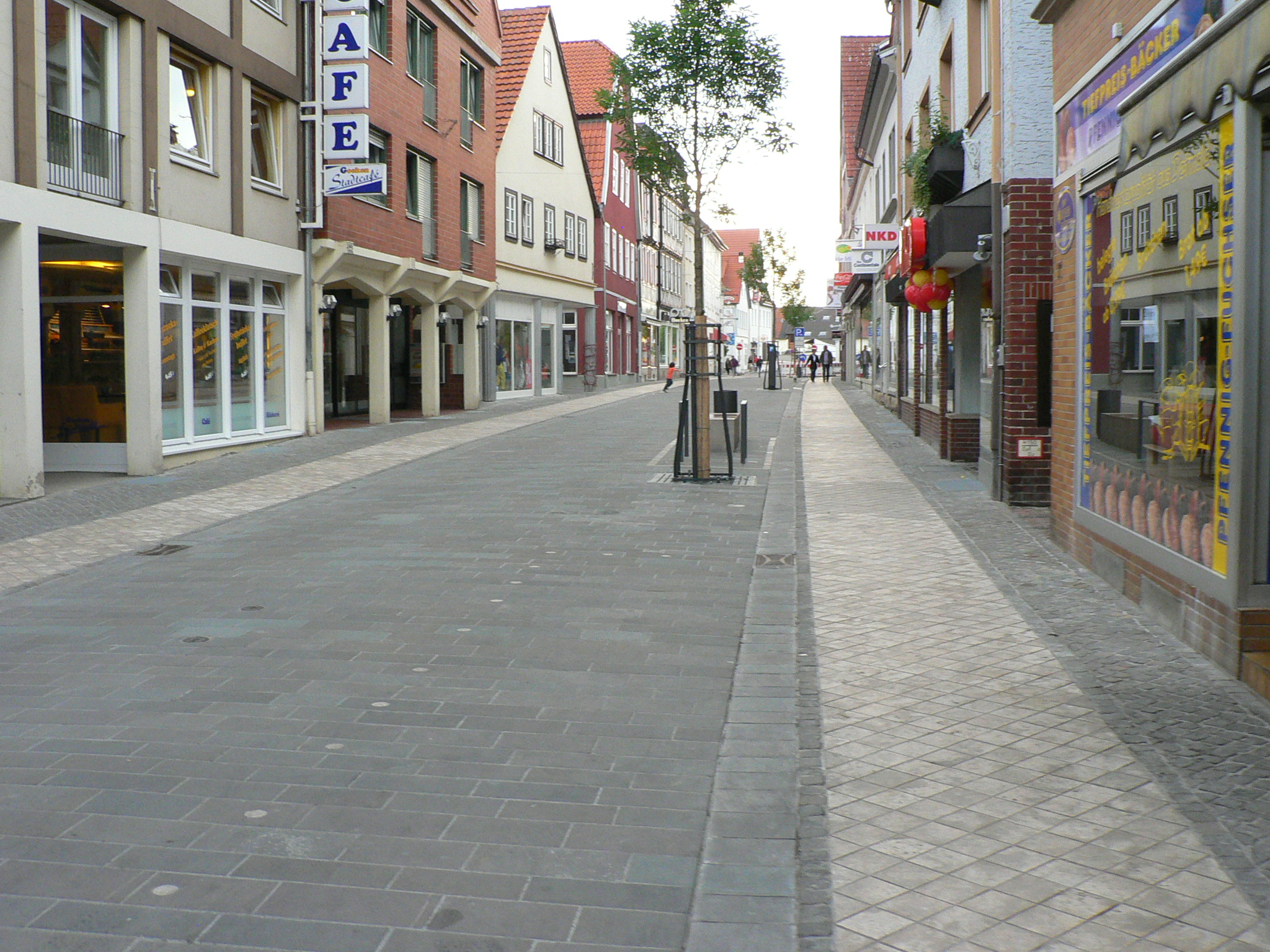
Die umgestaltete Hauptstraße in Richtung Paderborner Tor

Von 2009 bis 2019 war Warburg Standort eines Teils der Hochschule Ostwestfalen-Lippe. Das Studienzentrum befand sich im Gebäude des ehemaligen Amtes für Agrarordnung, das 2009 nach Bielefeld verlegt wurde.

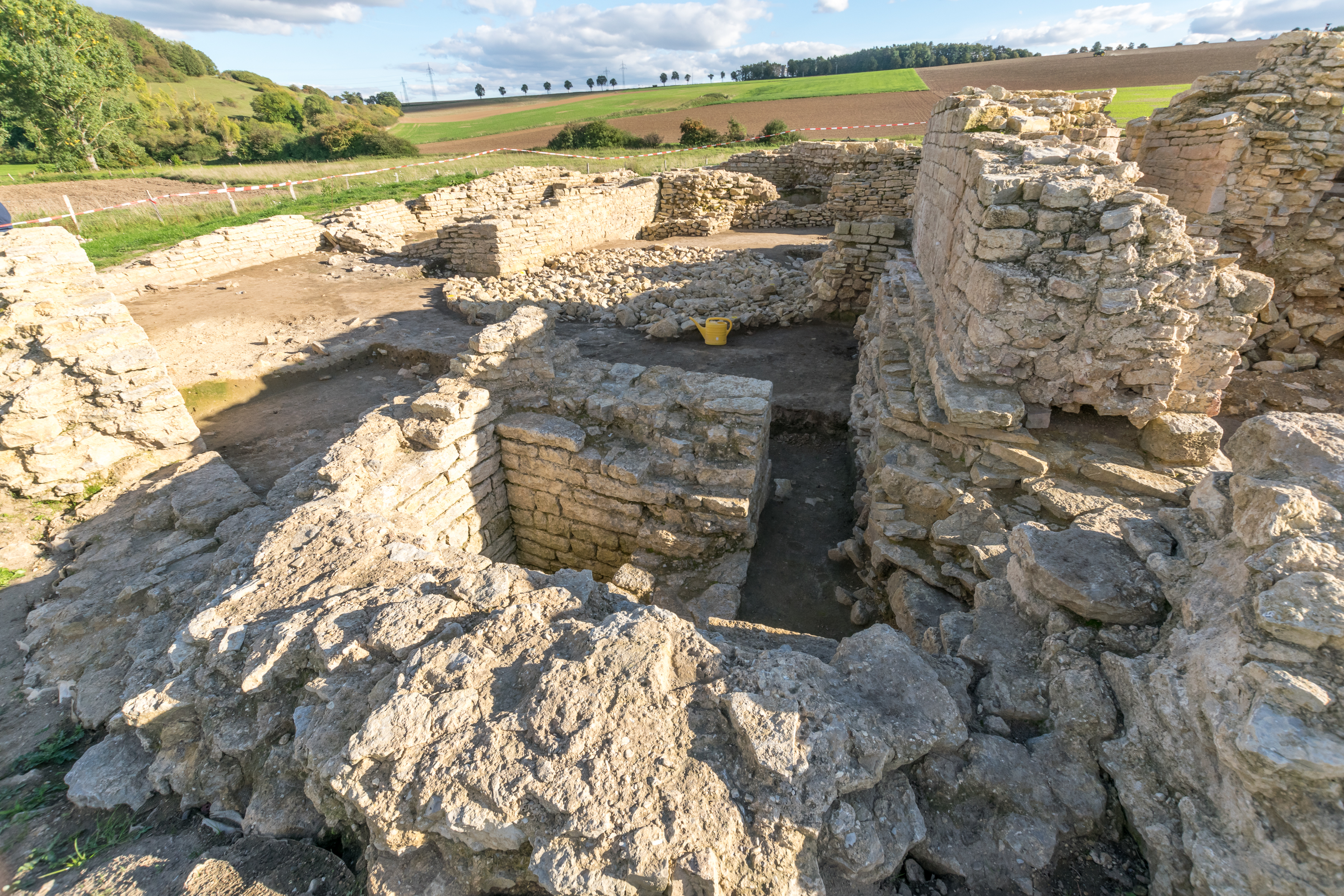
Ausgrabungen an der Ruine der Holsterburg (2015)

Im Jahr 2010 wurde die Holsterburg zwischen Warburg und Calenberg in der Niederung beziehungsweise Feldmark am Roten Graben von einem archäologischen Team ausgegraben. Die Burg wurde bislang als so genannte Motte klassifiziert, ist allerdings eine in der Stauferzeit als Oktogon gebaute Niederungsburg, eine für Burgen sehr seltene Bauform. Sie ist eine von nur drei oktogonalen Burgen Deutschlands und die einzige ihrer Art in Westfalen. Diese Art von Burgmauer findet man bislang nur in staufischen Gebieten, beispielsweise als Eckturm des Castel del Monte in Apulien (Italien). Als Material für die zweischalige Mauer wurde Kalkstein verwendet. In dem Gemäuer wurde ein Kanal gefunden, der wahrscheinlich als Heizsystem diente.
Im Jahr 2011 beging die Stadt ihr 975-jähriges Jubiläum mit einem ganzjährigen Festprogramm.
Nachdem eine Änderung der Gemeindeordnung für Nordrhein-Westfalen im Oktober 2011 amtliche Bezeichnungen zu Städtenamen erlaubte, wurde für Warburg die Zusatzbezeichnung Hansestadt genehmigt. Am 26. April 2012 wurde das erste neue Ortseingangsschild mit dem Namenszusatz aufgestellt.
Im Spätsommer 2020 beginnen die Planungen und Bürgerbeteiligung für ein neues, sogenanntes Kombi-Bad auf dem Gelände des bisherigen Waldschwimmbades, welches als neues Frei- und Hallenbad die bisherigen Bäder ersetzen soll.
Im Januar 2021 wurde die Stadt Warburg von der Hertie-Stiftung als Teilnehmer für das Projekt Jugend entscheidet ausgewählt, einem Programm, in dem Kommunalpolitik für Jugendliche erleb- und erfahrbar gemacht wird.

### Eingemeindungen
Am 1. Januar 1975 wurden bei der nordrhein-westfälischen Gebietsreform mit dem Sauerland/Paderborn-Gesetz vom 5. November 1974 unter anderem der Altkreis Höxter und der Kreis Warburg zum neuen Kreis Höxter zusammengeschlossen und die Städte und Gemeinden des Kreises Warburg neu gegliedert. Nach § 31 des gleichen Gesetzes bildeten die Stadt Warburg, die 14 vorher selbständigen Gemeinden Bonenburg, Calenberg, Dalheim, Dössel, Germete, Herlinghausen, Hohenwepel, Menne, Nörde, Ossendorf, Rimbeck, Scherfede, Welda und Wormeln aus dem Amt Warburg-Land sowie die Gemeinde Daseburg aus dem Amt Borgentreich die neue Stadt Warburg. Die Ämter wurden aufgelöst; Rechtsnachfolgerin des Amtes Warburg-Land ist die Stadt Warburg. Die eingegliederten Gemeinden entsprechen den heutigen Stadtteilen.
Nach Zusammenlegung der Stadt mit den Gemeinden des Amtes Warburg-Land gab es zusätzlich zum Rathaus Zwischen den Städten die Amtsverwaltung Warburg-Land an der Kasseler Straße, die nach dem Abzug der Kreisbehörden aufgegeben wurde. Stattdessen wurde das Behördenhaus an der Bahnhofstraße bezogen.

### Einwohnerentwicklung
Die folgende Übersicht zeigt die Einwohnerzahlen der Stadt Warburg nach dem jeweiligen Gebietsstand, bei einigen Zahlen zusätzlich nach heutigem Gebietsstand. Es handelt sich bis 1970 und bei 1987 um Volkszählungsergebnisse und ab 1975 um amtliche Fortschreibungen des Landesamtes für Datenverarbeitung und Statistik. Die Zahlen von 1975 bis 1985 sind geschätzte Werte, die Zahlen ab 1990 Fortschreibungen auf Basis der Ergebnisse der Volkszählung von 1987. Ab 2011 basieren die Zahlen wiederum als Fortschreibung auf dem Zensus 2011. Die Angaben beziehen sich ab 1871 sowie für 1946 auf die Ortsanwesende Bevölkerung, ab 1925 auf die Wohnbevölkerung und ab 1985 auf die Bevölkerung am Ort der Hauptwohnung. Vor 1871 wurden die Einwohnerzahlen nach uneinheitlichen Erhebungsverfahren ermittelt. Vor dem Jahr 1618 sollen 16.000 Bürger in der Stadt gewohnt haben, 1648 waren es nur noch 2000 Einwohner. Die höchste Bevölkerungszahl hatte Warburg im Jahr 1950 mit knapp 26.000 Einwohnern, gefolgt vom Jahr 2000 mit 24.200 Einwohnern. Im Vergleich zu 2009 ist die Einwohnerzahl von Warburg von 26.228 (31. Dezember 2009) – incl. Zweitwohnsitzen – auf 22.928 (31. Dezember 2020) – nur Hauptwohnsitze – mithin um fast 13 Prozent zurückgegangen.

Bevölkerungsentwicklung in Warburg von 1818 bis 2018 (untere Linie: jeweiliger Gebietsstand, obere Linie: heutiger Gebietsstand)

Warburg nach dem damaligen Gebietsstand
| Jahr            | Einwohner |
| --------------- | --------- |
| 1818 (31. Dez.) | 2.171     |
| 1831 (3. Dez.)  | 3.260     |
| 1837 (3. Dez.)  | 3.255     |
| 1843 (3. Dez.)  | 3.504     |
| 1849 (3. Dez.)  | 3.915     |
| 1852 (3. Dez.)  | 3.862     |
| 1858 (3. Dez.)  | 3.938     |
| 1867 (3. Dez.)  | 3.957     |
| 1871 (1. Dez.)  | 4.408     |
| 1880 (1. Dez.)  | 4.592     |
| 1885 (1. Dez.)  | 4.883     |
| 1895 (1. Dez.)  | 5.256     |

| Jahr            | Einwohner |
| --------------- | --------- |
| 1900 (1. Dez.)  | 05.132    |
| 1905 (1. Dez.)  | 05.301    |
| 1910 (1. Dez.)  | 05.682    |
| 1925 (16. Juni) | 06.281    |
| 1933 (16. Juni) | 06.806    |
| 1939 (17. Mai)  | 06.591    |
| 1946 (29. Okt.) | 10.373    |
| 1950 (13. Sep.) | 10.850    |
| 1961 (6. Juni)  | 9.236     |
| 1970 (27. Mai)  | 9.360     |
| 1974 (30. Juni) | 8.871     |

Warburg nach dem heutigen Gebietsstand
| Jahr            | Einwohner |
| --------------- | --------- |
| 1950 (13. Sep.) | 25.998    |
| 1961 (6. Juni)  | 22.182    |
| 1970 (27. Mai)  | 22.859    |
| 1974 (30. Juni) | 22.442    |
| 1975 (31. Dez.) | 22.142    |
| 1980 (31. Dez.) | 21.919    |
| 1985 (31. Dez.) | 21.818    |
| 1987 (25. Mai)  | 21.887    |
| 1990 (31. Dez.) | 22.562    |

| Jahr            | Einwohner |
| --------------- | --------- |
| 1995 (31. Dez.) | 24.178    |
| 2000 (31. Dez.) | 24.204    |
| 2010 (31. Dez.) | 23.436    |
| 2015 (31. Dez.) | 23.629    |
| 2016 (31. Dez.) | 23.365    |
| 2017 (31. Dez.) | 23.128    |
| 2018 (31. Dez.) | 23.079    |
| 2020 (31. Dez.) | 22.928    |
| 2021 (31. Dez.) | 22.953    |

| Jahr            | Einwohner |
| --------------- | --------- |
| 2022 (31. Dez.) | 23.306    |
| 2023 (31. Dez.) | 23.317    |
| 2024 (31. Dez.) | 23.252    |

## Religion
Bei der Volkszählung 1987 gaben 77 % der Befragten an, römisch-katholisch zu sein, 18 % waren evangelisch, ca. 1 % gehörten einer islamischen Religionsgesellschaft an, 1 % anderen Religionsgesellschaften und 1,5 % gaben an, keiner Religion anzugehören oder machten keine Angabe.

### Christentum
In den Sachsenkriegen Karls des Großen wurde die Region an der Diemel vom Frankenreich unterworfen. Im Auftrag Karls des Großen missionierte im Jahr 774 der Gründer und Abt des Klosters Fulda, Sturmius, das Gebiet um Diemel und Weser.
805/806 wurde als erster Bischof Hathumar für das neuerhobene Bistum Paderborn eingesetzt, das zu Beginn noch unter der Oberhoheit des Bistums Würzburg gestanden hat. Im Laufe der Zeit wurde das Bistum Paderborn rechtlich aufgewertet, ab 822 erhielt es Gerichtsbefugnisse im Territorium und Immunität, ab 885 das Recht der freien Bischofswahl durch den Domklerus. Im Jahre 822 wurde die Benediktinerabtei Corvey in der Nähe (bei Höxter) gegründet, die im Jahre 1802 säkularisiert wurde. Warburg gehörte von 1321 bis 1806 zum Hochstift Paderborn, in dem die Stadt unter anderem die Hälfte der Mitglieder des ständischen Rates bildete.
Warburg gilt als möglicher Standort der Irminsul, einer altsächsischen Hauptheiligtumssäule.
Das heutige Stadtgebiet ist mit Ausnahme des Ortsteils Herlinghausen traditionell katholisch geprägt. Ab 1816 erhöhte sich durch die preußische Verwaltung und die Entsendung von Beamten stetig der Anteil der Bewohner mit protestantischem Bekenntnis. 1826 wurde in der Kernstadt eine evangelische Kirchengemeinde gegründet. Im Jahre 1890 hatte die evangelische Kirchengemeinde 948 Mitglieder (ungefähr 350 in Herlinghausen mitgerechnet), 1937 waren es circa 1400, nach dem Krieg (Höchststand Oktober 1947) zeitweise 3650 (auf die Stadt Warburg entfielen 2200, 400 waren in Dössel in einem Flüchtlingslager untergebracht). Nachdem in Warburg nicht genügend Arbeitsplätze vorhanden waren, zogen viele der Flüchtlinge in die industriellen Ballungsräume weiter, so dass sich die Anzahl der evangelischen Gläubigen wieder stark reduzierte. In den 1980er und 1990er Jahren kamen durch Spätaussiedler weitere hinzu. Die Protestanten blieben jedoch in der Minderheit. Im Jahre 1975 erhöhte sich durch die Eingemeindungen der umliegenden Dörfer der Anteil der Katholiken im Stadtgebiet noch einmal.

#### Katholische Kirche

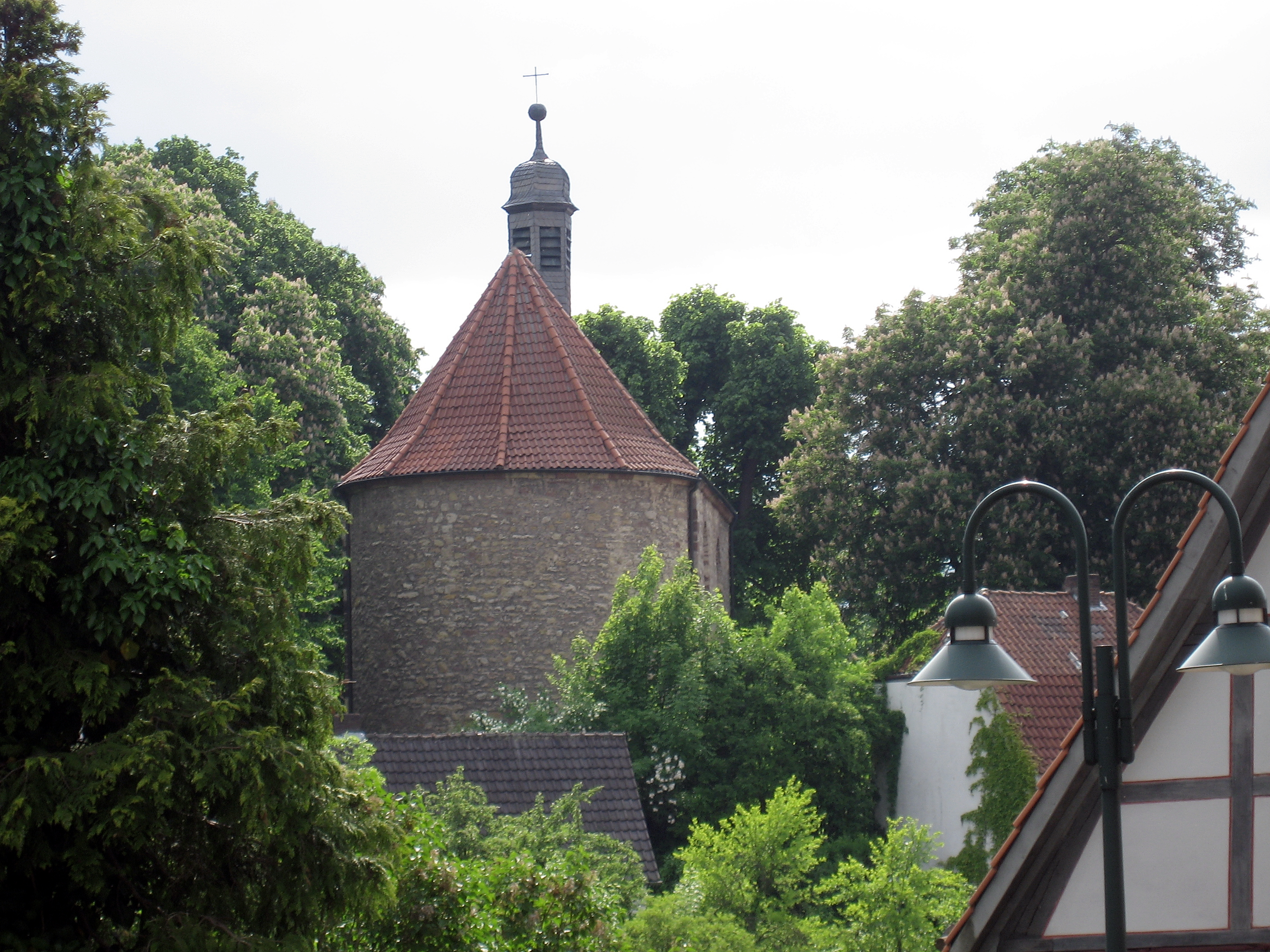
Die Erasmuskapelle auf dem Burgberg über der Krypta der St.-Andreas-Basilika

Das älteste erhaltene Baudenkmal ist die Krypta der früheren romanischen St.-Andreas-Basilika. Sie gehörte zur Burg des Grafen Dodiko, wurde als Ober- und Unterkirche im 11. Jahrhundert errichtet und im Dreißigjährigen Krieg zerstört. 1681 wurde die erhalten gebliebene Krypta mit einer Wallfahrtskirche des Hl. Erasmus überbaut. Nachdem Graf Dodiko keine Nachkommen hatte, fiel sein Erbe um 1020 an das Bistum Paderborn, das 1321 zum Hochstift erhoben wurde und bis zum Ende des Heiligen Römischen Reiches im Jahre 1806 existierte. 1929 kam es zum Erzbistum Paderborn. Der Paderborner Bischof gründete 1228–1230 die Warburger Neustadt, um seinen Gebietsanspruch gegenüber dem Kölner Erzbischof zu verteidigen.

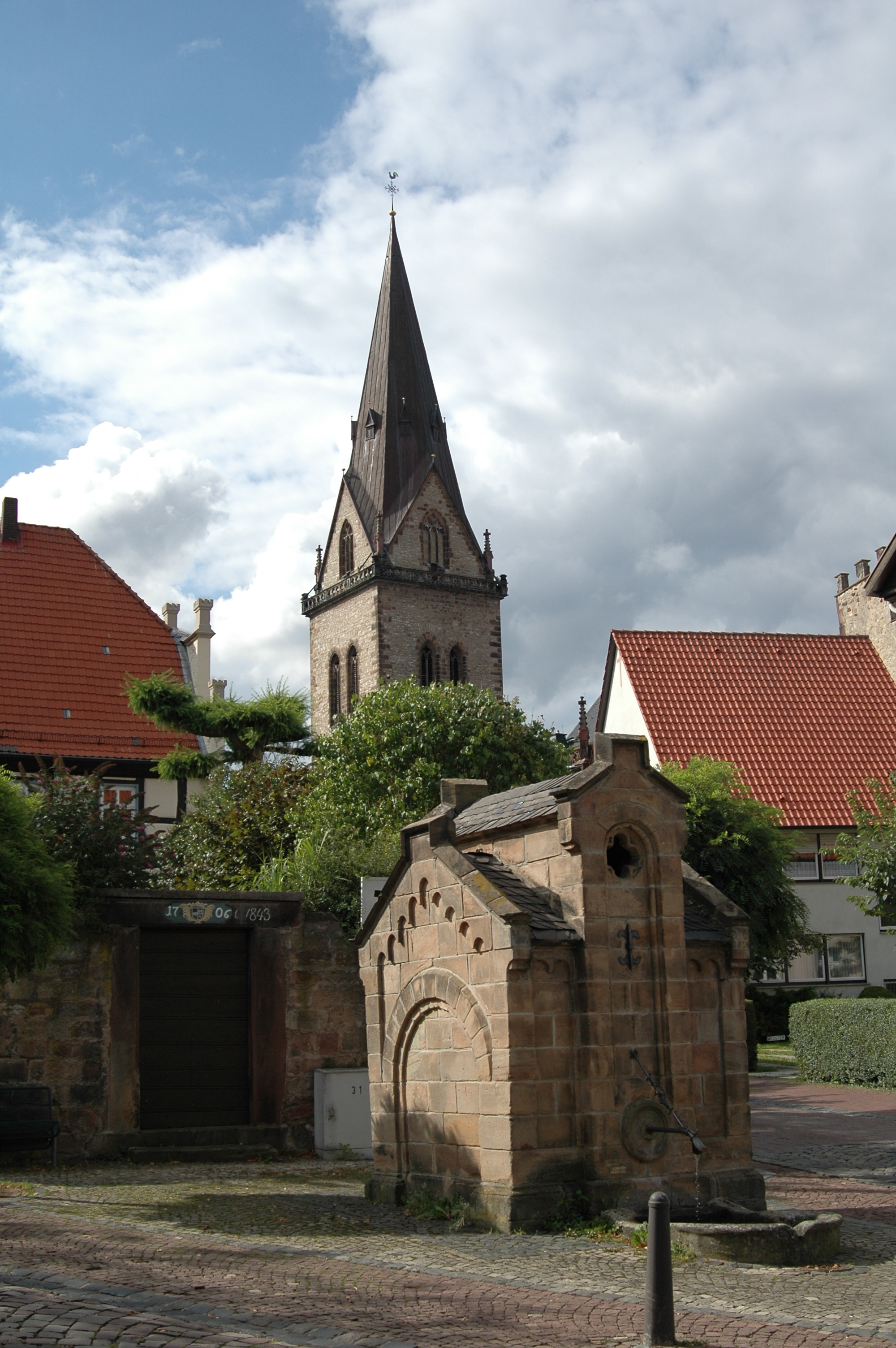
Blick auf die Neustadtkirche St. Johannes Baptist

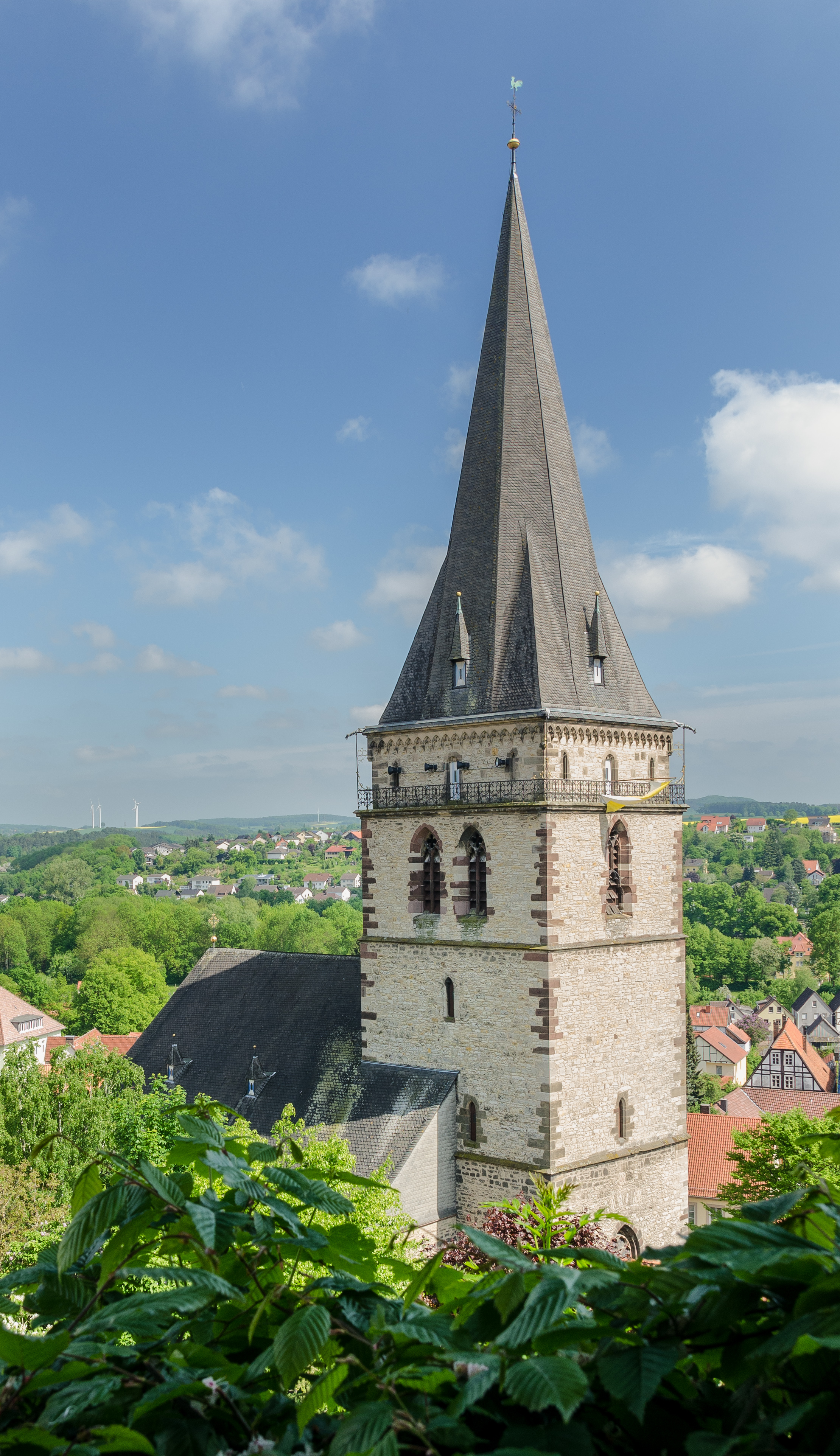
Die katholische Altstadtkirche St. Mariä Heimsuchung

Die heutigen Hauptkirchen sind die katholische Neustadtkirche St. Johannes Baptist, erbaut 1264, und die katholische Altstadtkirche St. Mariä Heimsuchung, erbaut 1299. Die Dominikaner kamen 1281 nach Warburg. Der Dominikanerkonvent Warburg befand sich „zwischen den Städten“. Im Mittelalter siedelten sich mehrere Kaland-Bruderschaften in Warburg, mehrheitlich in der Neustadt, an. Nach ihnen ist die Kalandstraße benannt. Die ehemalige Pfarrkirche der Altstadt war ab 1283 die Dominikanerkirche Maria in vinea. Die Neustadt- und die Altstadtgemeinde haben je ein Pfarrzentrum im Böttrich- und im Arndoldihaus, zwei spätgotischen Flettdeelenhäusern aus dem 16. Jahrhundert. Jede Kirchengemeinde ist Träger von zwei Kindergärten. Auf den umliegenden Ortschaften gibt es in jedem Ortsteil mit Ausnahme von Dalheim und Herlinghausen eine katholische Ortskirche und ein Gemeindehaus. Die Kirchengemeinden im Stadtgebiet Warburg sind zu einem Pastoralverbund zusammengeschlossen und gehören zum Dekanat Höxter-Warburg.
Die Reformation ließ die Warburger Bürger und den Klerus nicht unberührt, wie im Frühjahr 1570 der damalige Domkantor feststellte, der in seinem Archidiakonat Warburg, das damals 25 Pfarreien umfasste, eine Visitation durchführte. Während der Reformationszeit war Warburg im Ganzen immer katholisch geblieben. Zu dieser Entwicklung trugen der Theologe Otto Beckmann, der Dominikanerorden und die Kaland-Bruderschaften bei. Die Ansiedlung von Jesuiten 1664 in Warburg, die der Paderborner Bischof gewünscht hatte, war nicht notwendig und wurde 1700 rückgängig gemacht. Im Jahr 1628 wurde mit finanzieller Unterstützung des aus Warburg stammenden Mainzer Kanonikers H. Thöne im Dominikanerkloster eine städtische höhere Schule, das Gymnasium Marianum, gegründet und eingerichtet; die Dominikaner stellten die Lehrer. Der Dominikanerkonvent wurde 1810 von der Regierung des Königreichs Westphalen unter Napoleons Einfluss unterdrückt; die Schule wurde aber weiter von den Dominikanern geleitet. Der Dominikanerkonvent wurde von der preußischen Regierung im Jahre 1826 endgültig aufgehoben. Nach dem Kulturkampf kamen die Dominikaner wieder nach Warburg, um ihre Novizen dort auszubilden und sie auf das Gymnasium zu schicken. Die Dominikaner zogen nach dem Bau des neugotischen Dominikanerklosters St.-Maria-Himmelfahrt (1906–1915) in das in der Nähe, am Bahnhof, errichtete neue Klostergebäude. Sie gaben ihren Konvent in Warburg Anfang der 1990er Jahre auf. Neben den Dominikanern gab es andere Ordensgemeinschaften. Der katholische Frauenorden Arme Schulschwestern leitete die mittlere Mädchenschule auf der Hüffert, die ab 1900 und seit 1955 das heutige Hüffertgymnasium ist. In der Altstadt gab es den Orden der Vinzenzschwestern, der Kindergarten, Kranken- und Altenpflege und eine Nähschule unterhielt. In der Altstadt und in der Neustadt gab es je ein Beginenhaus.
Es gibt 15 katholische Kirchengebäude sowie einige Kapellen im Warburger Stadtgebiet. Die katholische Kirche war ursprünglich Trägerin des Krankenhauses St.-Petri-Hospital, das zuerst in der Innenstadt und später auf der Hüffert angesiedelt war und in dem ein katholischer Schwestern-Vinzenzius-Orden die Krankenpflege übernommen hatte. 2008 wurde die Trägerschaft am Krankenhaus an die Rhön-Klinikum AG verkauft. Im Corvinushaus ist heute die evangelische Kirchengemeinde untergebracht. Die Kirche gründete das St.-Laurentius-Heim für Heranwachsende mit körperlichen oder geistigen Behinderungen und ist dessen Träger. Die katholische Kirche und katholische Kongregationen sind Träger verschiedener kirchlicher Einrichtungen wie Caritas-Station und Alten- und Pflegeheime, zum Beispiel das St.-Johannes-Haus der Vinzentinerinnen und der Hainberg der Serviamschwestern. Im Ortsteil Bonenburg wurde um 1935 der Kreuzweg Bonenburg angelegt. Die beiden Pastoralverbünde Warburg – Stadt und Land sowie Egge-Börde-Diemeltal wurden im Jahr 2012 zum Pastoralverbund Warburg – Stadt und Land fusioniert. Die Gläubigen in Wrexen, Orpethal sowie die Kapellengemeinde in Engar werden von dem Pastoralteam mitversorgt.

#### Evangelische Kirche

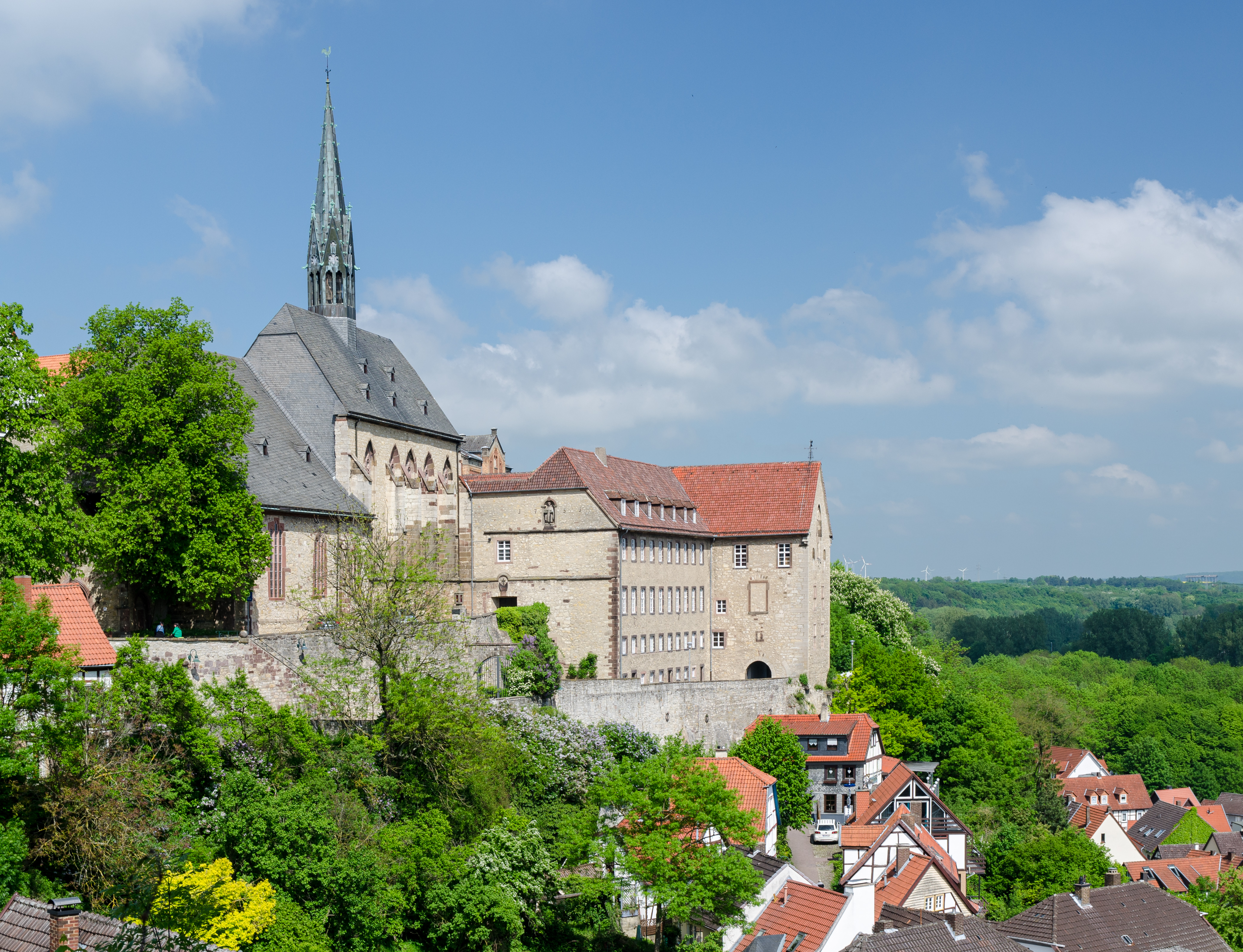
Das Gymnasium Marianum mit der evangelischen Kirche Maria-in-vinea (Maria im Weinberg)

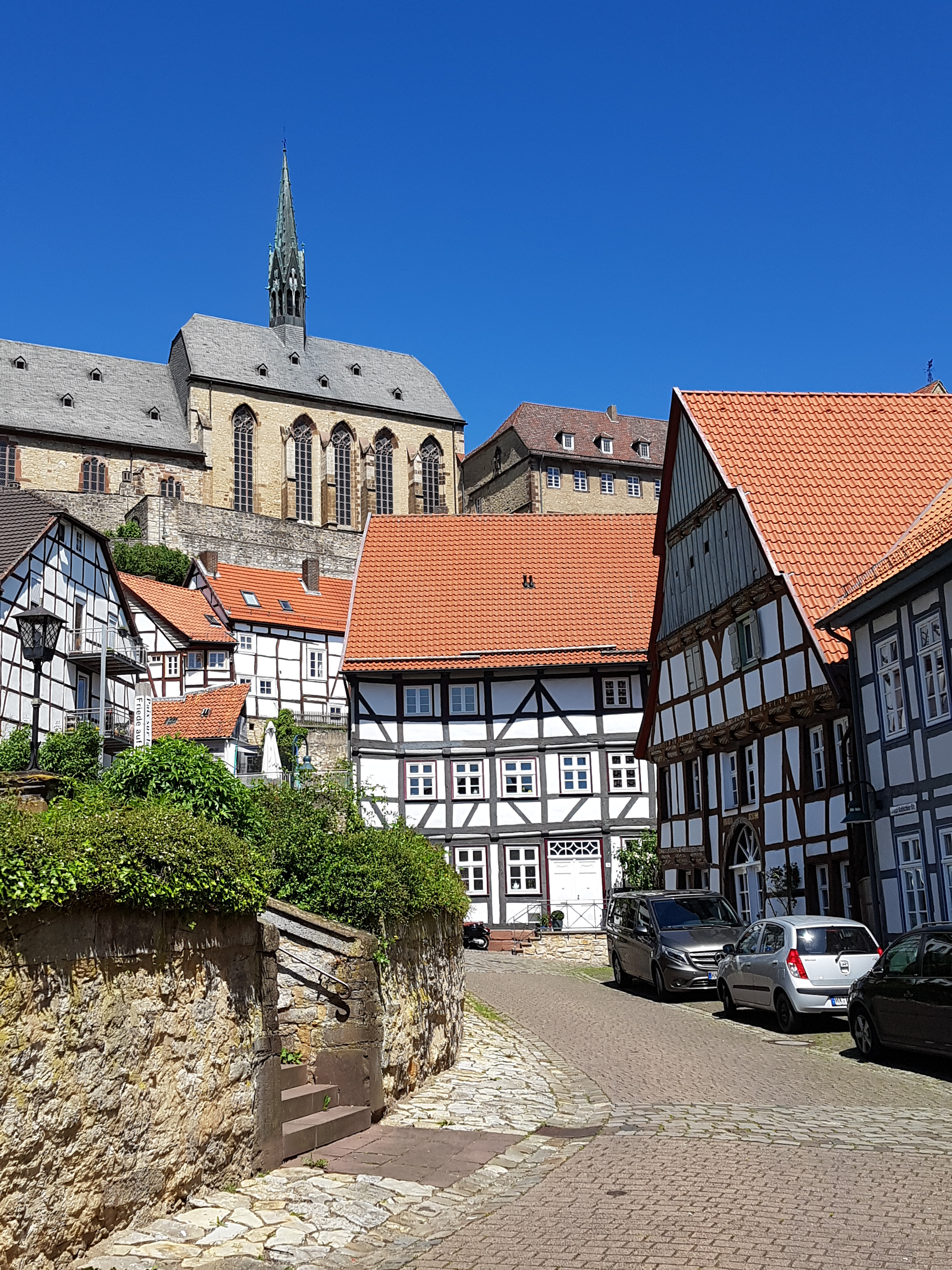
Blick von der Altstadt zur ev. Kirche Maria-in-vinea

Seit der Reformation existiert eine evangelische Gemeinde in Herlinghausen, heute ein Ortsteil von Warburg. Herlinghausen und Hagedorn waren die beiden einzigen Ortschaften im ehemaligen Hochstift Paderborn, die nach der Reformation mehrheitlich evangelisch wurden. Herlinghausen wurde bis ins 19. Jahrhundert von den Pfarrern des hessischen Nachbarorts Ersen pastoral mitbetreut.
Nach der Eroberung Westfalens 1802 durch die Preußen bis zur französischen Gründung des Königreichs Westphalen, und als Warburg nach dessen Auflösung wieder preußisch wurde, zogen protestantische Gläubige nach Warburg, die meist als preußische Beamte in den dortigen Behörden arbeiteten. Nach der Gründung eines Komitees zur Bildung einer evangelischen Gemeinde 1820 wurde der Bielefelder Superintendent Scheer beauftragt zu erkunden, ob eine selbständige Kirchengemeinde in Warburg möglich sei. Diese wurde 1826 gegründet. Der Superintendent war erstaunt über die Existenz der Herlinghauser Gemeinde, die zu seinem Sprengel gehörte, aber von der er nichts wusste. Die um 1200 erbaute Dominikanerkirche Maria-in-vinea (Maria im Weinberg) wurde am 21. Dezember 1824 durch königliche Kabinettsorder Friedrich Wilhelms III. der evangelischen Gemeinde als Eigentum zugewiesen und dem katholisch geprägten Gymnasium Marianum die Mitbenutzung für Schulmessen vertraglich zugesichert. Sie ist in dieser Hinsicht noch heute Simultankirche. Die Gemeinde besitzt das Corvinus-Haus als Gemeindezentrum, das Evangelische Familienzentrum Arche und die Kirche in Herlinghausen. Das christliche Freizeitzentrum Kirchberghof in Herlinghausen ist eigenständiger Kooperationspartner der Kirchengemeinde. Für die protestantischen Gläubigen im westlichen Stadtgebiet von Warburg gibt es in Rimbeck eine weitere Kirchengemeinde mit Kirche und Gemeindehaus und dem Alters- und Pflegeheim Haus Phöbe.
Die Gemeinden Warburg-Herlinghausen und Rimbeck-Scherfede gehören zum 1840 gegründeten Kirchenkreis Paderborn der Evangelischen Kirche von Westfalen.
Seit den 1990er Jahren gibt es eine Freie evangelische Gemeinde in Warburg, die von Spätaussiedlern gegründet wurde. Bislang gibt es zwei selbständigen Gemeinden Warburg-Herlinghausen und Scherfede-Rimbeck im Stadtgebiet. Über die Stadtgrenze hinaus werden Gläubige in Blankenrode und Borlinghausen mitbetreut. Beide Gemeinden sollten 2012 fusionieren. In Warburg gibt es insgesamt ca. 4800 protestantische Gläubige. Es gibt drei Gottesdienstgebäude in Rimbeck, Herlinghausen und Warburg.

#### Syrisch-orthodoxes Kloster

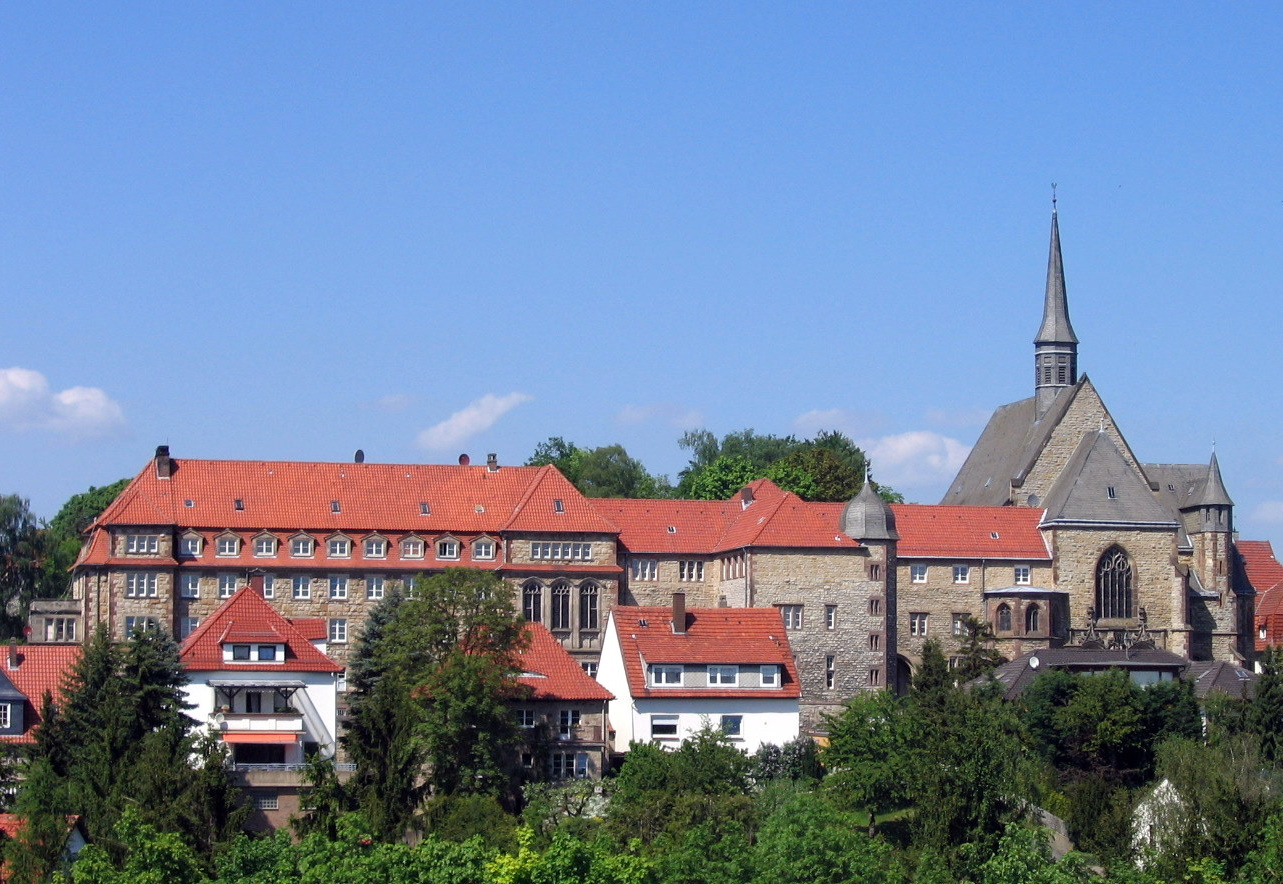
Das syrisch-orthodoxe Kloster, Sitz des Warburger Metropoliten und Patriarchalvikars von Deutschland der Syrisch-Orthodoxen Kirche von Antiochien

Das Erzbistum Deutschland der syrisch-orthodoxen Kirche hat seit 1997 seinen Bischofssitz im ehemaligen Dominikanerkloster in Warburg. Das Kloster trägt seit dem Besitzerwechsel den Namen St. Jakob von Sarug. Seit dem Erwerben des Klosters durch Erzbischof Julius Yeshu Çiçek und der Renovierung dient es als syrisch-orthodoxes Zentrum in Westfalen. Etwa 60 syrisch-orthodoxe Familien haben sich in Warburg niedergelassen.
Zwar hatte eine Synode der syrisch-orthodoxen Kirche Mitte September 2010 die Aufteilung des Erzbistums Deutschland in zwei Diözesen beschlossen. Tatsächlich zog Ende 2012 der bisher für die Diözese Deutschland zuständige Erzbischof für Deutschland Mor Julius Hanna Aydın nach Delmenhorst, von wo er sich um die politischen und ökumenischen Beziehungen seiner Kirche in der Bundesrepublik kümmert, eine Art Nuntiatur. Aydin war vorher schon als Abt des Klosters und Leiter des angegliederten Priesterseminars in Warburg tätig gewesen. Gleichzeitig wurde im Dezember 2012 in Warburg Bischof Philoxenos Matthias Nayis als Metropolit und Patriarchalvikar von Deutschland vom Patriarchen der Syrisch-Orthodoxen Kirche von Antiochien Ignatius Zakka I. Iwas eingesetzt. Im Priesterseminar werden syrisch-orthodoxe Theologie und weitere Fächer unterrichtet. Dort leben eine Nonne sowie ein Mönchspriester.

#### Andere christliche Religionsgemeinschaften
Durch die Ansiedlung von Russlanddeutschen und Spätaussiedlern aus Südosteuropa in den 1980er/1990er Jahren kamen Christen mit orthodoxem und katholischem Bekenntnis, Anhänger von Freikirchen. Heute gibt es eine Freie evangelische Gemeinde, eine Evangelische Freikirchliche Baptistengemeinde sowie eine Neuapostolische Kirche in Warburg. Über die Anzahl der Gemeindemitglieder oder wie viele davon im Warburger Stadtgebiet wohnen gibt es keine Angaben.

### Judentum

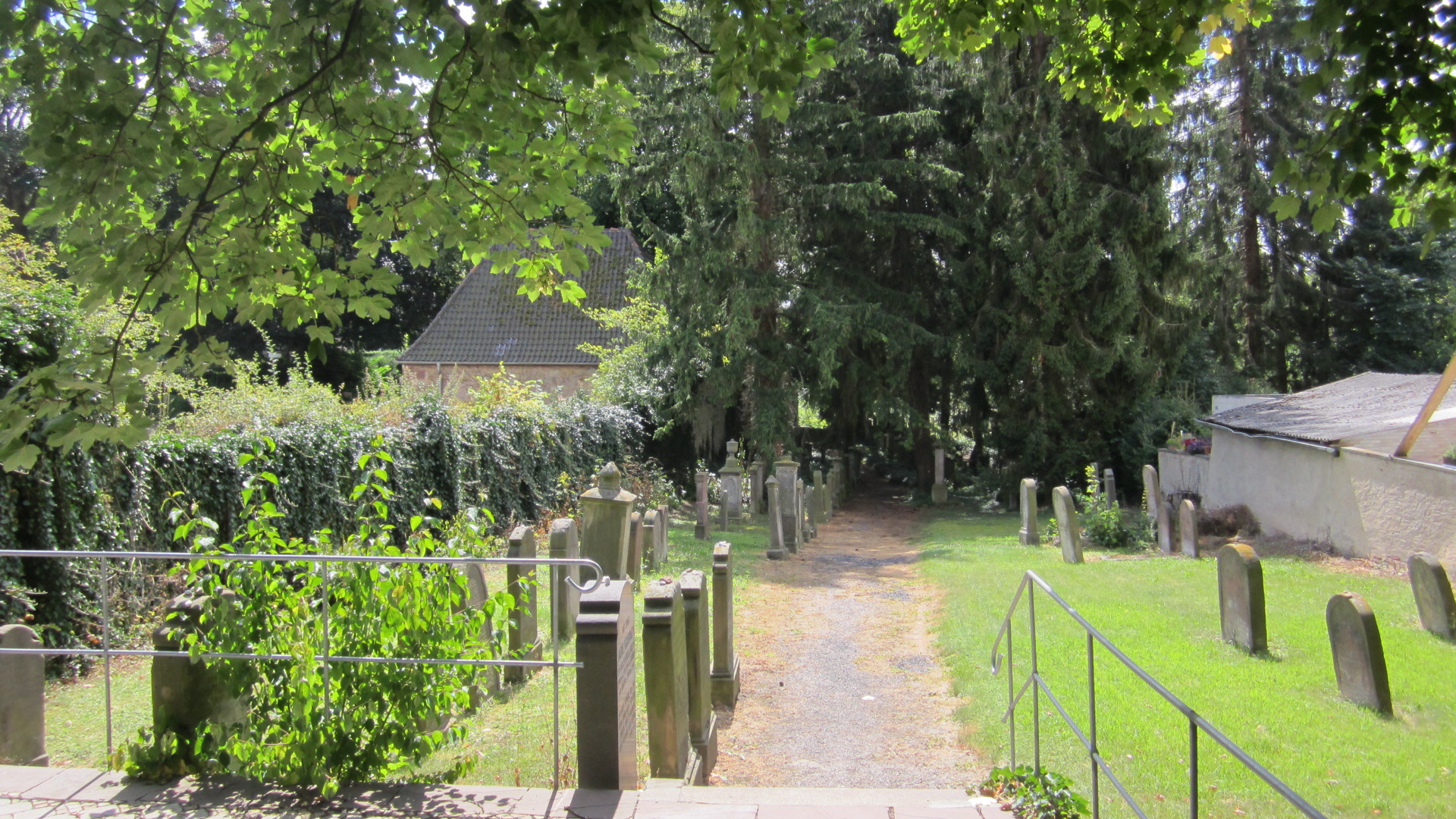
Historischer jüdischer Friedhof an der Stadtmauer am Sackturm

Warburg hatte eine bedeutende jüdische Gemeinde und den höchsten jüdischen Bevölkerungsanteil im Hochstift Paderborn. Um 1800 waren von 2000 Einwohnern Warburgs etwa 200 und um 1900 von 5000 Einwohnern etwa 300 jüdischen Glaubens. Im 19. Jahrhundert hatte das Landesrabbinat seinen Sitz in Warburg. Die jüdische Schule war ab 1861 eine öffentliche Einrichtung und besaß ab 1909 ein eigenes Schulgebäude. Daneben bestanden kleine Landgemeinden (Gemeinschaften) in Rimbeck, Ossendorf, Daseburg, Herlinghausen und Hohenwepel. In Warburg, Ossendorf und in Rimbeck gibt es noch jüdische Friedhöfe. Ein weiterer Grund für den hohen jüdischen Bevölkerungsanteil mag sein, dass Warburg auf Missionierungsauflagen verzichtete, anders als z. B. in Kassel, wo jüdische Bürger sich nach der Reformation regelmäßig Missionsvorträge von Geistlichen anhören mussten. Einige Warburger Juden erlangten internationale Bekanntheit.
Gleich nach der Machtergreifung des NSDAP 1933 wurde der Rabbiner und Stadtverordnete Julius Cohn verhaftet und später ermordet. Die Synagoge in der Altstadt wurde während der Novemberpogrome 1938 von einem in Arolsen stationierten SS-Kommando weitgehend zerstört. Heute dient das wieder aufgebaute Gebäude als Wohnhaus. Die Tür der Synagoge ist erhalten geblieben. Viele Warburger Juden wurden nach Riga deportiert.
Einige jüdische Familien kamen ab 1945 nach Warburg zurück. Es wurde versucht, wieder eine jüdische Gemeinde aufzubauen; dies scheiterte an der notwendigen Anzahl von männlichen Gemeindemitgliedern. Heute leben nur noch wenige jüdische Bürger in Warburg.

### Buddhismus
Im Gebäude des Bahnhofs Warburg befindet sich seit Mitte 2013 ein buddhistischer Tempel des Vereins Wat Buddhametta Warburg e. V. unter dem Vorsitz von Houa Kouang Tu. Im Erdgeschoss des Bahnhofsgebäudes liegt ein Gebetsraum mit Buddha-Statue. Die buddhistischen Mönche leben im ersten Stock. Zum Khao-Phansa-Fest luden die Mönche erstmals Interessierte zu einem Tag der offenen Tür in den neueröffneten Tempel ein. Alljährlich im September wird das Kathin-Fest in der Stadthalle Warburg gefeiert. Es bildet die Grundlage für das Auskommen der Mönche im Buddhistischen Zentrum.

### Islam
Seit 2013 hat der Islamische Kulturverein Warburg eine Moschee, Hinter der Maur Nord. Am Tag der offenen Moschee im Oktober jeden Jahres, öffnet sie für interessierte Besucher. Neben den regelmäßigen Gebetszeiten, wird mit Schülern in den Suren des Koran gelesen. Dieses wird durch einen Vorbeter aus Bad Hersfeld in Warburg ermöglicht, der sich in der Türkei als Imam hat ausbilden lassen. Die Betenden richten sich, im ganz mit Teppich ausgelegten Gebetsraum, nach der Mihrāb, der Nische in der Wand, aus. Im Obergeschoss des Hauses ist, gemäß konservativer Auslegung ein weiterer für Frauen eingerichtet. Etwa 30 Familien aus dem Warburger Land gehören zur Gemeinde.

### Hinduismus
Etwa 40 Menschen die der hinduistischen Religion angehören leben in Warburg. 1984 kamen zunächst tamilische Hindus aus Sri Lanka in die Stadt. Zehntausende Tamilen flohen ab 1983, als sich der Konflikt zwischen der singhalesischen Mehrheit und der tamilischen Minderheit zusehend verschärfte. Heute leben auch indische Hindus in Warburg. Der nächste Tempel ist in Hamm der Sri-Kamadchi-Ampal-Tempel, der zu Ehren einer Göttin benannt ist und als Hauptsitz der hinduistischen Gemeinde in Deutschland gilt. Zwei weitere kleinere Tempel werden je nach Monat wechselnd zu Gebeten besucht. Die bedeutendsten Feste sind das Holi zu Frühlingsbeginn, das Neujahrsfest im April und das Tempelfest. An Gedächtnistagen für Verstorbene, meldet die Familie Essens- oder Geldspenden an, für die kostenlose Essensausgabe für Tempelbesucherinnen. Ein Priester kommt auch nach Warburg für die religiöse Zeremonie bei besonderen Familienfesten. Er erhält ebenfalls umfangreiche Essens- und Geldspenden vom Gastgeber.

## Politik

### Stadtrat
Die folgende Tabelle zeigt die Zusammensetzung des Stadtrates und die Kommunalwahlergebnisse seit 1975:
| Rat der Stadt Warburg: Wähleranteil und Gemeinderäte seit 1975                                   | Rat der Stadt Warburg: Wähleranteil und Gemeinderäte seit 1975 | Rat der Stadt Warburg: Wähleranteil und Gemeinderäte seit 1975 | Rat der Stadt Warburg: Wähleranteil und Gemeinderäte seit 1975 | Rat der Stadt Warburg: Wähleranteil und Gemeinderäte seit 1975 | Rat der Stadt Warburg: Wähleranteil und Gemeinderäte seit 1975 | Rat der Stadt Warburg: Wähleranteil und Gemeinderäte seit 1975 | Rat der Stadt Warburg: Wähleranteil und Gemeinderäte seit 1975 | Rat der Stadt Warburg: Wähleranteil und Gemeinderäte seit 1975 | Rat der Stadt Warburg: Wähleranteil und Gemeinderäte seit 1975 | Rat der Stadt Warburg: Wähleranteil und Gemeinderäte seit 1975 | Rat der Stadt Warburg: Wähleranteil und Gemeinderäte seit 1975 | Rat der Stadt Warburg: Wähleranteil und Gemeinderäte seit 1975 | Rat der Stadt Warburg: Wähleranteil und Gemeinderäte seit 1975 | Rat der Stadt Warburg: Wähleranteil und Gemeinderäte seit 1975 | Rat der Stadt Warburg: Wähleranteil und Gemeinderäte seit 1975 | Rat der Stadt Warburg: Wähleranteil und Gemeinderäte seit 1975 | Rat der Stadt Warburg: Wähleranteil und Gemeinderäte seit 1975 | Rat der Stadt Warburg: Wähleranteil und Gemeinderäte seit 1975 | Rat der Stadt Warburg: Wähleranteil und Gemeinderäte seit 1975 |
| ------------------------------------------------------------------------------------------------ | -------------------------------------------------------------- | -------------------------------------------------------------- | -------------------------------------------------------------- | -------------------------------------------------------------- | -------------------------------------------------------------- | -------------------------------------------------------------- | -------------------------------------------------------------- | -------------------------------------------------------------- | -------------------------------------------------------------- | -------------------------------------------------------------- | -------------------------------------------------------------- | -------------------------------------------------------------- | -------------------------------------------------------------- | -------------------------------------------------------------- | -------------------------------------------------------------- | -------------------------------------------------------------- | -------------------------------------------------------------- | -------------------------------------------------------------- | -------------------------------------------------------------- |
|                                                                                                  | CDU Nordrhein-Westfalen                                        | CDU Nordrhein-Westfalen                                        | SPD Nordrhein-Westfalen                                        | SPD Nordrhein-Westfalen                                        | Bürger-Union 1                                                 | Bürger-Union 1                                                 | Bündnis 90/Die Grünen                                          | Bündnis 90/Die Grünen                                          | FDP Nordrhein-Westfalen                                        | FDP Nordrhein-Westfalen                                        | Die Linke                                                      | Die Linke                                                      | AfD                                                            | AfD                                                            | Einzel- bewerber                                               | Einzel- bewerber                                               | Gesamt 2                                                       | Gesamt 2                                                       | Wahl- beteiligung                                              |
| Wahlperiode                                                                                      | %                                                              | Mandate                                                        | %                                                              | Mandate                                                        | %                                                              | Mandate                                                        | %                                                              | Mandate                                                        | %                                                              | Mandate                                                        | %                                                              | Mandate                                                        | %                                                              | Mandate                                                        | %                                                              | Mandate                                                        | %                                                              | Gesamtanzahl der Sitze im Rat                                  | %                                                              |
| 1975–1979                                                                                        | 58,17                                                          | 24                                                             | 16,17                                                          | 06                                                             | 21,77                                                          | 9                                                              | 0–                                                             | –                                                              | 3,89                                                           | 0                                                              | –                                                              | –                                                              | –                                                              | –                                                              | −                                                              | −                                                              | 100                                                            | 39                                                             | 88,41                                                          |
| 1979–1984                                                                                        | 57,30                                                          | 23                                                             | 19,83                                                          | 08                                                             | 18,83                                                          | 8                                                              | 0–                                                             | –                                                              | 4,04                                                           | 0                                                              | –                                                              | –                                                              | –                                                              | –                                                              | −                                                              | −                                                              | 100                                                            | 39                                                             | 77,44                                                          |
| 1984–1989                                                                                        | 52,05                                                          | 22                                                             | 19,65                                                          | 08                                                             | 19,25                                                          | 7                                                              | 05,51                                                          | 2                                                              | 3,53                                                           | 0                                                              | –                                                              | –                                                              | –                                                              | –                                                              | 1,00                                                           | 0                                                              | 100                                                            | 39                                                             | 76,00                                                          |
| 1989–1994                                                                                        | 49,26                                                          | 20                                                             | 27,73                                                          | 11                                                             | 14,59                                                          | 5                                                              | 05,55                                                          | 2                                                              | 2,87                                                           | 0                                                              | –                                                              | –                                                              | –                                                              | –                                                              | −                                                              | −                                                              | 100                                                            | 39                                                             | 73,71                                                          |
| 1994–1999                                                                                        | 50,44                                                          | 20                                                             | 30,06                                                          | 12                                                             | 12,78                                                          | 5                                                              | 06,71                                                          | 2                                                              | –                                                              | –                                                              | –                                                              | –                                                              | –                                                              | –                                                              | −                                                              | −                                                              | 100                                                            | 39                                                             | 84,55                                                          |
| 1999–2004                                                                                        | 60,35                                                          | 23                                                             | 25,25                                                          | 10                                                             | 6,82                                                           | 2                                                              | 05,04                                                          | 2                                                              | 2,54                                                           | 1                                                              | –                                                              | –                                                              | –                                                              | –                                                              | −                                                              | −                                                              | 100                                                            | 38                                                             | 63,37                                                          |
| 2004–2009                                                                                        | 58,53                                                          | 22                                                             | 21,60                                                          | 08                                                             | 10,29                                                          | 4                                                              | 06,50                                                          | 3                                                              | 3,08                                                           | 1                                                              | –                                                              | –                                                              | –                                                              | –                                                              | −                                                              | −                                                              | 100                                                            | 38                                                             | 58,74                                                          |
| 2009–2014                                                                                        | 55,09                                                          | 21                                                             | 19,01                                                          | 07                                                             | 10,53                                                          | 4                                                              | 07,45                                                          | 3                                                              | 5,43                                                           | 2                                                              | 2,49                                                           | 1                                                              | –                                                              | –                                                              | −                                                              | −                                                              | 100                                                            | 38                                                             | 55,57                                                          |
| 2014–2020                                                                                        | 53,80                                                          | 21                                                             | 21,70                                                          | 08                                                             | 9,10                                                           | 4                                                              | 8,9                                                            | 3                                                              | 3,70                                                           | 1                                                              | 2,70                                                           | 1                                                              | –                                                              | –                                                              | −                                                              | −                                                              | 100                                                            | 38                                                             | 55,50                                                          |
| 2020–2025                                                                                        | 51,53                                                          | 20                                                             | 19,42                                                          | 07                                                             | 7,79                                                           | 3                                                              | 12,45                                                          | 5                                                              | 3,19                                                           | 1                                                              | 1,32                                                           | –                                                              | 4,28                                                           | 2                                                              | –                                                              | –                                                              | 100                                                            | 38                                                             | 57,52                                                          |
| Prozentanteile gerundet. Quellen: Landesdatenbank NRW; Landesbetrieb Information und Technik NRW |                                                                |                                                                |                                                                |                                                                |                                                                |                                                                |                                                                |                                                                |                                                                |                                                                |                                                                |                                                                |                                                                |                                                                |                                                                |                                                                |                                                                |                                                                |                                                                |

- SPD: 7
- Grüne: 5
- FDP: 1
- Bürgerunion: 3
- CDU: 20
- AfD: 2

### Bürgermeister
Zum Bürgermeister gewählt wurde bei den Kommunalwahlen 2020 Tobias Scherf (CDU) aus Volkmarsen mit 54,42 Prozent der Stimmen vor Eric Volmert (SPD) aus Warburg mit 37,94 Prozent der Stimmen. Zuvor gewann für eine dritte und letzte Amtszeit Michael Stickeln (CDU) aus Dössel. Er setzte sich 2004 mit 69,4 % der Stimmen im ersten Wahlgang gegen die Kandidaten von SPD und FDP durch. 2009 wurde er ohne Mitbewerber mit 89,51 % wiedergewählt. Bei seiner Erstwahl 2014 erreichte er 53,8 % der abgegebenen gültigen Stimmen.
| Bis 1803 wurden der Rat und der Bürgermeister jährlich gewählt. - 1803–1830: Wilhelm Franz von Hiddessen - 1831–1842: Adam Rinteln - 1843–1879: Heinrich Fischer - 1880–1884: Wilhelm Schmidt - 1884–1896: Leopold Wiegand - 1896–1900: Ewald Röper - 1901–1914: Franz Wilhelm von Schildt - 1915–1919: Paul Heinrich Lipps - 1919–1933: August Dissen - 1933–1945: Otto Schlötel (von NSDAP eingesetzt) - 1945–1948: Robert Peters, Bäckermeister, Franz Julius König, Stadtinspektor (beide von US-Armee eingesetzt, Robert Peters 1946 ins Amt gewählt) - 1948–1952: Friedrich Becker - 1952–1964: Anton Böhlen (Neffe des Hippolytus Böhlen) - 1964–1969: Franz Mürmann - 1969–1974: Heribert Schlinker, Warburg, Bürger-Union - 1975–1989: Josef Dierkes, Menne, CDU - 1989–1999: Paul Mohr, Dössel, CDU - 1999–2004: Walter Hellmuth, Warburg, CDU (erster hauptamtlicher Bürgermeister) - 2004–2020: Michael Stickeln, Dössel, CDU - Seit 2020: Tobias Scherf, Volkmarsen (CDU) |

### Kommunaler Haushalt
Für das Haushaltsjahr 2007 betrug das Gemeindebudget 35.181.902,73 Euro (bereinigtes Rechnungsergebnis). Die Stadt war mit ca. 13 Millionen Euro verschuldet. Die Schulden rührten teilweise aus früheren Verpflichtungen wie beispielsweise gegenüber der ehemaligen städtischen Krankenhaus-Trägergesellschaft und anderen Ausgaben wie durch die städtische Musikschule her. Zeitweise konnte die Kommune den Haushalt nicht ausgleichen, deshalb war 2004 bis 2007 ein Haushaltssicherungskonzept notwendig. Für das Haushaltsjahr 2008 wurden als Haushaltssoll 33.368.000 Euro und als betriebsbereinigtes Rechnungsergebnis 36.194.855,04 Euro festgestellt. Für das Haushaltsjahr 2009 beliefen sich die Erträge auf 34.661.280 Euro und die Aufwendungen auf 37.962.610 Euro. Der Schuldenstand betrug 2009 (ohne Kommunalunternehmen) 14,3 Millionen Euro. Im Ergebnis des Haushaltsjahres 2015 beläuft sich der Gesamtbetrag der Erträge auf 40.637.130 Euro und der Aufwendungen auf 43.041.020 Euro.

### Wappen
Blasonierung: In Blau eine silberne Lilie.
Die Lilie besteht aus drei stilisierten Blättern, die von einem Band zusammengehalten werden. Das Recht zur Führung dieses Wappens verlieh der Regierungspräsident Detmold am 30. Juni 1977. Die Lilie erschien erstmals 1227 auf den Münzen der Stadt. Im Mittelalter wurde Warburg als Liliengrund bezeichnet. Die Bedeutung der Wappenfarben und der Lilie sind nicht überliefert, eventuell ist die Lilie als Mariensymbol zu deuten.
Daneben existierte ein weiteres Wappen mit einem roten Stadttor auf goldenem Grund, der Stadtmauer, einem breiten Torturm und zwei schmalen Seitentürmen. Das blaue Walmdach des Torturms ist von zwei silbernen Lilien gekrönt; auf den blauen Spitzdächern der seitlichen Türme befinden sich silberne Lilien. In der blauen Toröffnung steht eine silberne heraldische Lilie. Im Siegel steht im offenen Stadttor ein Bischof, vermutlich der Bischof von Paderborn. Die ältesten Formen dieses Wappens erschienen 1254 und 1257. Das Stadttorwappen wurde für große Siegel verwendet, die kleinen Siegel zeigten immer nur die Lilie.
Vor 1977 war eine Kombination beider Wappen gebräuchlich. Der Bischof war durch die Lilie auf blauem Grund, die den gesamten Torbogen ausfüllte, ersetzt. Kleinere Lilien befanden sich auf den Turmdächern. Mit der Umschrift Stadt Warburg – Kreis Höxter wird dieses Wappen noch als Teil des Dienstsiegels der Stadt verwendet. Seit 1977 ist das Stadtwappen nur noch die Lilie auf blauem Grund ohne Stadtbefestigung.

### Städtepartnerschaften und -freundschaften
Die Stadt Warburg unterhält Städtepartnerschaften mit Prochowice (Parchwitz) in der polnischen Woiwodschaft Niederschlesien und Ledegem in der belgischen Provinz Westflandern. Darüber hinaus werden Freundschaften mit den brandenburgischen Städten Falkenberg/Elster und Luckau sowie Walchsee im österreichischen Bundesland Tirol gepflegt.
Nach allen Partnerstädten ist in Warburg jeweils eine eigene Straße benannt. Zu der bereits seit den 1950er-Jahren bestehenden Parchwitzer Straße sind zu Beginn der 2010er-Jahre im neuen Bebauungsgebiet „Auf'm Profit I“ die Falkenbergstraße, Luckaustraße, Ledegemstraße und Walchseestraße hinzugekommen.
| Nach dem Ende des Zweiten Weltkriegs kamen etwa 600 Vertriebene aus der Gegend um Prochowice (Parchwitz) im Powiat Legnicki, Polen nach Warburg und wurden im Lager Dössel oder im Umland untergebracht. In Warburg fanden regelmäßig Treffen der Heimatvertriebenen aus Parchwitz statt. 1996 nahm erstmals die Bürgermeisterin von Prochowice daran teil und es entstanden Kontakte mit den Vertretern der Politik. Am 25. Februar 1997 beschloss der Rat der Stadt Warburg eine offizielle Städtepartnerschaft. Noch im selben Jahr wurde ein Förderverein gegründet und am 10. Oktober 1998 die Partnerschaftsurkunde unterzeichnet. Die Partnerschaft lebt durch gegenseitige Besuche der Bereiche Politik, Kultur, Musik, Tanz und Sport. |
| Seit 1983 pflegt das Stadt- und Jugendorchester in Warburg eine Freundschaft mit den Musikfreunden in Sint-Eloois-Winkel, einem Stadtteil von Ledegem in Westflandern, Belgien. Regelmäßige gegenseitige Konzertbesuche ließen private Freundschaften entstehen. Am 24. März 1998 beschloss der Stadtrat Warburgs, eine Städtepartnerschaft zu gründen. Während zweier Festwochenenden, vom 1. bis 3. Mai 1998 in St.-Eloois-Winkel und vom 9. bis 11. Oktober 1998 in Warburg, wurden die Partnerschaftsurkunden unterzeichnet. In dieser Freundschaft steht die Musik mit gemeinsamen Konzerten und gegenseitigen Besuchen im Vordergrund. Eine weitere Partnerschaft besteht zwischen der Löschgruppe Hohenwepel der Freiwilligen Feuerwehr Warburg und der Brandweer Ledegem. In regelmäßigen Abständen werden Besuchsfahrten unternommen, zuletzt im Oktober 2010. |
| Nach der deutschen Wiedervereinigung 1990 entstanden Kontakte zwischen Warburg und Falkenberg/Elster in Brandenburg. Zunächst bestanden die Beziehungen aus Aufbauhilfen in Verwaltung und Parlament. 1991 wurde eine offizielle Städtefreundschaft gegründet. Ab 1992 vertieften sich die Beziehungen insbesondere auf den Gebieten der Kultur und des Tourismus. Zum zehnjährigen Jubiläum wurde 2001 in Falkenberg ein Baum gepflanzt und ein Gedenkstein aufgestellt. Seit 2005 gibt es in Falkenberg den Warburger Platz. |
| Der Musikverein, einige Kegelclubs und Familien aus dem Ortsteil Scherfede pflegten bereits seit Längerem private Kontakte zu Walchsee in Tirol, Österreich. Am 15. September 1991 beschloss der Bezirksausschuss Scherfede, eine offizielle Partnerschaft einzugehen. Die Partnerschaftsurkunde wurde am 23. Mai 1992 in Scherfede unterzeichnet. |
| Nachdem der Stadtkern von Warburg saniert worden war, schlug der Minister für Stadtentwicklung und Verkehr des Landes Nordrhein-Westfalen 1991 vor, die Stadt Luckau in Brandenburg bei der Sanierung ihres historischen Stadtkerns zu unterstützen. Die Stadt Warburg folgte dem Vorschlag. Daraus entwickelte sich eine Städtefreundschaft. 1992 wurde die Freundschaftsurkunde unterzeichnet. In Luckau gibt es die Straße Warburger Weg. |
| Warburg war Hansestadt im mittelalterlichen Hansebund. Dieser Bund wurde 1980 als Neue Hanse wieder ins Leben gerufen und Warburg als Mitglied aufgenommen. |

## Kultur

### Ortsmundart
Heute wird in Warburg und Umgebung Hochdeutsch gesprochen.
Warburg liegt in der Nähe der südlichen Grenze des niederdeutschen Sprachgebietes. Die Mundart im Warburger Land gehört zum Südostwestfälischen und somit zur plattdeutschen Sprache (niederdeutsche Sprache im (ehemaligen) Hochstift Paderborn). Die plattdeutsche Sprache wird im Warburger Land nur noch von einigen älteren Menschen gesprochen. Im 19. Jahrhundert ist die niederdeutsche Sprache in Warburg Stadt praktisch ausgestorben. In den umliegenden Dörfern lernten immer weniger Jugendliche das Plattdeutsche von den Eltern, bis der niederdeutsche Spracherwerb durch das Elternhaus um 1950 ganz verloren ging. Zudem gibt es nur wenige Unterrichtsangebote zum Spracherwerb der niederdeutschen Sprache. Vereinzelt werden Veranstaltungen organisiert, bei denen sich die Teilnehmer in Plattdeutsch unterhalten. Es wurden von einigen Autoren einige plattdeutsche Texte und ein Wörterbuch verfasst. Für das Warburger Platt ist die mäßige Diphthongierung des alten langen î beziehungsweise die westfälische Brechung charakteristisch. Es gibt ostfälische und niederfränkische Elemente in der Sprache.
Vokabular und Sprachgebrauch, wie sie zwischen 1945 und 1975 in Warburg anzutreffen waren, wurden gesondert beschrieben.

### Theater

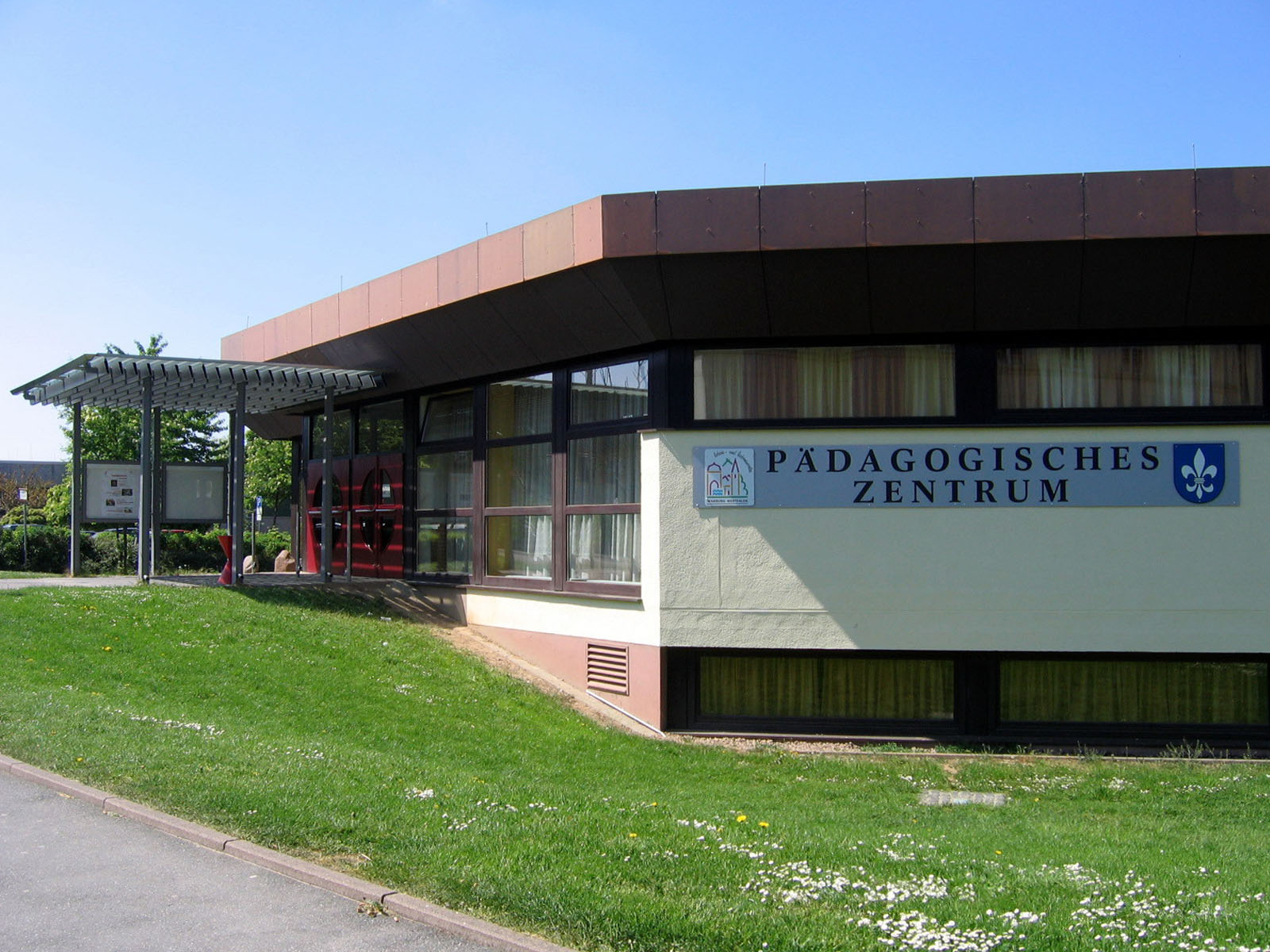
Pädagogisches Zentrum (PZ)

Im Pädagogischen Zentrum (PZ) stehen 550 Plätze für saisonale Theateraufführungen, die von der Volkshochschule organisiert werden, zur Verfügung. Es werden sowohl Stücke mit professionellen Darstellern als auch Laienstücke, beispielsweise von Schülern, aufgeführt. Von 2000 bis 2010 gab es pro Saison vier Vorstellungen, die mit jeweils 2200 Besuchern immer ausverkauft waren.

### Kino
Warburg hat am Oberen Hilgenstock ein Kino mit acht Kinosälen und 1200 Plätzen. Es setzt die Tradition der ehemaligen Desenberg-Lichtspiele (Deli)-Kinos an der Kasseler Straße fort.

### Museen

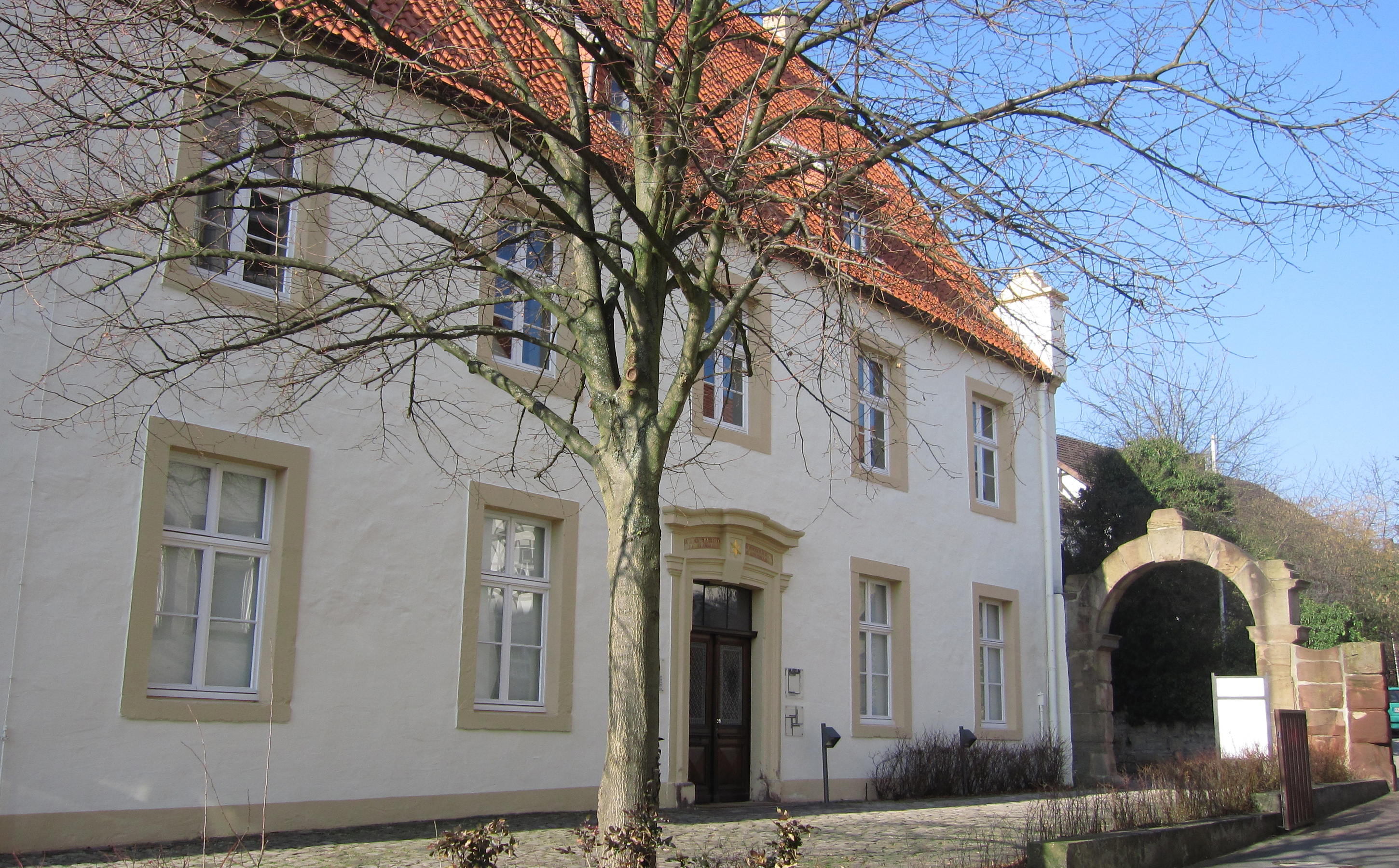
Das Stadtmuseum im Haus Stern

Das Museum im Stern, Sternstraße 35, ist das Stadtmuseum mit einer Sammlung aus der Ur- und Frühgeschichte, Stadtgeschichte, Wirtschafts- und Kunstgeschichte. Es finden dort regelmäßig Wechselausstellungen statt. In der stadtgeschichtlichen Sammlung werden Urkunden und Briefe sowie die Grüninger-Bibel von 1485 aus dem Besitz des ehemaligen Dominikanerklosters gezeigt.
In der kunstgeschichtlichen Abteilung befinden sich Werke des Warburger Künstlers Antonius Eisenhoit und über die künstlerische und architektonische Entwicklung in den Bauwerken Johann Conrad Schlauns. In dem Museum ist auch das Stadtarchiv untergebracht. Ferner gibt es noch eine Artothek, in der eine Sammlung von Kunstwerken von Künstlern wie Marcel Marceau und Günter Grass zusammengetragen ist.
Das private Bäckereimuseum, Lange Straße 6, wurde im Jahr 2007 geschlossen.
In den umliegenden Ortschaften gibt es einige heimatkundliche Sammlungen. Die meisten Kirchen in Warburg und den anderen Stadtteilen besitzen kunsthistorisch interessante Exponate. Im Nebenraum der Altstädter Kirche sind einige Exponate von Antonius Eisenhoit ausgestellt.

### Musik

#### Orchester
Das Warburger Stadt- und Jugendorchester wurde am 12. September 1979 vom Heimat- und Verkehrsverein Warburg als eigener Verein gegründet. Seitdem hat sich das Orchester mit 150 Mitgliedern zum größten Verein dieser Art im Kreis Höxter entwickelt. Daneben gibt es den Warburger Männerchor. In fast allen Stadtteilen bestehen Musikvereine oder Dorforchester und in den Kirchengemeinden Kirchenchöre.

#### Konzerte und Festivals
Unter dem Titel Warburger Meisterkonzerte werden über das ganze Jahr Konzerte mit Einzelkünstlern, Orchestern und Bands angeboten. Die Konzerte finden in der Aula und im Innenhof des Gymnasiums Marianum statt.
Das 1983 gegründete Kulturforum Warburg e. V. hat zum Ziel, Kultur im ländlichen Raum zu vermitteln und organisiert Konzerte, Auftritte von Künstlern, Ausstellungen etc.
Das Art of Darkness ist ein seit 1994 zunächst jährlich, später in unregelmäßiger Folge in Warburg-Scherfede und Warburg-Germete stattfindendes Metal-Festival, das von der Melodic-Death-Metal-Band Burden of Grief präsentiert wird. Bisher sind unter anderem Tankard, Hatesphere, End of Green und Disillusion aufgetreten.
Das Festival Rock gegen Regen wurde ab 1995 zunächst in Warburg selbst, später in Warburg-Scherfede veranstaltet. Seit 2006 findet es in Grebenstein (Hessen) statt. Der musikalische Schwerpunkt des Festivals liegt auf Rock, Punk und Ska, neben nationalen Künstlern treten lokale Nachwuchsbands auf.
Bei der Aktion WDR 2 für eine Stadt des Radiosenders WDR 2 gewann die Stadt im Jahr 2011 den ersten Platz. Am 16. Juli 2011 wurde infolgedessen ein Event mit Konzerten der Künstler Milow, Mike and the Mechanics, Alphaville, Sunrise Avenue, Selig, I Blame Coco sowie Gone Astray auf dem Warburger Schützenplatz veranstaltet.

### Besondere Bauwerke und Baudenkmäler
In Zusammenarbeit mit der Stadt Warburg erstellte der Landschaftsverband Westfalen-Lippe eine fast 500 Objekte umfassende Dokumentation der Baudenkmäler im Gebiet der Stadt. Sie erschien im Jahre 2015 als erster Band aus Westfalen in der Reihe „Denkmaltopographie der Bundesrepublik Deutschland“.

#### Burgen, Schlösser und Gutshäuser

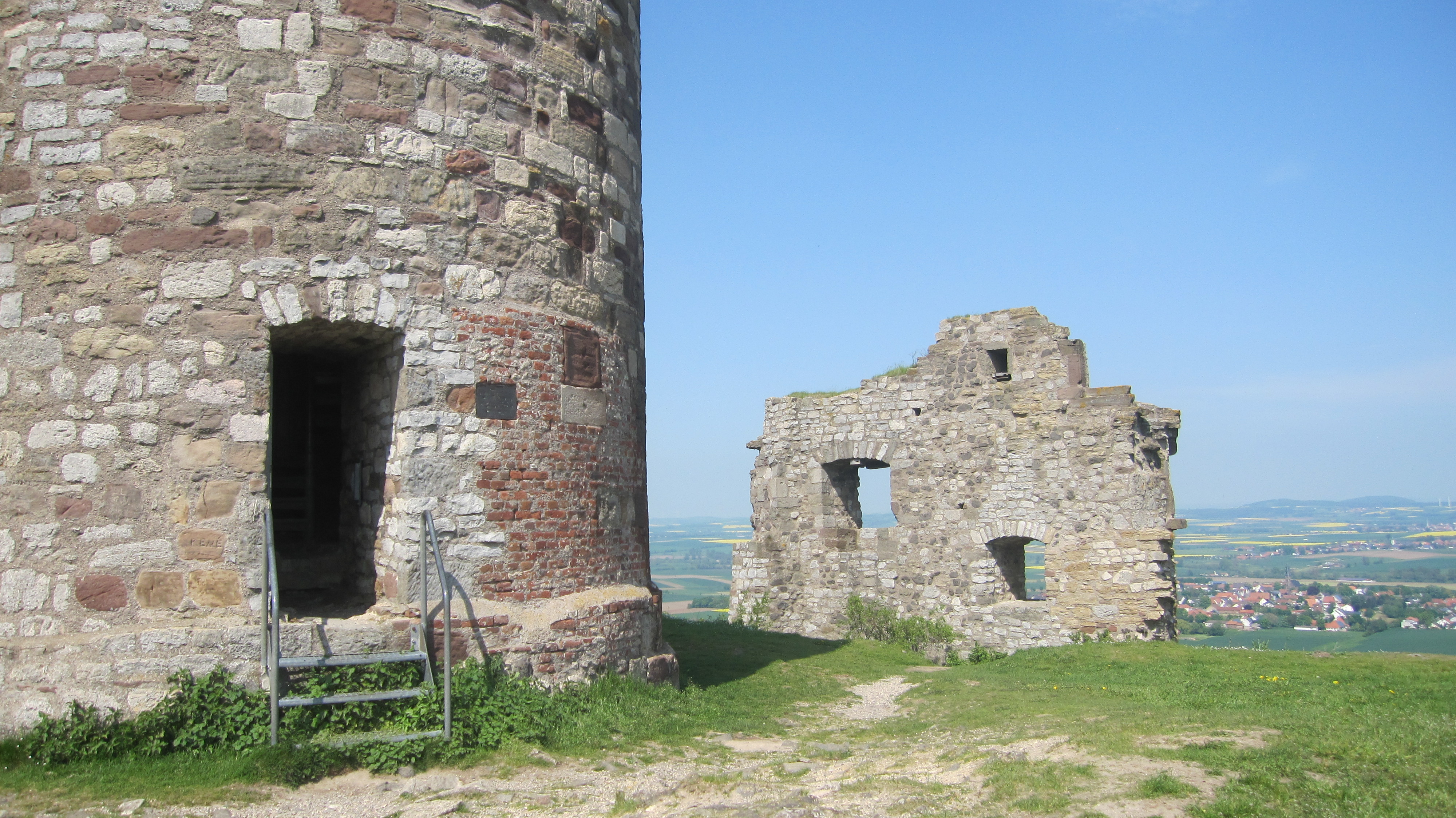
Teile der Burgruine Desenberg mit begehbarem Bergfried

Burg Desenberg ist eine Burgruine auf dem Desenberg, die vermutlich bereits im 8. Jahrhundert entstand. Erhalten ist unter anderem ein begehbarer Turm. Die Holsterburg liegt südöstlich der Kernstadt Warburg und ist eine oktogonale Niederungsburg aus dem 12. Jahrhundert.
Das Schloss Welda wurde 1734 als repräsentatives Barockschloss errichtet. 1754 wurde es mit einer Orangerie ergänzt. Ein Vorgängerbau bestand eventuell bereits um 1588. Das Schloss Dalheim (auch Gut Dalheim) wurde 1698 erbaut. Die gründerzeitliche Villa Rothenburg in Daseburg von 1896 hatte um 1520 einen Vorgängerbau. Das Gut Rothehaus in Daseburg unterhalb des Desenbergs wurde vermutlich im 16. Jahrhundert erbaut und im 19. Jahrhundert umgebaut. Das Gut (Haus Riepen) in Dössel aus dem Jahr 1667 erhielt 1896 seine heutige Form. Ein Herrenhaus von 1703 ist der älteste Teil des Gutes Übelngönne in Daseburg.
Die Burganlage Wartburg des Grafen Dodiko auf dem Warburger Burgberg (Wartberg) ist teilweise überbaut und in die Befestigungswerke einbezogen.
Von der ursprünglichen Höhenburg des 1299 und 1880 im Barockstil umgebauten Schlosses Calenberg (auch: Burg Calenberg) in Calenberg sind nur noch der Palas und das Zehnthaus vorhanden.
Von der Asselerburg in Ossendorf aus dem 12. bis frühen 14. Jahrhundert sind noch kleine Reste erhalten, während von der Asler Burg nur noch der Standort nachweisbar ist. Von der Burg Rozdehusen bei Bonenburg und der Wallburg am Gaulskopf in Ossendorf existieren rudimentäre Reste, von einer weiteren Burg am Gaulskopf ist nichts mehr vorhanden.

#### Mittelalterliche Befestigungsanlagen
Die im 14. Jahrhundert errichtete Stadtbefestigung ist mit Resten der mittelalterlichen Stadtmauer beider Städte, fünf Wehrtürmen und zwei Stadttoren teilweise erhalten und eine der Hauptattraktionen für Touristen. Im Mittelalter war Warburg zum größten Teil von einem doppelten Mauerring aus Bruchsteinen umgeben, durch den die Stadttore der Alt- und Neustadt führten.

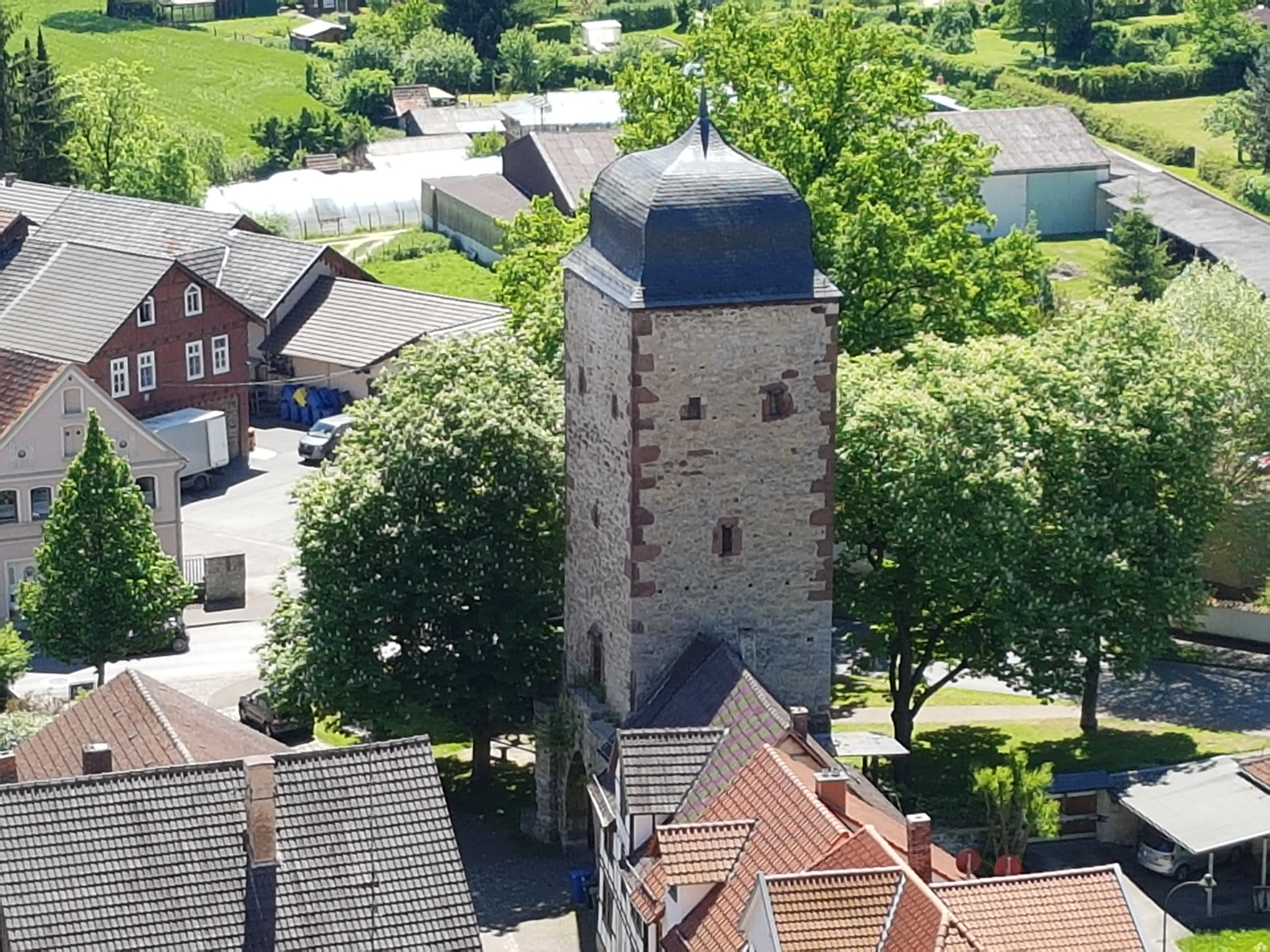
Johannistorturm
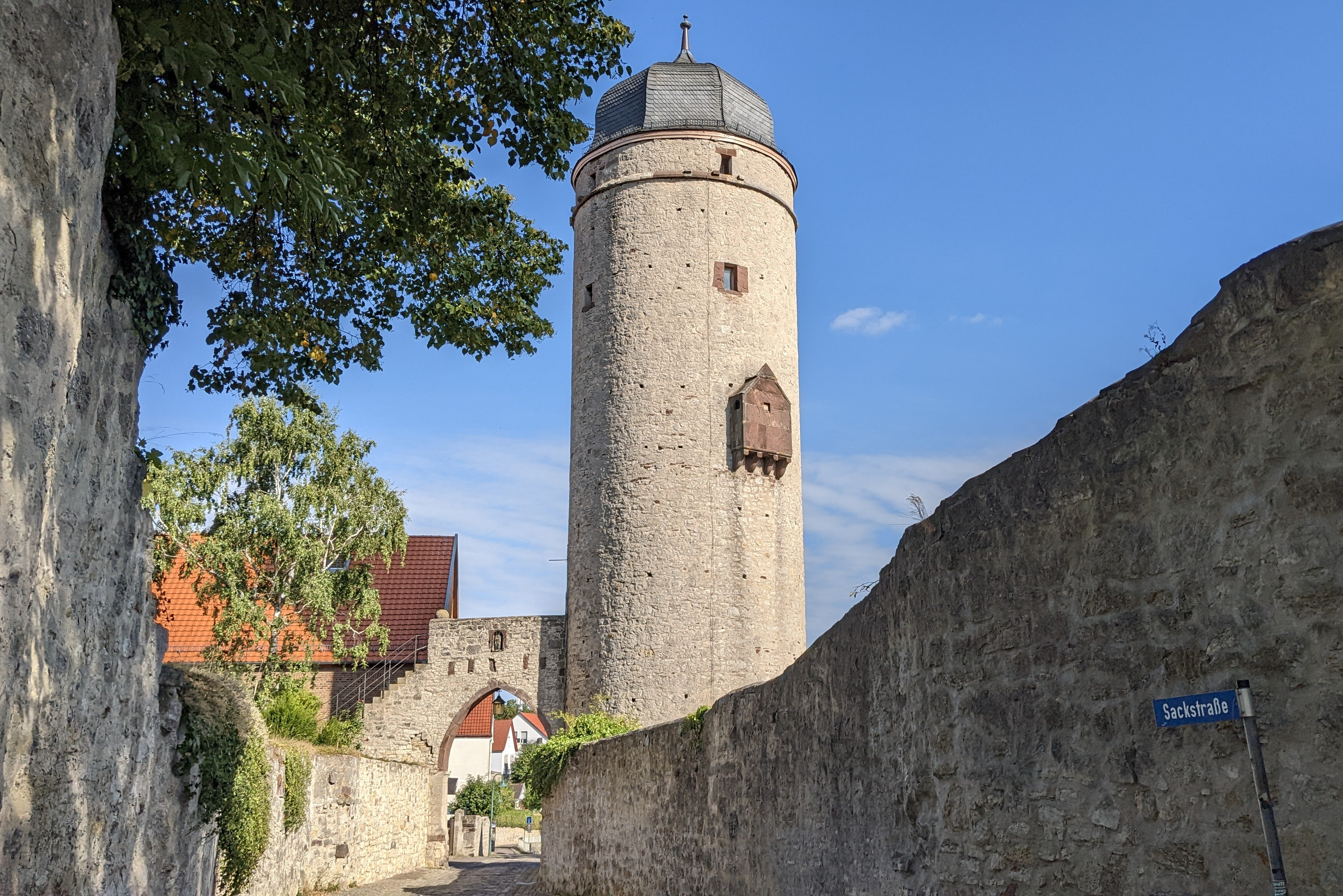
Sackturm und Sacktor
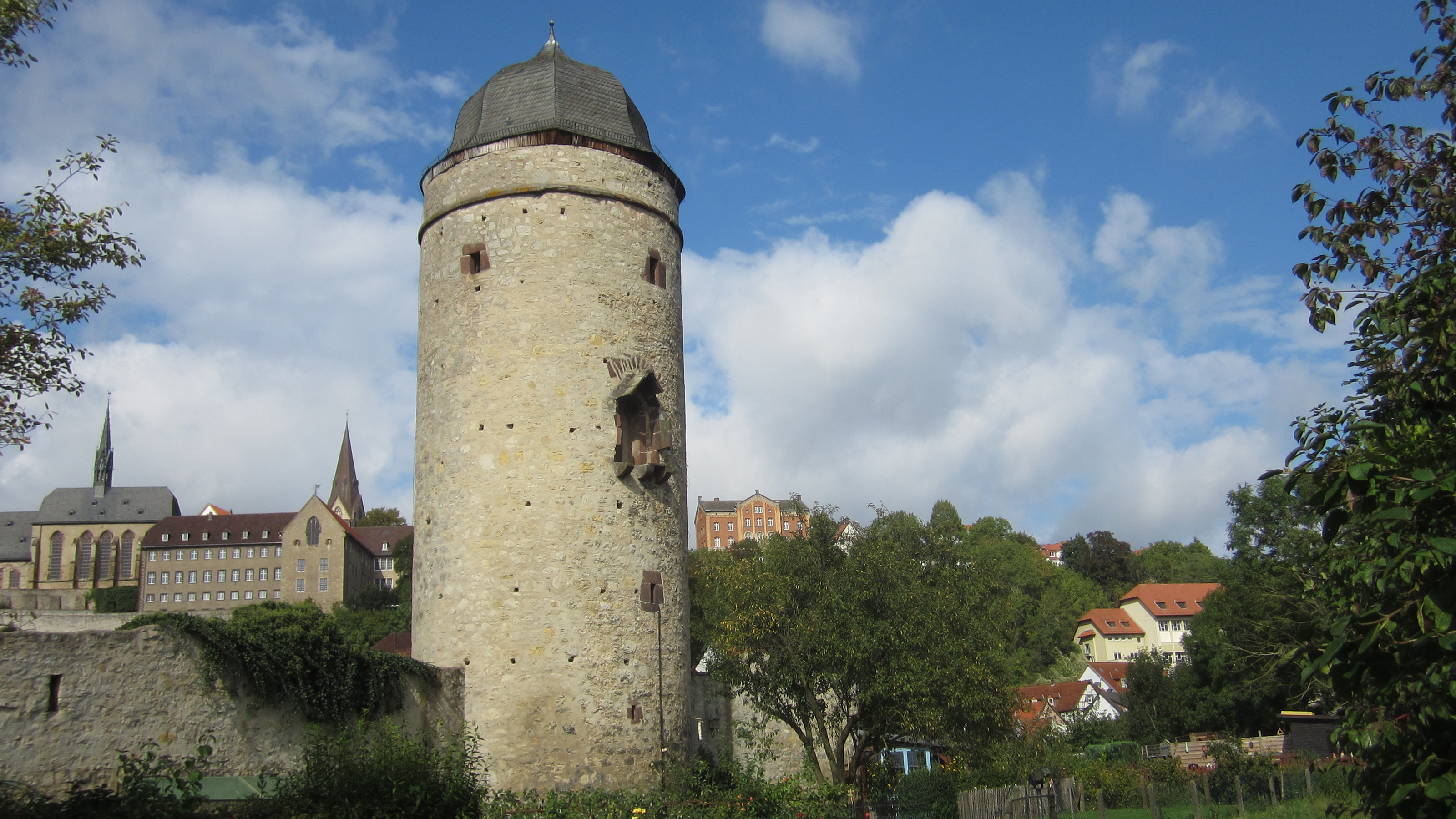
Biermannsturm
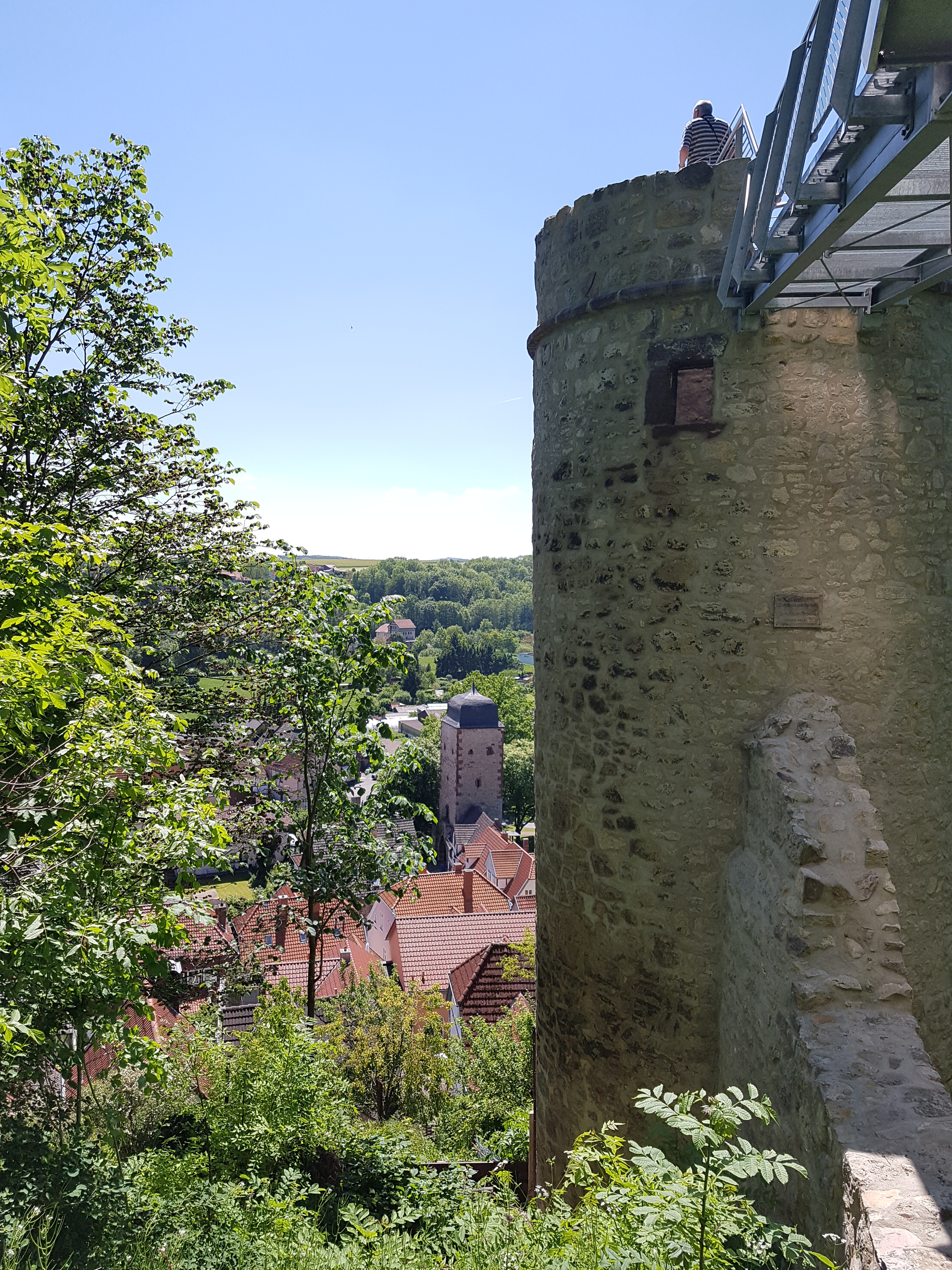
Chattenturm (mit Aussichtsplattform) und Blick auf den Johannistorturm in der Altstadt
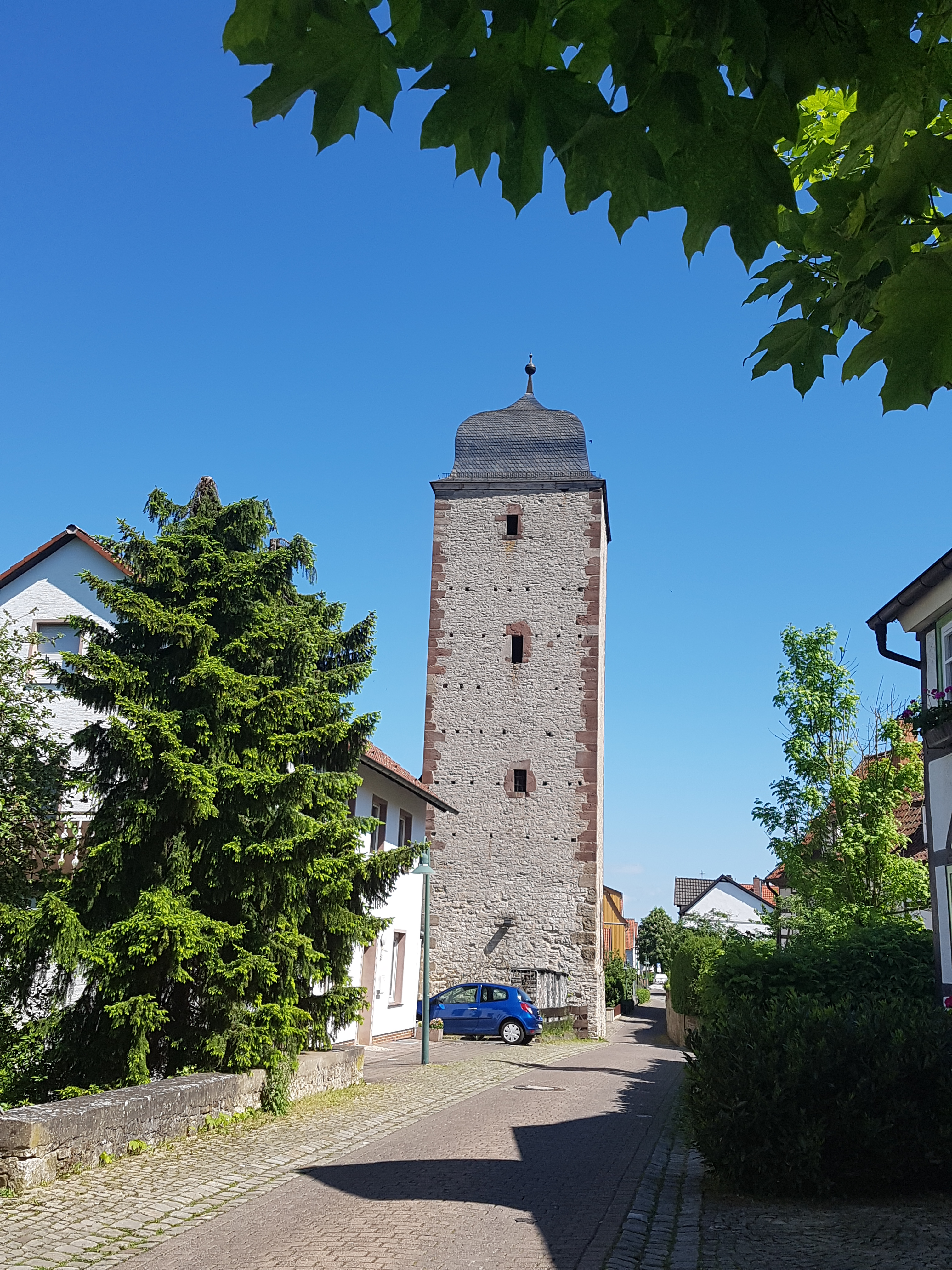
Frankenturm
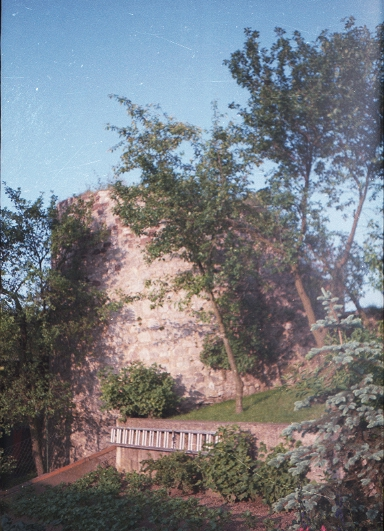
Efeuturm (an der westl. Doppelmauer zw. Göringsgraben und Bußdorfer Tor)

Die Altstädter Bürger errichteten zunächst die Verbindungsmauer von der Burg zum Johannistor-Turm. Auf halber Höhe des Burgberges wurde der Chattenturm erbaut. Der runde Sackturm (Sachsenturm) neben dem um 1300 erbauten Sacktor wurde erst 1443 errichtet. Es ist der massivste und höchste Turm und war das Wahrzeichen Alt-Warburgs. Ab 1446 hatte er auch die Funktion eines Gefängnisses. Das Sacktor befand sich in der Nähe des westlichen Zugangs zur bischöflichen Burg und auf dem höchsten Punkt der Sackstraße. Dort konkurrierten bischöfliche mit Interessen von Alt- und Neustadtbürgern. Bis zum Jahre 1830 hatte die Stadt Warburg etwa zehn Stadttürme und neun Stadttore. In den Mauern der Altstadt befanden sich fünf und in der Neustadt vier Stadttore, von denen jedoch nur das Sacktor und das Johannistor erhalten geblieben sind. Zwischen 1801 und 1840 wurden die anderen Tore abgebrochen, deren Gestalt teilweise überliefert ist. Die Form der Toranlage war bedingt durch den Stadtzwinger, den Raum zwischen Innen- und Außenmauer. Das Sacktor oder Petritor wurde als typisches Zwillingstor ausgebaut, dessen äußerer Torbogen nach dem Verfall nicht wieder aufgebaut wurde. Heute ist im Sackturm eine Gedenkstätte für Opfer des Zweiten Weltkriegs eingerichtet, die über den Burgfriedhof besucht werden kann.
Ursprünglich waren über zwanzig Wehrtürme im Kranz der mittelalterlichen Befestigungsanlage vorhanden. Davon sind fünf vollständig erhalten geblieben: Biermanns-, Chatten-, Johannis-, und Sackturm in der Altstadt und Frankenturm in der Neustadt. Der nur noch mit seinem Turmstumpf erhaltene Efeuturm befindet sich an der westlichen Doppelmauer der Neustadt zwischen dem Göringsgraben und dem Bußdorfer Tor. Die Rundbauten Sackturm und Biermannsturm besitzen sechseckige Dachhauben, die Türme mit quadratischem Grundriss, Johannis- und Frankenturm, haben ein rechteckiges Dach. Der Chattenturm am Burgfriedhof ist oben offen und bietet einen weiten Ausblick über das Diemeltal in das benachbarte Hessen.

#### Kirchen und Klöster

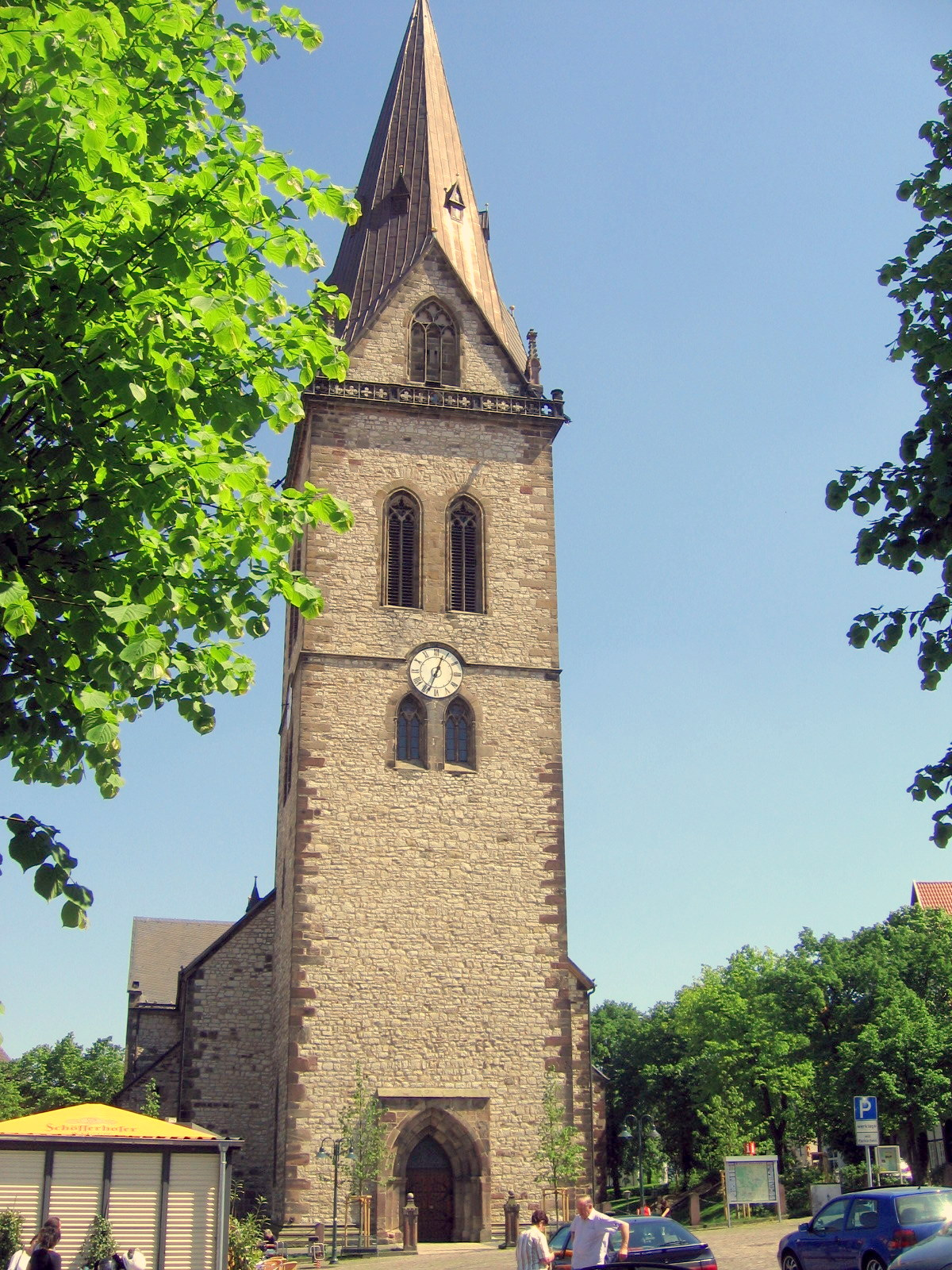
Die katholische Neustadtkirche St. Johannes Baptist

Die frühgotische katholische Neustadtkirche St. Johannes Baptist wurde um 1230 erbaut und 1264 eingeweiht.
Die katholische Altstadtkirche St. Mariä Heimsuchung ist die zweite Altstädter Pfarrkirche. Sie wurde 1288 bis 1297 erbaut und 1299 eingeweiht, nachdem die Dominikaner die Kirche St. Maria in vinea übernommen hatten. Im Inneren der Kirche befinden sich Kunstwerke aus verschiedenen Epochen, wie z. B. ein barocker Kreuzaltar.

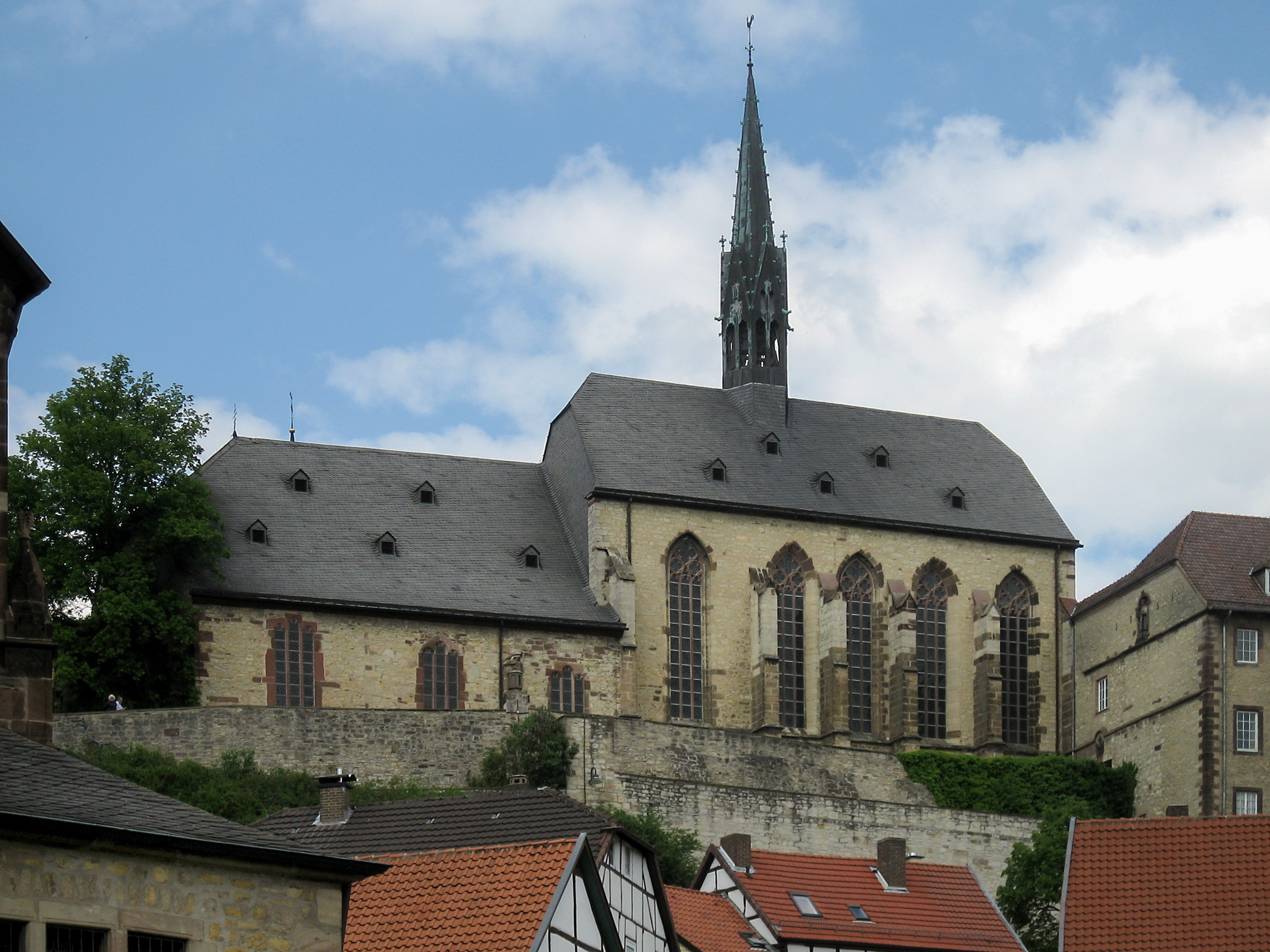
Die evangelische Altstadtkirche St. Maria in vinea

Die frühgotische evangelische Kirche St. Maria in vinea (Maria im Weinberg) war bis 1283 die Pfarrkirche der Warburger Altstadt. Nach einem längeren Streit des Paderborner Bischofs Otto von Rietberg mit den Bürgern der Altstadt übernahmen sie 1286 die in Warburg ansässigen Dominikaner. Sie war bis zur Säkularisation 1803 die Kirche des ersten Dominikanerklosters. Seit 1824 ist sie die Kirche der evangelischen Gemeinde.
Das heutige Gymnasium Marianum befindet sich seit 1628 im früheren ersten Dominikanerkloster. Damals leiteten es die Dominikaner. Nachdem das Kloster durch die preußische Regierung im Jahr 1826 aufgelöst worden war, wurde es preußisches Progymnasium und 1874 als Gymnasium ausgebaut. Es ist mit dem Rathaus und der evangelischen Kirche ein das Stadtbild der Altstadt prägendes Bauwerk. Der gotische Kreuzgang im Marianum ist neben der Altstadtkirche eine der bedeutendsten künstlerischen Hinterlassenschaften der Dominikaner.
Das zweite neugotische Dominikanerkloster St. Maria Himmelfahrt wurde von 1906 bis 1915 erbaut. Es dient nach dem erneuten Weggang der Dominikaner im Jahr 1995 als Kloster der syrisch-orthodoxen Kirche in Deutschland und Sitz eines Erzbischofs.
Die Erasmuskapelle (Burgkapelle genannt) auf dem Gelände der früheren Wartburg auf dem Burgberg, dem heutigen Burgfriedhof, wurde im 11. Jahrhundert erbaut und enthält mit der im Untergeschoss befindlichen romanischen Krypta der früheren St.-Andreas-Kirche das älteste erhaltene Baudenkmal der Stadt. Die Kapelle wurde 1681 als Wallfahrtskirche erneuert.
In Warburg selbst existierte sowohl in der Altstadt als auch in der Neustadt je ein Beginenhaus. Das Haus in der Beginenstraße wurde 1357 erstmals erwähnt und ist vermutlich Ende des 15. Jahrhunderts untergegangen. Im Jahr 1474 wurde das Neustädter Beginenhaus in der Papengasse neben dem Pfarrhaus erstmals erwähnt, das vermutlich Ende des 16. Jahrhunderts unterging.

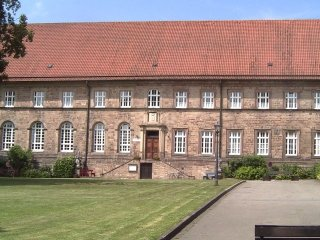
Kloster Hardehausen

Außerhalb des Stadtkerns liegen drei Klöster:
- Das Kloster Hardehausen im Ortsteil Scherfede wurde im 12. Jahrhundert gegründet. Heute dient es der Bildungsarbeit des Erzbistums Paderborn.
- Das Kloster Wormeln in Wormeln wurde im 13. Jahrhundert als Frauenkloster gestiftet.
- Zum Mutterhaus der 1922 gegründeten Schwesterngemeinschaft Serviam in Germete gehört ein Gebäude in Richtung Ossendorf, das als Familienerholungsstätte genutzt wird.

#### Profanbauten

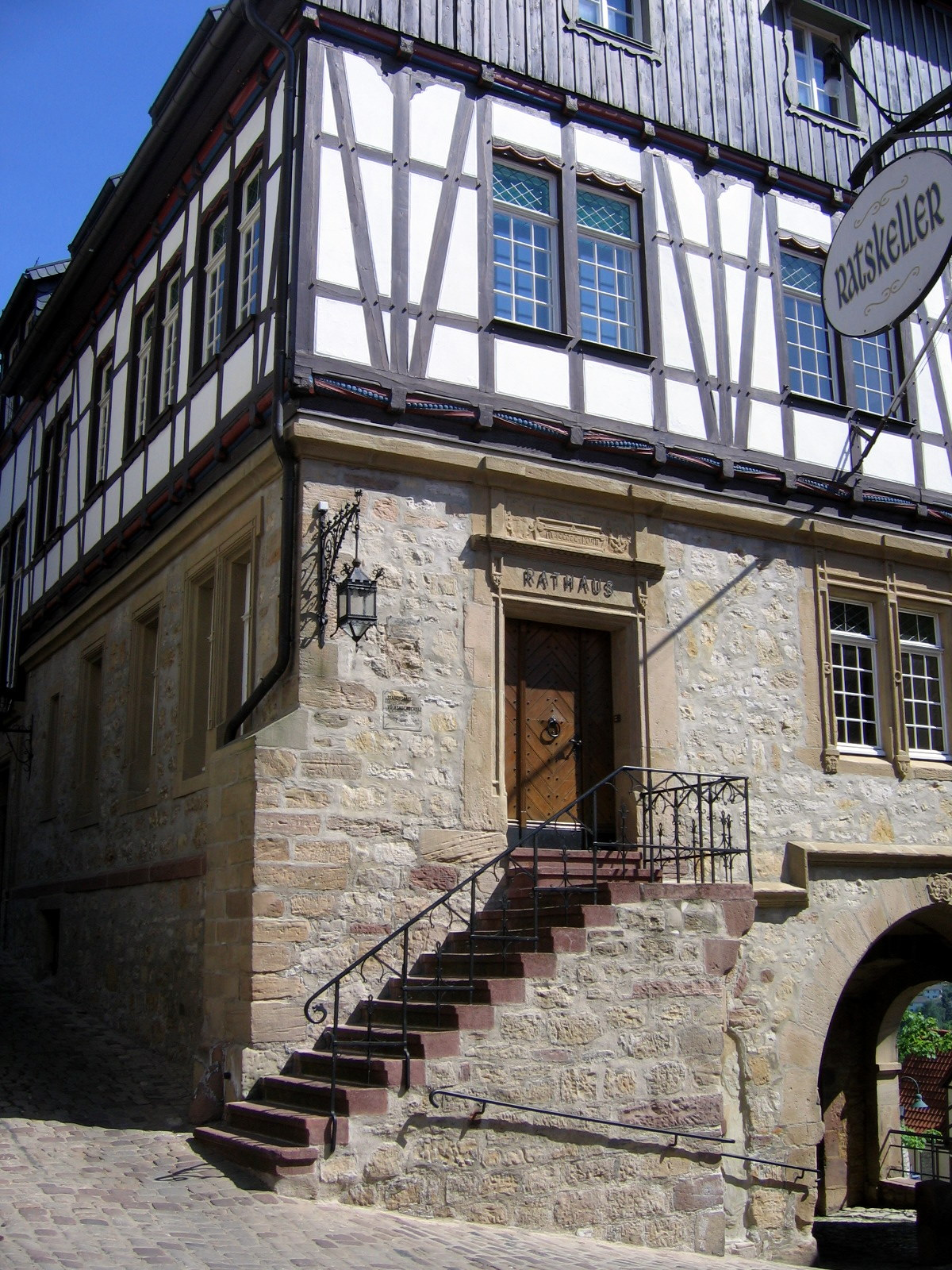
Das Rathaus zwischen den Städten

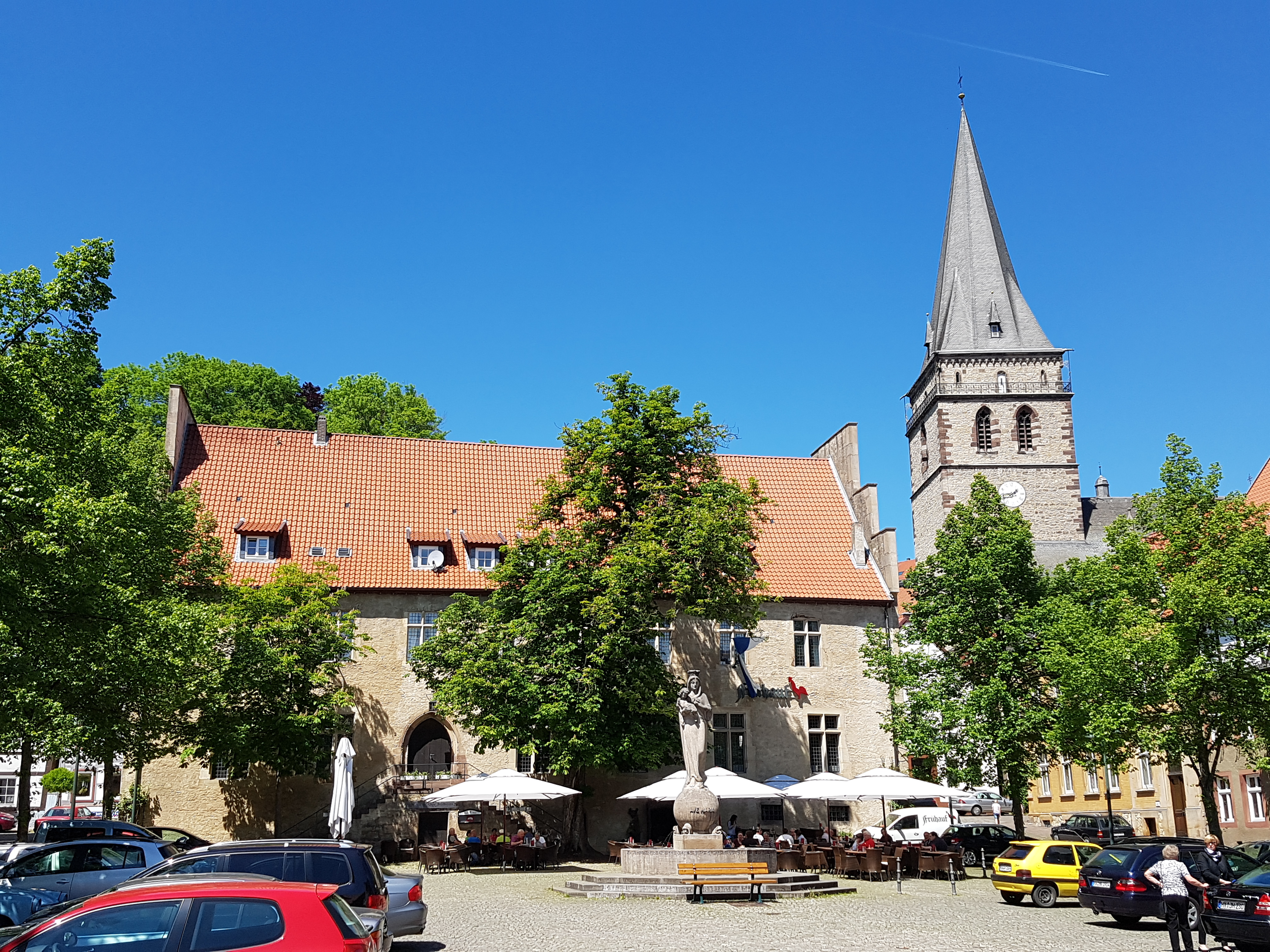
Ehem. Rathaus der Altstadt Warburg

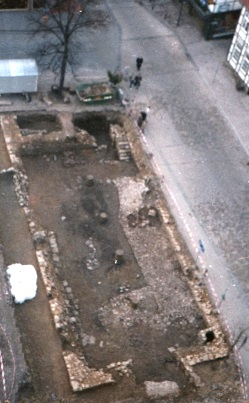
Neustädter Rathaus in Warburg (Ausgrabungen Nov. 1984)

Das Rathaus zwischen den Städten wurde 1568 als gemeinsames Rathaus der vereinigten Alt- und Neustadt mit zwei getrennten Eingängen für Alt- und Neustädter auf der Grenze der beiden Städte gebaut. Der Renaissancebau wurde 1902/03 mit einem Fachwerkgeschoss erweitert. Er steht an der Stelle des früheren Liebfrauentores, der einzigen inneren Verbindung der beiden Städte. Das Rathaus dient als Standesamt und für Feierlichkeiten.
Das ehemalige Altstädter Rathaus ist ein großer Steinbau aus Kalkbruchstein mit dreistufigen Staffelgiebeln aus dem Jahr 1336/37 und steht am Markt der Warburger Altstadt. Heute dient das 1973 renovierte Gebäude Gastronomie- und Wohnzwecken.
Das ehemalige Neustädter Rathaus war, vergleichbar dem der Altstadt, ebenfalls ein großer Steinbau und befand sich auf der nördlichen Seite des Neustädter Marktplatzes. Es wurde 1803 abgebrochen und seine Steine u. a. zur Pflasterung des Marktplatzes und der Straßen der Neustadt genutzt. Während der Stadtsanierung in den Jahren 1983–1986 wurden die Grundmauern kurzzeitig freigelegt. Heute erinnern Bodenmarkierungen im Straßenpflaster sowie ein Gedenkstein an dieses ehem. Rathaus.

#### Bürgerliche Wohnbauten

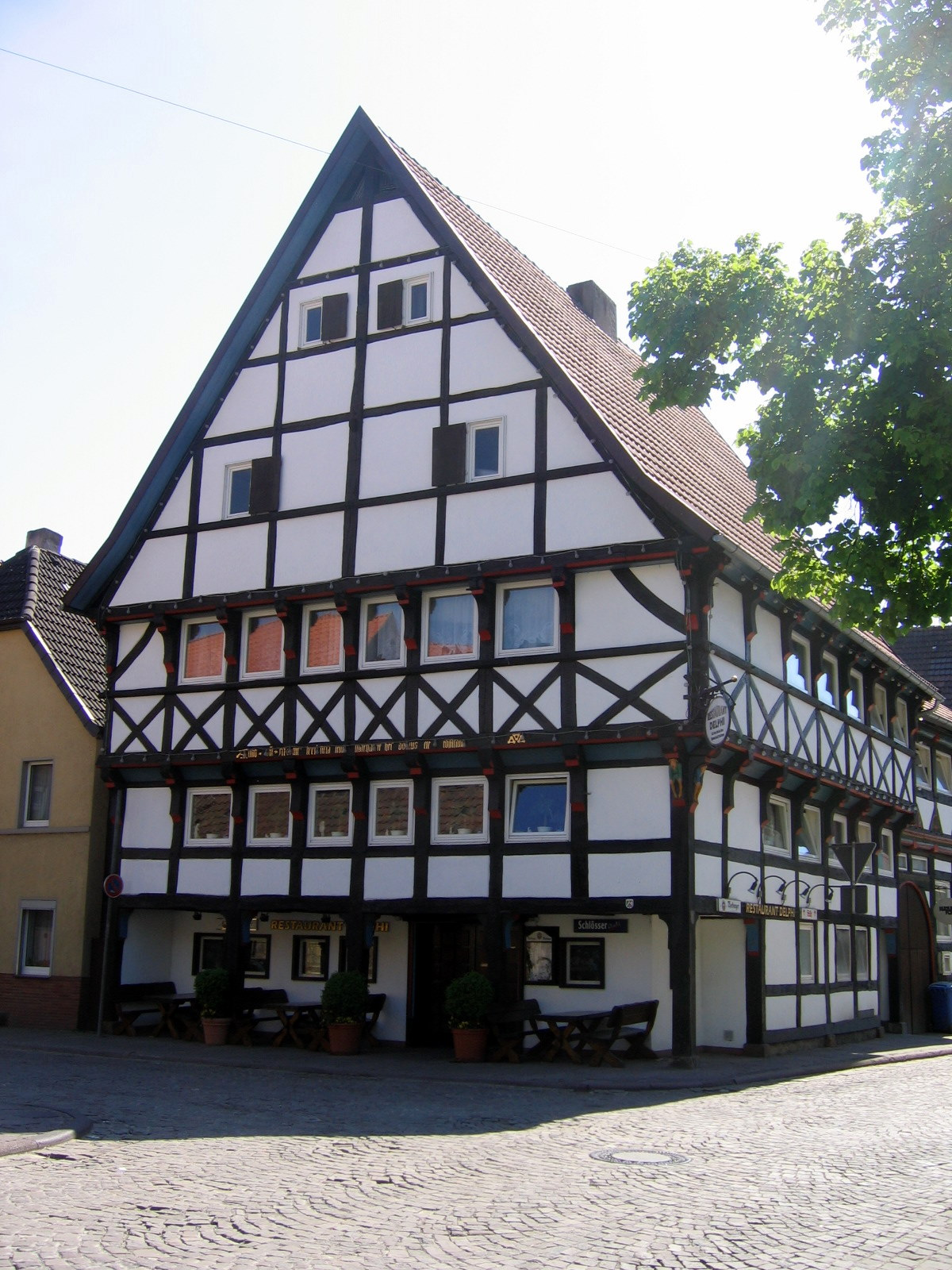
Das Eckmänneken-Haus

In Warburg existieren einige gut erhaltene Fachwerkbauten, die teilweise zu den ältesten in Nordrhein-Westfalen zählen.
Das Eckmänneken in der Altstadt, Lange Straße 2, wurde 1471 erbaut und ist eines der ältesten Fachwerkgebäude Westfalens mit Vierständerbauweise. Seinen Namen trägt das Haus wegen der Figuren an den Eckpfeilern. Das ehemalige Zunfthaus der Bäcker ist heute ein Restaurant.
Im Glockengießerhaus aus dem 16. Jahrhundert (Bernhardistr. 23) wurde 2011 ein jüdisches Ritualbad (Mikwe) von der Besitzerin Wiebke Jassmeier, mit Hilfe des Warburgers Peter Kirschbaum, gefunden. Es kann nach Voranmeldung besichtigt werden.
Das Corvinushaus in der Sternstraße 19 stammt aus dem 15. Jahrhundert. Ursprünglich war es ein niedrigeres Saalhaus aus Stein mit zweistufigen Staffelgiebeln, das in den Jahren 1488/89 mit einem Hinterhaus erweitert und 1490/91 oberhalb der Staffelgiebel mit Fachwerk erhöht wurde.
Die Hirsch-Apotheke befindet sich in einem gotischen Steinbau, dessen ursprüngliche Staffelgiebel durch einen barocken Umbau 1705 verändert wurden.
Das Altstädter Arnoldihaus ist ein spätgotisches Fachwerkhaus, das 1513 erbaut und 1970 erneuert wurde. Es ist benannt nach dem in Warburg geborenen Johannes Arnoldi und gilt als das stattlichste spätgotische Bürgerhaus in Warburg. Heute nutzt es die katholische Gemeinde der Altstadt als Pfarrzentrum.
Das 1538 von dem Fleischer Johannes Assooer errichtete Goldschmidt-Haus in der Joseph-Kohlschein-Straße 28 war ein typisches Handwerkerhaus. 1722 bis 1943 bewohnten es die jüdischen Familien Berg und Goldschmidt.
Das Haus Böttrich in der Sternstraße 13, das heutige Pfarrzentrum der Neustadt, ist ein Fachwerkhaus der Renaissance und wurde von 1558 bis 1560 erbaut. Erneuert wurde es 1980 bis 1982.
Das Haus Marktstraße 13 entstand 1860.

### Parks, Friedhöfe und Natur

#### Parks
Acht Parks in den Ortschaften außerhalb des Stadtkerns bei Klöstern, einem Schloss, Burgen und Guthäusern sind für die Öffentlichkeit nicht zugänglich. Der einzige öffentliche Park befindet sich im Kurort Germete.
Der 2 ha große Kurpark Germete wurde zusammen mit dem Bau des Kur- und Badehauses in den 1970er Jahren im Tal des Kälberbaches angelegt. Der Park liegt in nördlichen Ortsteil und ist mit Stauden und einheimischen Bäumen bepflanzt; es gibt dort ein Wassertretbecken und einen Teich.
Der Gutspark Haus Riepen (Dössel) (1 ha) ist ein historischer Landschaftspark. Er wurde wahrscheinlich am Ende des 19. Jahrhunderts eingerichtet, mit fremdländischem Gehölz bepflanzt und eventuell als Arboretum geplant. Auffällige Solitärbäume sind eine Pyramideneiche, ein Tulpenbaum und eine Platane. Eine Grotte befindet sich unterhalb des Hanges in Richtung Südosten. Es wird vermutet, dass die historische Parkanlage wesentlich größer war.
Der Gutspark Übelngönne (Daseburg) (ursprünglich 18 ha, heute 4 ha) liegt um das Gutshaus auf einer Anhöhe oberhalb eines Teichs. Zur Grünanlage gehörte eine eigene Gutsgärtnerei. Ein Teil der Fläche wurde in Ackerland umgewandelt, eine Kreisstraße zerteilt heute das Gelände. Am Teich steht ein historisches Teehaus. Es existiert noch eine Sandstein-Stützmauer mit einem Eiskeller (Portal und Wappen).

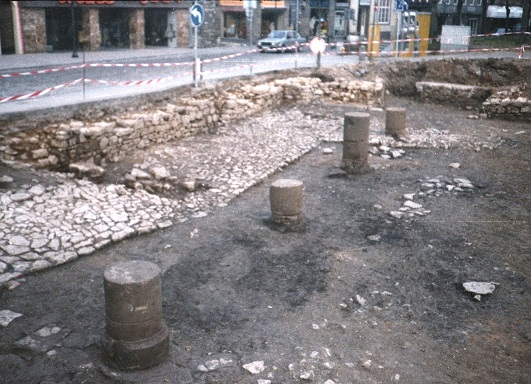
Neustädter Rathaus Warburg – Details der Ausgrabungen 1984

Der Burggarten Calenberg (etwa 1,5 ha), auf einer Bergkuppe gelegen, ist ein historischer Landschaftsgarten, von dem einige Altbaumbestände, ein Wasserbecken, eine Grotte und ein Pavillon erhalten sind. Die aufwendige Gartenanlage aus dem 19. Jahrhundert wurde wesentlich vereinfacht.
Der Park Forsthaus Calenberg (etwa 4 ha) ist ein historischer Landschaftspark, der wahrscheinlich in der zweiten Hälfte des 19. Jahrhunderts entstand und aus Wiesen und vielen alten Solitärbäumen besteht. Ein Forsthaus steht südlich des Parks, der von einem Bach und Zäunen mit einem alten Gartentor begrenzt ist.
Der Schlosspark Welda (ca. 1 ha) ist ein Barock- und Landschaftsgarten, der Garten zwischen 1738 und 1758 von dem Gartenkünstler Carl Hatzel angelegt wurde. Auf dem südlichen Zufahrtsweg zum Schloss befindet sich eine Lindenallee mit einem Rondell vor dem Schlosseingang. Eine barocke Gartenmauer im nördlichen Teil des Gartens ist teilweise eingestürzt.

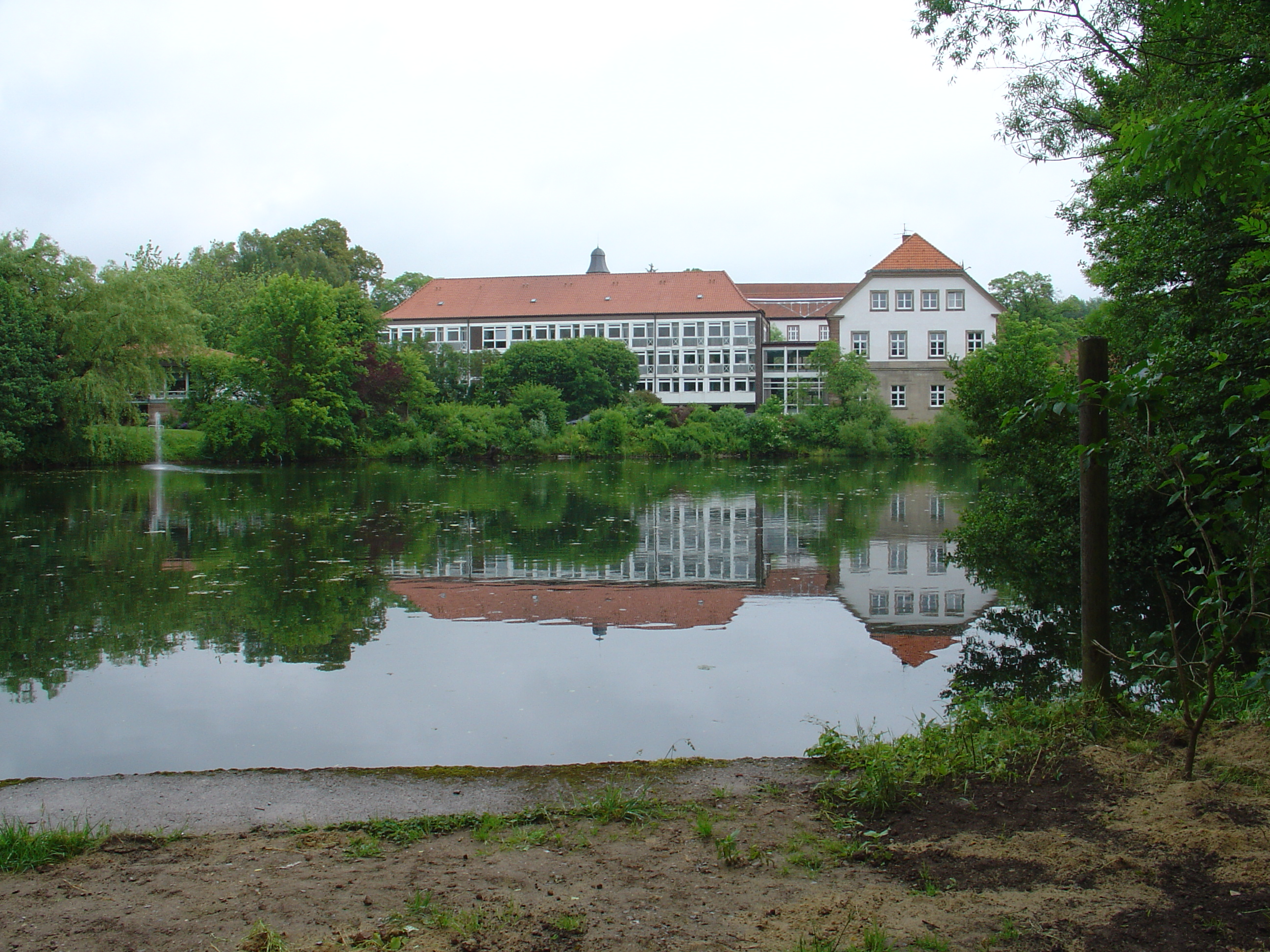
Einer der Teiche im Klostergarten Hardehausen

Zum Kloster Hardehausen gehörte ein historischer Barockgarten, Nutzgarten und Landschaftspark (circa 18 ha). Die Parkanlage ist von einer Gartenmauer umschlossen. Im Hofgarten sind ein Teich (ehemals mit vier Fontänen) und altem Baumbestand erhalten. Der barocke Prälatengarten lässt die gartenkünstlerische Pracht erahnen, wenngleich er nicht mehr in seiner ursprünglichen Form vorhanden ist. 

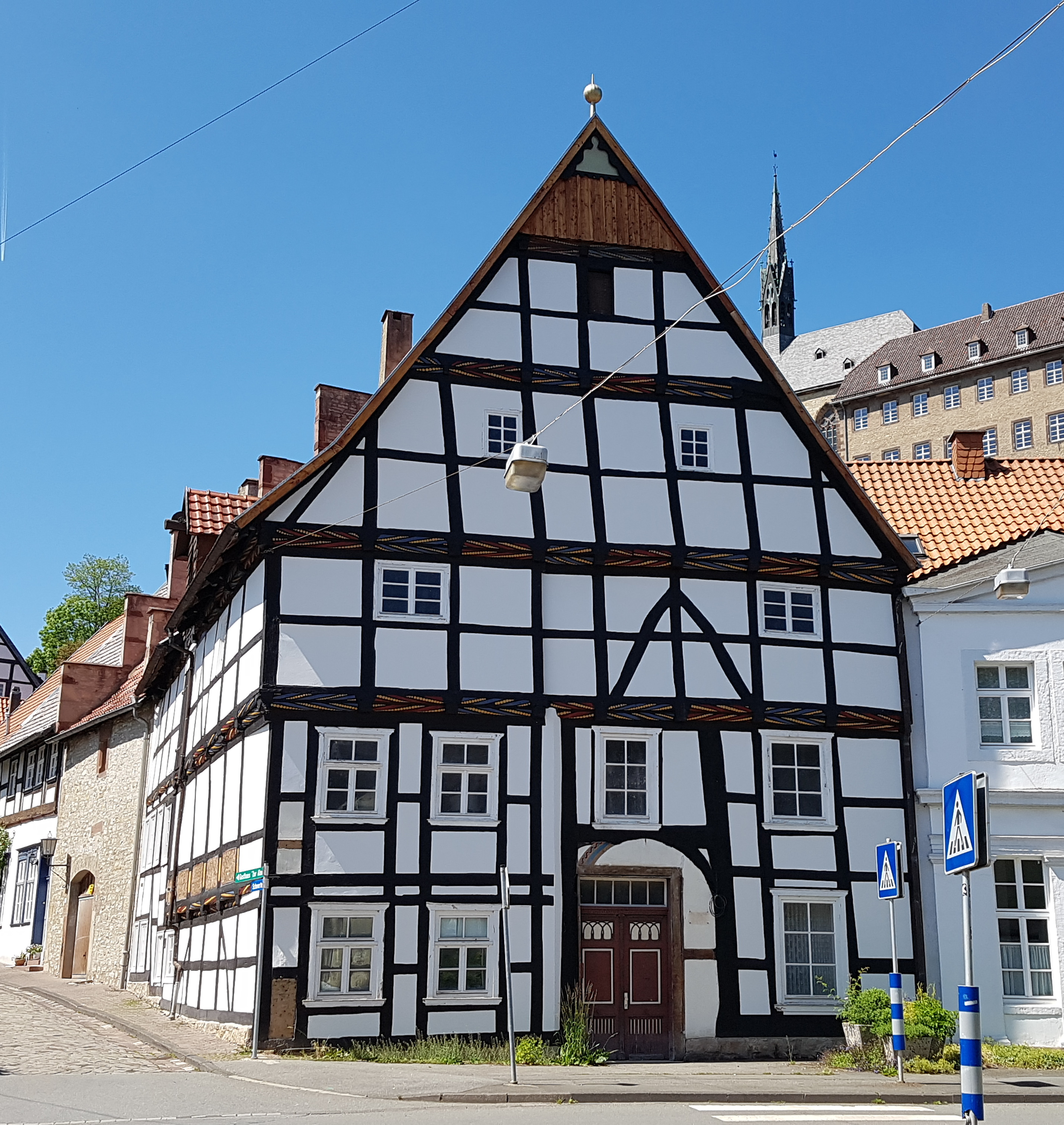
Glockengießerhaus in der Warburger Altstadt mit jüd. Ritualbad ‚Mikwe‘

Der Park Klostergut Wormeln ist ein historischer Landschaftsgarten, der wahrscheinlich um 1887 mit dem Bau der Villa angelegt wurde. Es wird vermutet, dass das Areal vorher Nutzgarten war. Das Äbtissinnenhaus war das Gartenhaus. Der Park ist größtenteils von einer hohen Mauer umgeben.

#### Friedhöfe
Der Burgfriedhof von Warburg ist auf dem Gelände der alten Burganlage zwischen den Städten wie ein Park angelegt. Die Zugänge zum Friedhof sind von der Altstadt (bergaufwärts) sowie von der Neustadt aus zu erreichen. Vom Friedhof kann man auf die südöstlichen Stadtteile und -gebiete bis nach Hessen blicken. In direkter Nachbarschaft liegt außerhalb der ehemaligen Stadtmauer der historische jüdische Friedhof der Kernstadt Warburg. Im Ortsteil Rimbeck gibt es ebenfalls einen jüdischen Friedhof.
Jeder Ortsteil besitzt eigene Friedhöfe. Meist existierten historische Friedhöfe rund um die Ortskirchen, später wurden neue Friedhöfe am Ortsrand erschlossen.

#### Natur

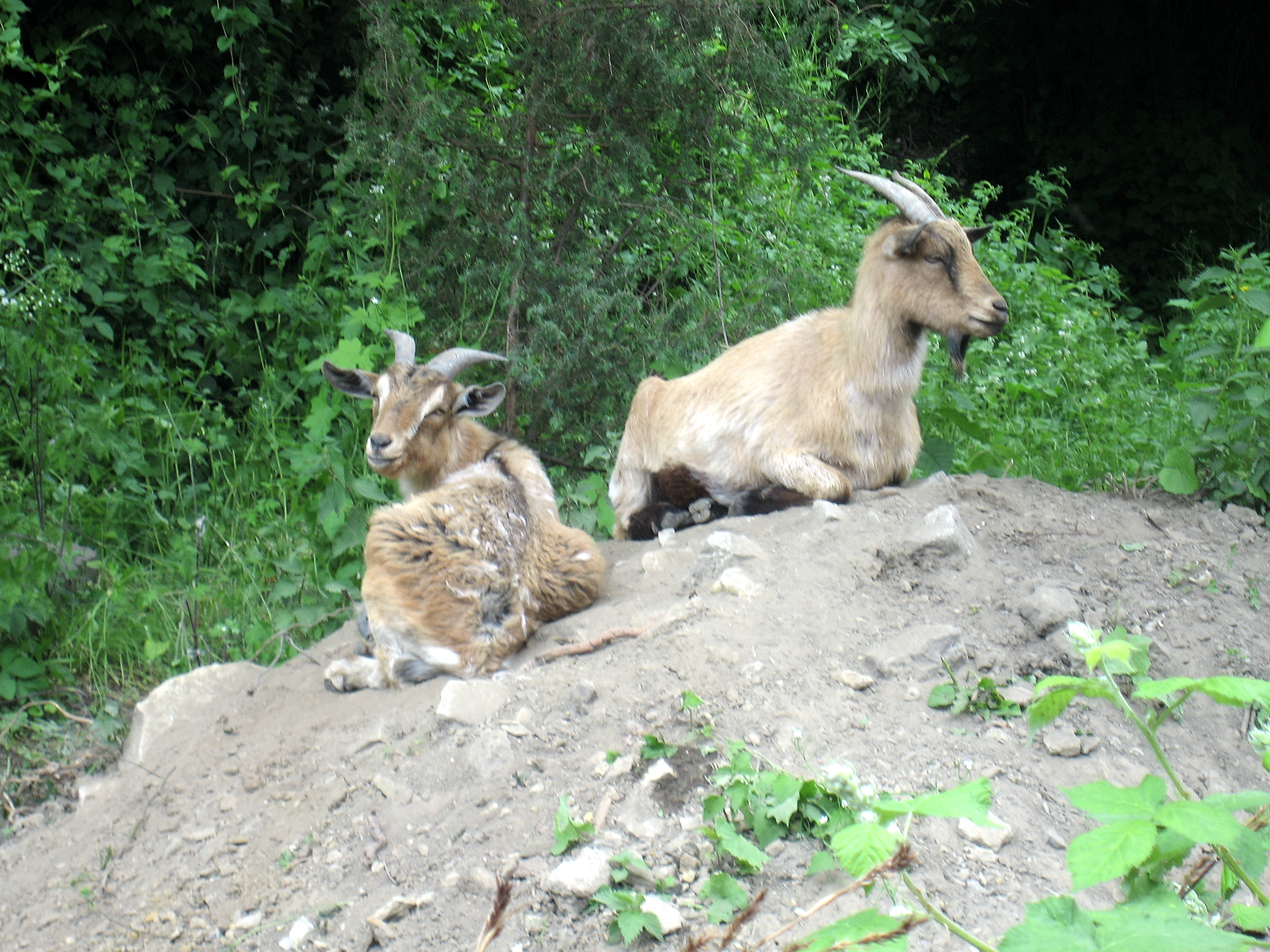
Ziegen im Naturpark bei Warburg

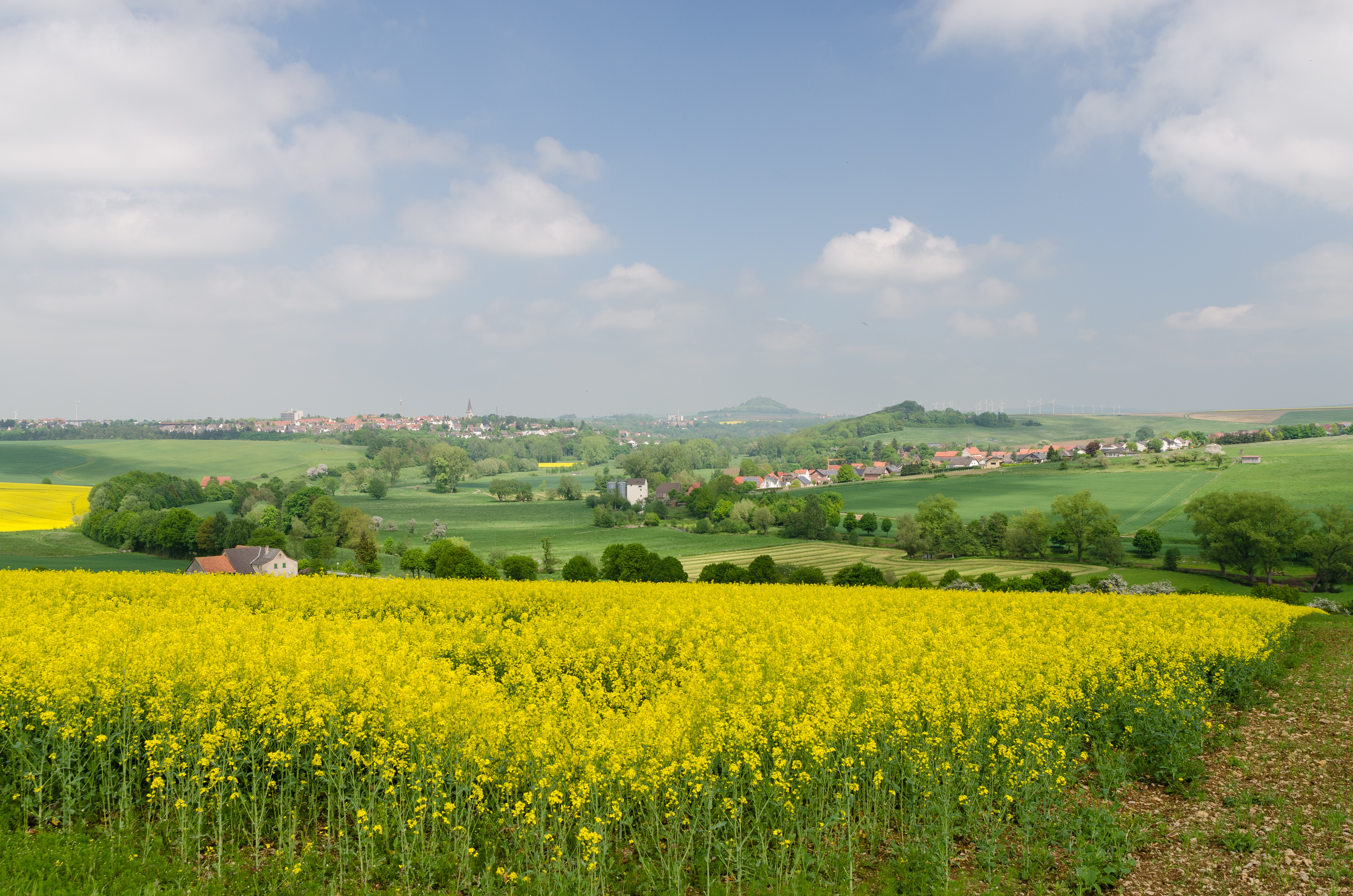
Blick auf Warburg vom Weldaer Berg

Warburg liegt im Naturpark Teutoburger Wald/Eggegebirge. Auf dem Stadtgebiet befinden sich 21 Naturschutzgebiete. Geschützt werden rund 1600 Hektar (grenzüberschreitende Gebiete vollständig mitgezählt), was rund 10 % der Stadtfläche entspricht. Damit liegen rund 25 % der Naturschutzgebiete des Kreises Höxter in der Stadt Warburg. Einige Gebiete, z. B. der Weldaer Berg, wurden schon in den 1950er Jahren unter Naturschutz gestellt. Am 22. September 1983 stellte die Bezirksregierung Detmold den Desenberg erstmals und am 3. Dezember 2003 erneut unter Naturschutz. Es handelt sich um ein Gebiet von 32 Hektar mit Halbtrockenrasen und Ruderalfluren, das verschiedenen geschützten Tierarten als Biotop dient.
Bei Hardehausen richtete die Landesforstverwaltung Nordrhein-Westfalen 1958 ein Wisentgehege als Nachzucht- und Erhaltungsgatter ein. Außerdem wurde ein Wildschweingehege angelegt. 2003 wurde der Park zum Walderlebnisgebiet ausgebaut.
Der Altkreis Warburg erklärte die obere Bergkuppe des Desenbergs im Oktober 1974 zum Naturdenkmal. Weitere Naturdenkmäler befinden sich in den Ortsteilen z. B. zum Gedenken an die Wüstung Altwelda und auf dem Donnersberg in Wormeln zum Gedenken an das ehemalige Femegericht.

### Denkmäler und Geschichtsdenkmale

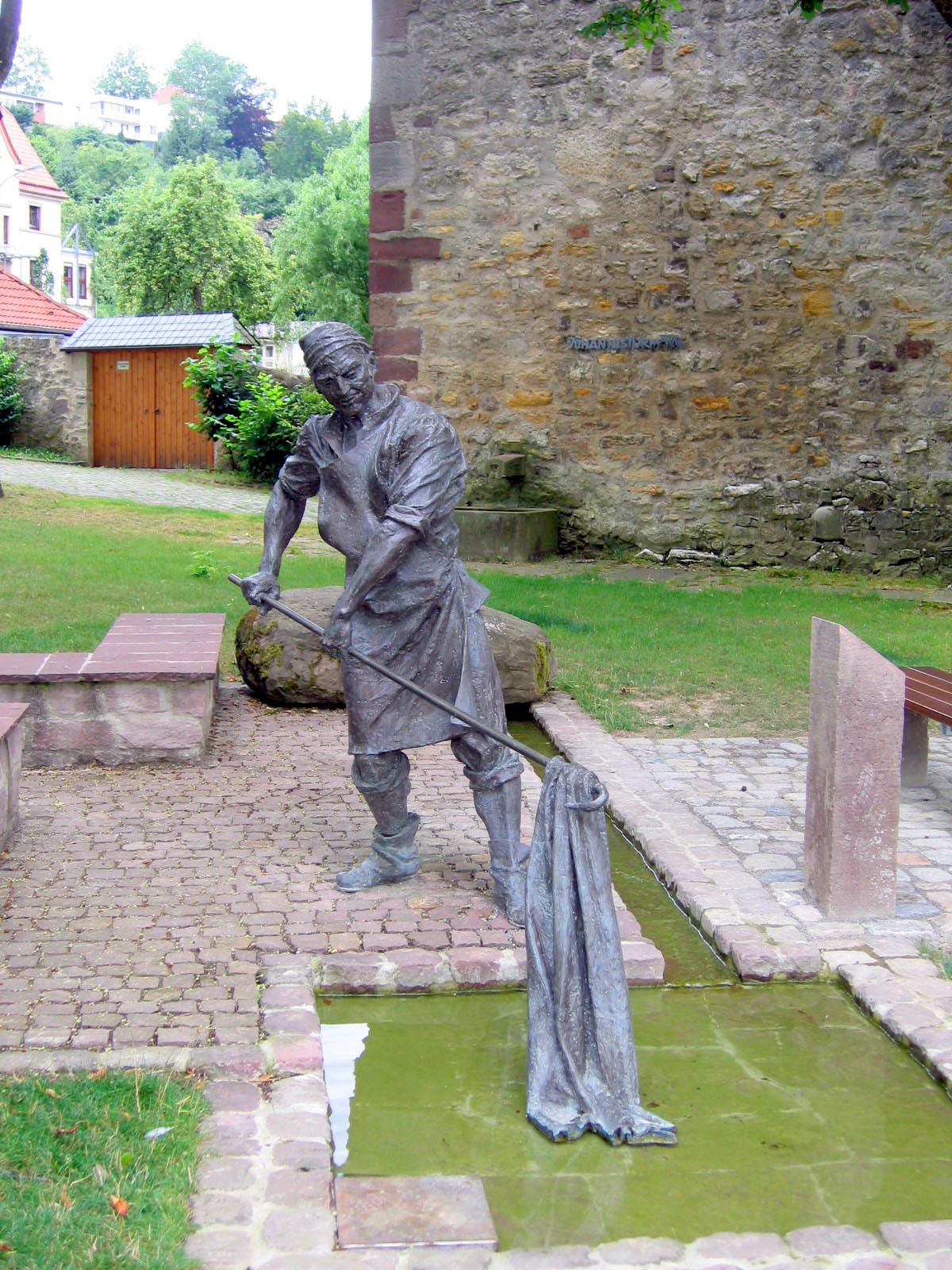
Das Gerberdenkmal (Warburger Gerber) vor dem Johannisturm

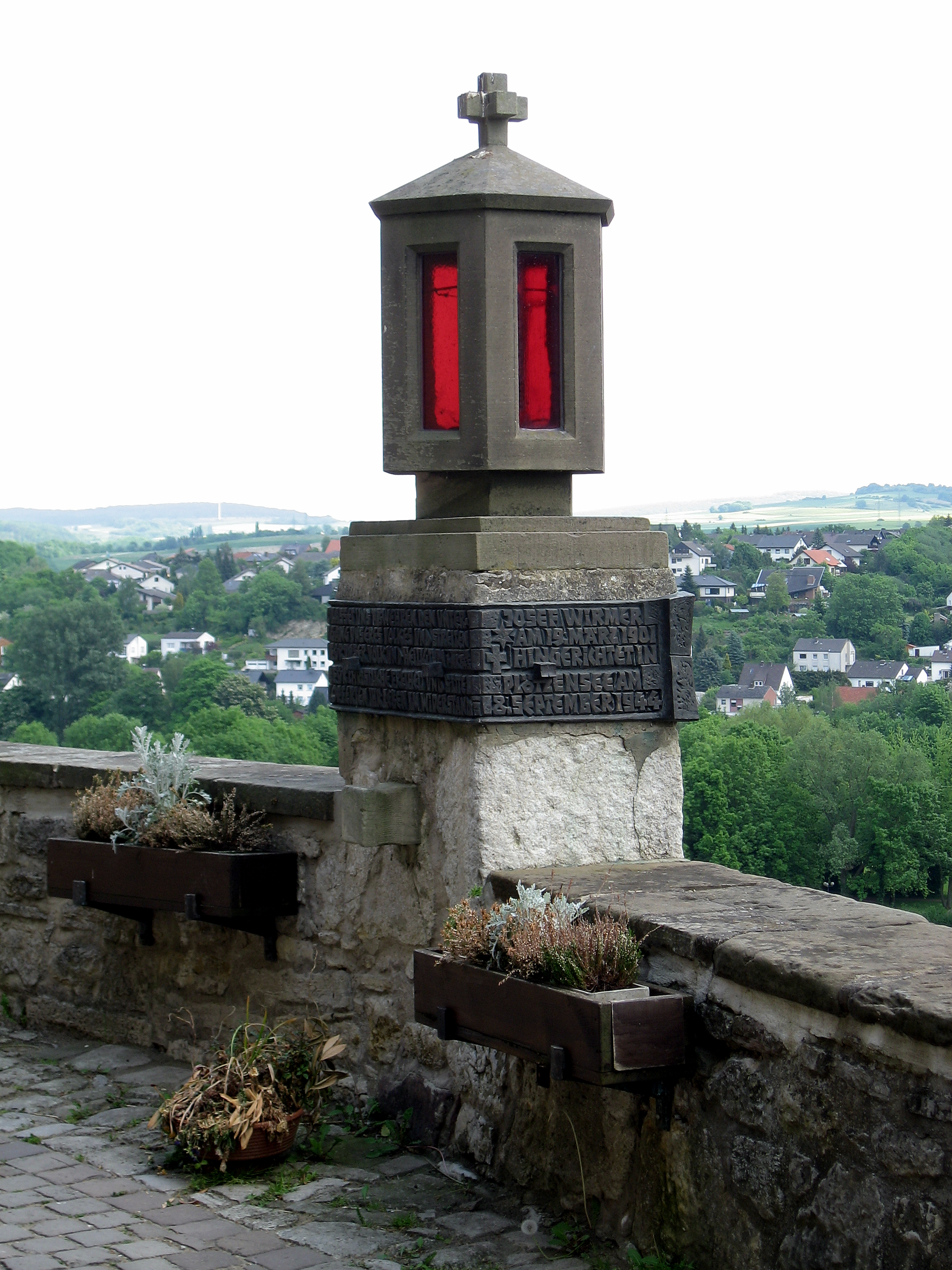
Ehrenmal für Josef Wirmer und Wilhelm Freiherr von Kettler

Das Fachwerkhaus Eckmännecken in der Altstadt ist ein Baudenkmal, das nicht nur eines der ältesten Gebäude dieser Art in Westfalen, sondern bedeutend für die Fachwerkbauentwicklung überhaupt ist. Durch die damals neue Bauweise als Vierständerbau wurde eine höhere Stabilität erreicht, was erstmals den Bau eines Obergeschosses und eines Speichers ermöglichte. Diese Bauweise aus der Warburger Region hat die Fachwerkbauentwicklung Norddeutschlands bis zur Nordseeküste beeinflusst.
In der Warburger Altstadt errichtete der Heimat- und Verkehrsverein Warburg im Jahr 2005 vor dem Johannisturm das Gerberdenkmal. Es zeigt einen Warburger Gerber bei der Arbeit und erinnert an den früher in der Altstadt verbreiteten Handwerksberuf.
Ein Mahnmal für die gefallenen Schüler des Gymnasiums Marianum (als Marianer bezeichnet) und Opfer des Nationalsozialismus, entworfen und ausgeführt von Kurt Lehmann, ist an der Außenwand des Marianums angebracht.
Auf dem Brüderkirchhof (Schulgelände des Gymnasiums Marianum) steht an der Mauer zur Altstadt hin ein Ehrenmal zur Erinnerung an die beiden ehemaligen Marianer und Opfer des Nationalsozialismus Josef Wirmer und Wilhelm Freiherr von Ketteler.
Der historische jüdische Friedhof liegt an der äußeren alten Stadtmauer neben dem Sackturm.
Im Mai 2016 wurde der verschollen geglaubte Gedenkstein zur Warburger Wasserkunst vom Heimat- und Verkehrsverein Warburg nach monatelanger Arbeit wieder der Öffentlichkeit zugänglich gemacht. Der Gedenkstein enthält eine Inschrift und Darstellung zum früheren Wasserhebewerk, welches zur Versorgung der Neustadt 1463 erstmals urkundlich erwähnt wurde. In der Urkunde heißt es: „Der Rat kauft von dem Wollenamt für jährlich sieben Taler das Recht einer Wasserkunst.“ Mehr als 50 Höhenmeter waren zu überwinden, auf dem Puhlplatz stand ein Wasserturm, von dem aus die Brunnen in der Neustadt versorgt wurden.

### Brunnen

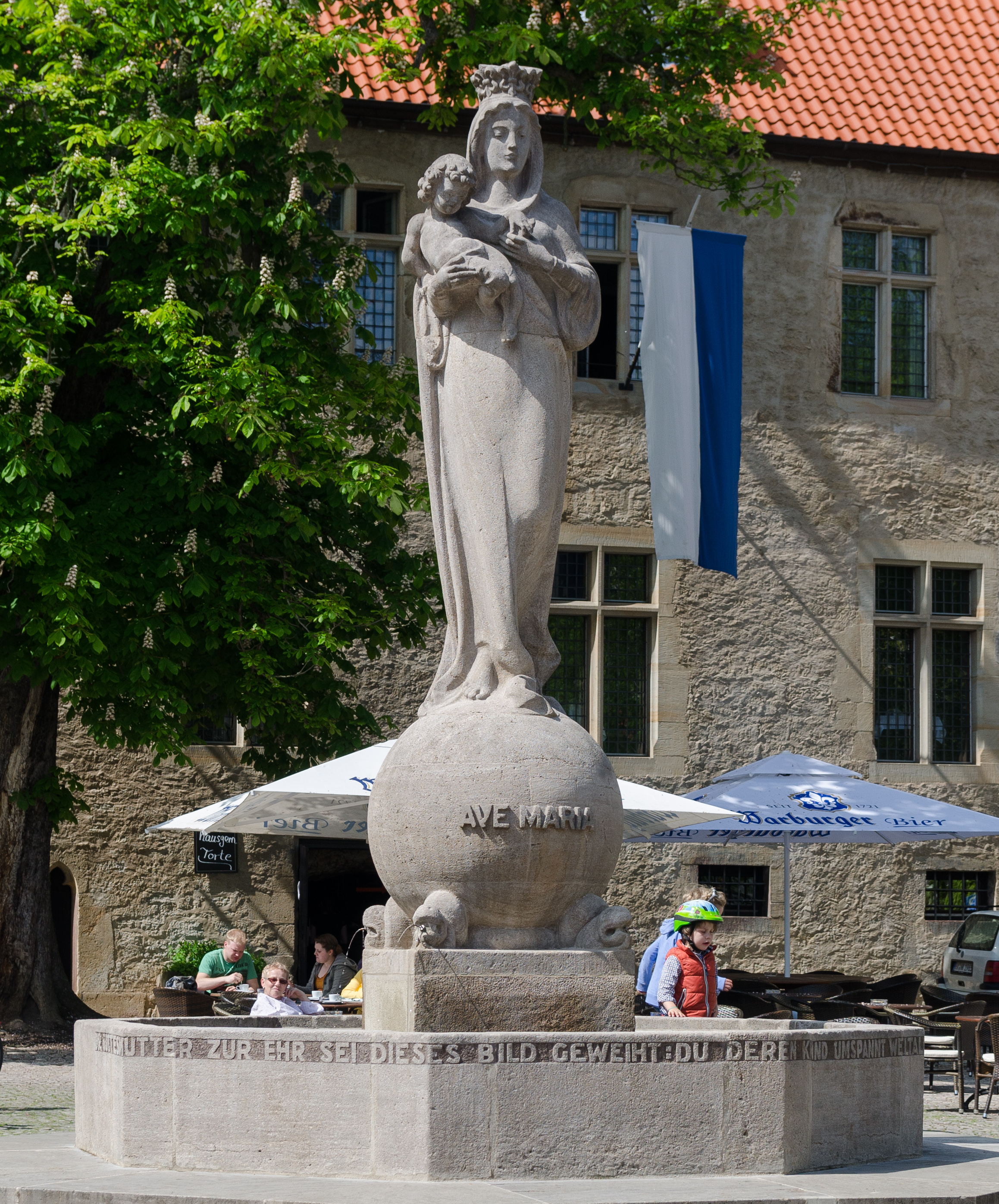
Der Marienbrunnen auf dem Altstädter Marktplatz

Auf dem Marktplatz in der Neustadt wurde der Eisenhoit-Brunnen 1912/13 als Künstlerdenkmal errichtet. Dieses Monument ist in seiner Ausgestaltung, der plastischen Darstellung einer Künstlerpersönlichkeit als Sockeldenkmal und Motivwahl, in Westfalen einzigartig. Es stellt den Sohn der Stadt während der Arbeitspause dar.
Auf dem Altstädter Marktplatz befindet sich ein Marien-Brunnen. Das Brunnenbecken ist vieleckig, in der Mitte steht eine große Marienfigur, deren Krone aus den Lilien des Warburger Stadtwappens gebildet ist, mit dem Jesuskind auf einem Quadersockel und einer Kugel. Aus den Stützen der Kugel ergießt sich das Wasser in den Brunnen.

### Sport
Warburg ist ein Kreisverband (K33) im Fußball- und Leichtathletik-Verband Westfalen.
Der älteste Verein der Stadt ist der Warburger Sportverein 1884 e. V. mit seinen Sportarten Fußball, Leichtathletik, Volleyball, Basketball, Jazzdance und Breitensport. Hervorgegangen ist der Warburger SV zum Jahresbeginn 2018 durch die Fusion der beiden Vereine Warburger TV 1884 e. V. und den Sportfreunden Warburg 08 e. V. Im Jahre 2008/2009 spielte die Amateurmannschaft des Vereins in der Landesliga Staffel 1 (Ostwestfalen) und 2009/2010 in der Bezirksliga. Der Verein richtet seit 1976 den internationalen Oktoberwochenvolkslauf, seit 1986 (dem Jahr der 950-Jahr-Feier der Stadt) den Abendstadtlauf und weitere div. Volks- und Breitensportveranstaltungen aus.
Außerdem werden die Sportarten Kanuwandern auf der Diemel, Tennis (der TC Desenberg 04 e. V., Mitglied des Westfälischen Tennis-Verbandes e. V., spielt in der Kreisliga, der TC 80 Warburg e. V. hat mehrere Herrenmannschaften, die in der Verbands- und der Bezirksliga spielen), Modellfliegen, Segelfliegen, Radfahren auf der alten Bahntrasse nach Volkmarsen und Reitsport (St. Georg, Diemeltal) in Germete (Dressur- und Springreiten, Voltigieren) ausgeübt. Der TFC Welda (OT Warburg) spielt 2010 in der Landesliga Nord des hessischen Tischfußballverbandes.
Die einzelnen Ortsteile besitzen eigene Sportvereine wie beispielsweise SV Teutonia Ossendorf 1921 e. V., SSV Welda 1919 e. V., SV Wormelia Wormeln e. V., TC 85 Dössel e. V., TC Nörde e. V.; TC Scherfede e. V., TC Menne e. V., TC Blau-Weiß Daseburg e. V. und TC Rimbeck e. V.
Für den Schulsport sowie für Sportveranstaltungen wird das Hüffertstadion mit Kunstrasenplatz sowie die Sportanlage Diemelaue mit Naturrasenplatz und 400-m-Laufbahn genutzt. In Warburg existiert ein Nordic-Walking-Park mit verschiedenen Schwierigkeitsgraden. Für den Schwimmsport gibt es das Warburger Hallenbad und das Waldbad, ein Freibad.

### Regelmäßige Veranstaltungen und Brauchtum
Das Maifest wird jedes Jahr Anfang Mai rund um den Marktplatz der Warburger Neustadt veranstaltet.

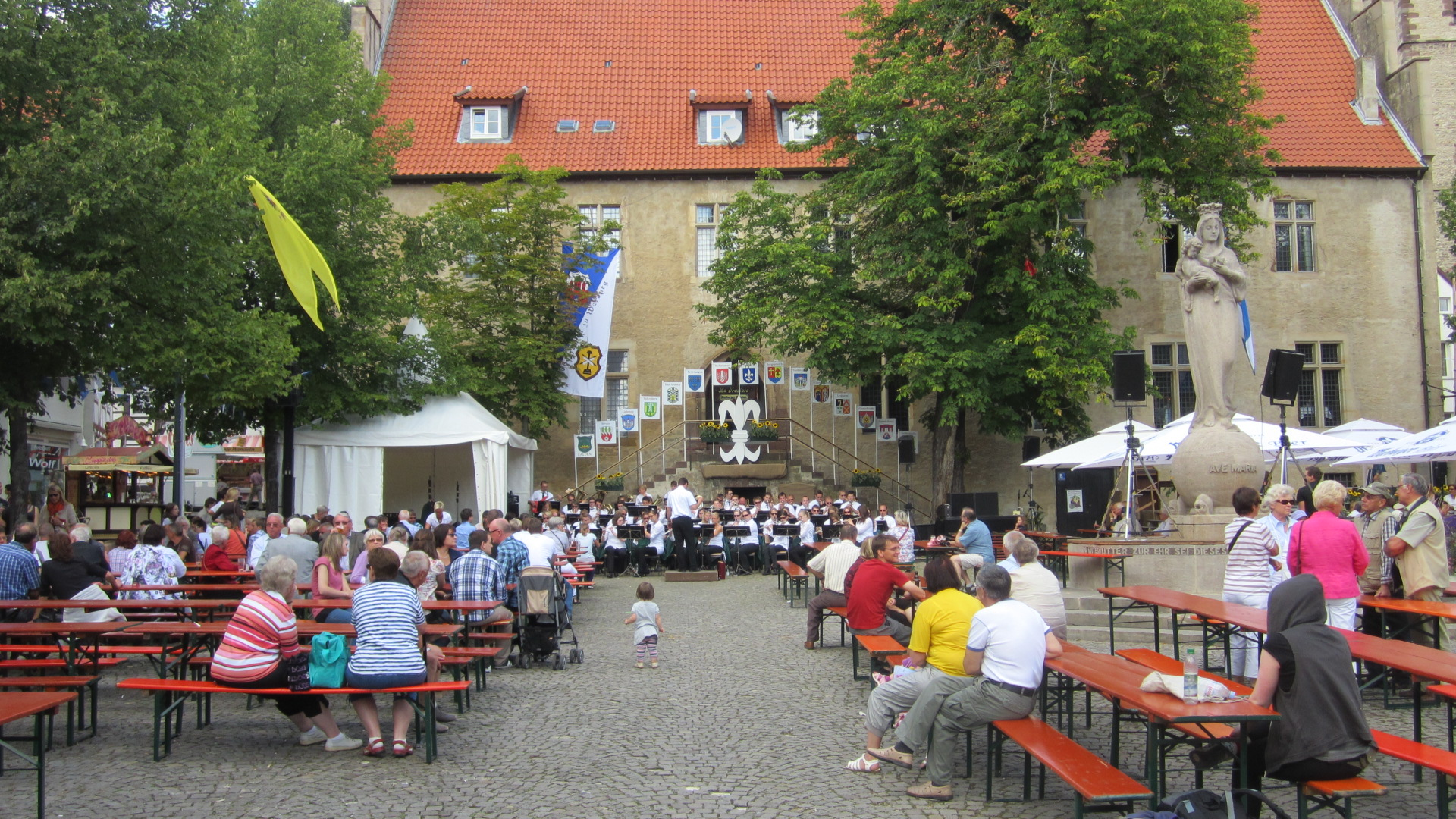
Das Kälkenfest auf dem Warburger Altstadtmarktplatz

Das traditionelle Kälkenfest (Kalkfest oder Tünchfest) findet jährlich im August in der Warburger Altstadt statt. Seinen Namen hat es von den früheren Gerbern der Altstadt, welche die Tierhäute vor dem Gerben mit Kalk vorbereiteten. Dieser Prozess wurde als „kälken“, also „mit Kalk behandeln“, bezeichnet. Der Kalk wurde in Kalksteingruben nahe der Stadt gewonnen. Während des Festes werden von Bürgern Theaterstücke mit Bezug auf die Geschichte der Stadt Warburg aufgeführt. Ein Höhepunkt dieser Spiele ist die Bestrafung eines Diebes durch Absenken in einen Wasserbehälter über eine Wasserwippe (Warburger Wasserwippe). Dieses Stück spielt auf das historische Gerichtssystem der Stadt an.
Die Warburger Oktoberwoche, die jährlich Ende September/Anfang Oktober veranstaltet wird, ist ein traditionelles Volksfest und das größte seiner Art in der Region. Die Oktoberwoche wird seit 1948 von der Stadt Warburg veranstaltet und hatte im Jahr 2008 ihr 60-jähriges Jubiläum.
Seit 1999 existiert das Warburger Mittelalter-Spektakel, das seitdem jährlich an einem Wochenende Anfang April von der Werbegemeinschaft Warburg e. V. in Zusammenarbeit mit dem Magazin Wildwechsel veranstaltet wird.

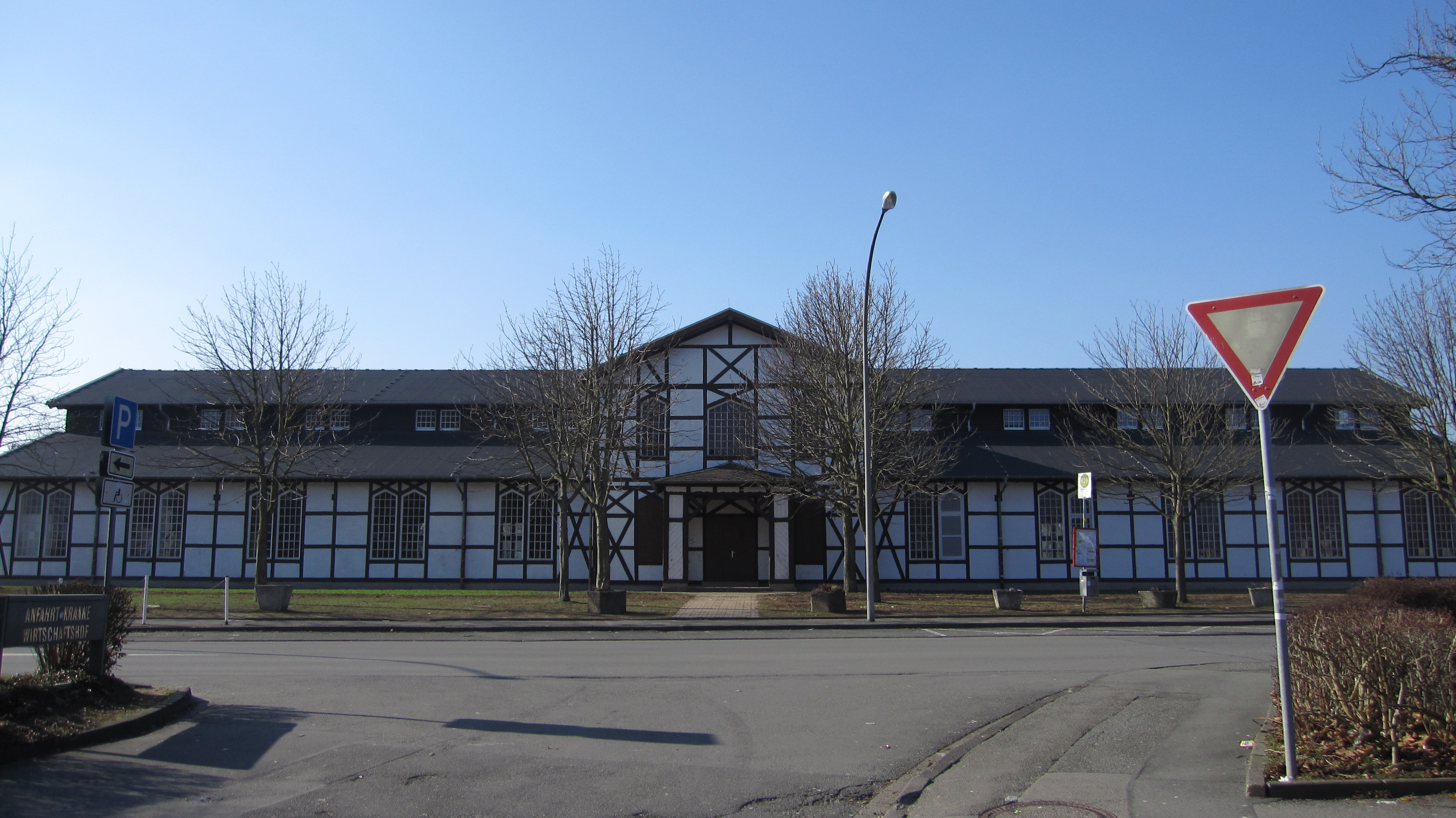
Die Warburger Stadthalle am Schützenplatz

Das Schützenfest findet alle zwei Jahre in der Warburger Schützenhalle und auf dem Schützenplatz statt. Es erinnert an die Tradition der Bürgerwehr in der Ortsgeschichte. Auch in den Stadtteilen finden regelmäßig Schützenfeste statt. Sie stellen neben den anderen Festen einen Höhepunkt des gesellschaftlichen Lebens dar.
Zudem gibt es jedes Jahr in der Adventszeit zwei Weihnachtsmärkte auf beiden Warburger Marktplätzen.
In einigen Ortsteilen gibt es den traditionellen Schnadgang, bei dem die Ortsgrenzen jährlich abgewandert werden. In den Ortsteilen gibt es teilweise noch besondere, kirchliche Prozessionen, die meist aus der Zeit stammen, als Dorfbrände und die Pest die Bevölkerung bedrohten, so gibt es beispielsweise eine Agatha-Prozession.

### Kulinarische Spezialitäten

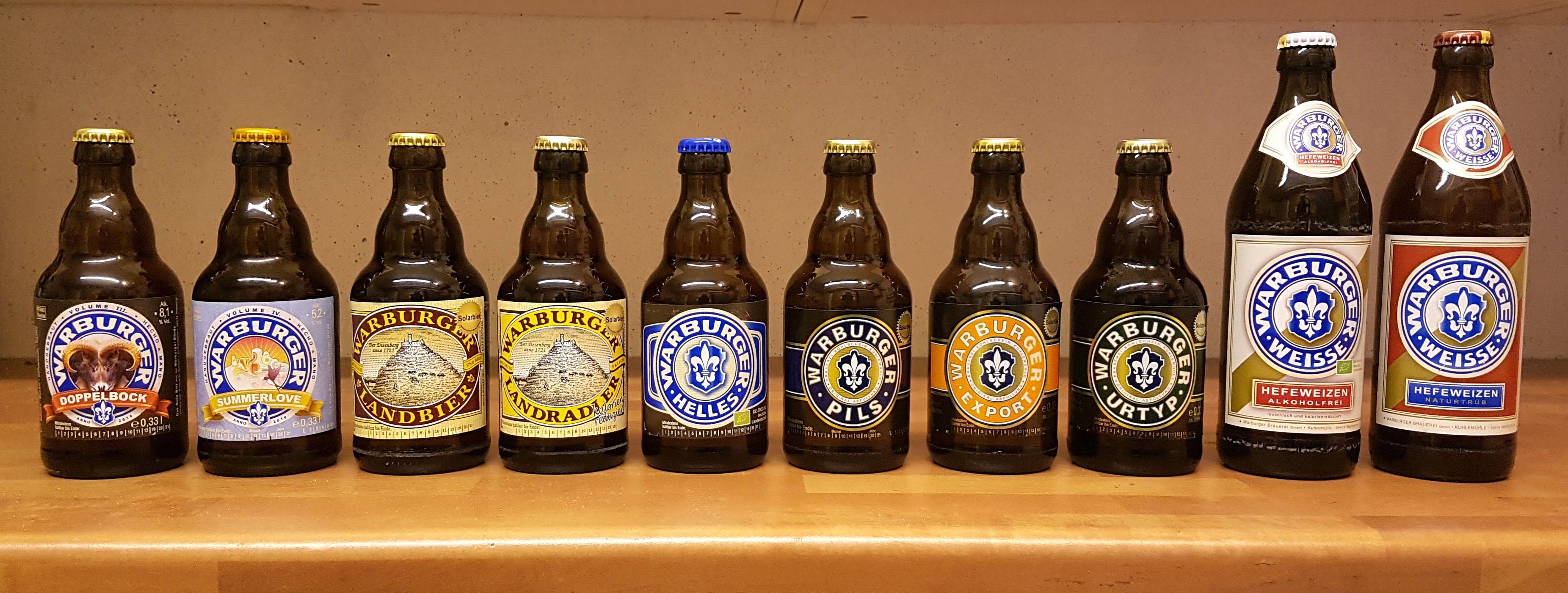
Warburger Bierspezialitäten

Regional bekannt ist das Warburger Bier, das seit dem Mittelalter gebraut wird. Die einzige verbliebene Brauerei besitzt seit 1721 Brauereirechte. Sorten sind das Warburger Pils, dunkles untergäriges Urtyp, bernsteinfarbenes mild gehopftes Landbier, Exportbier, Bio-Helles sowie weitere Spezialitäten.
Das Warburger Brot, ein dunkles Kantenbrot, ist über Warburg hinaus ein Begriff.

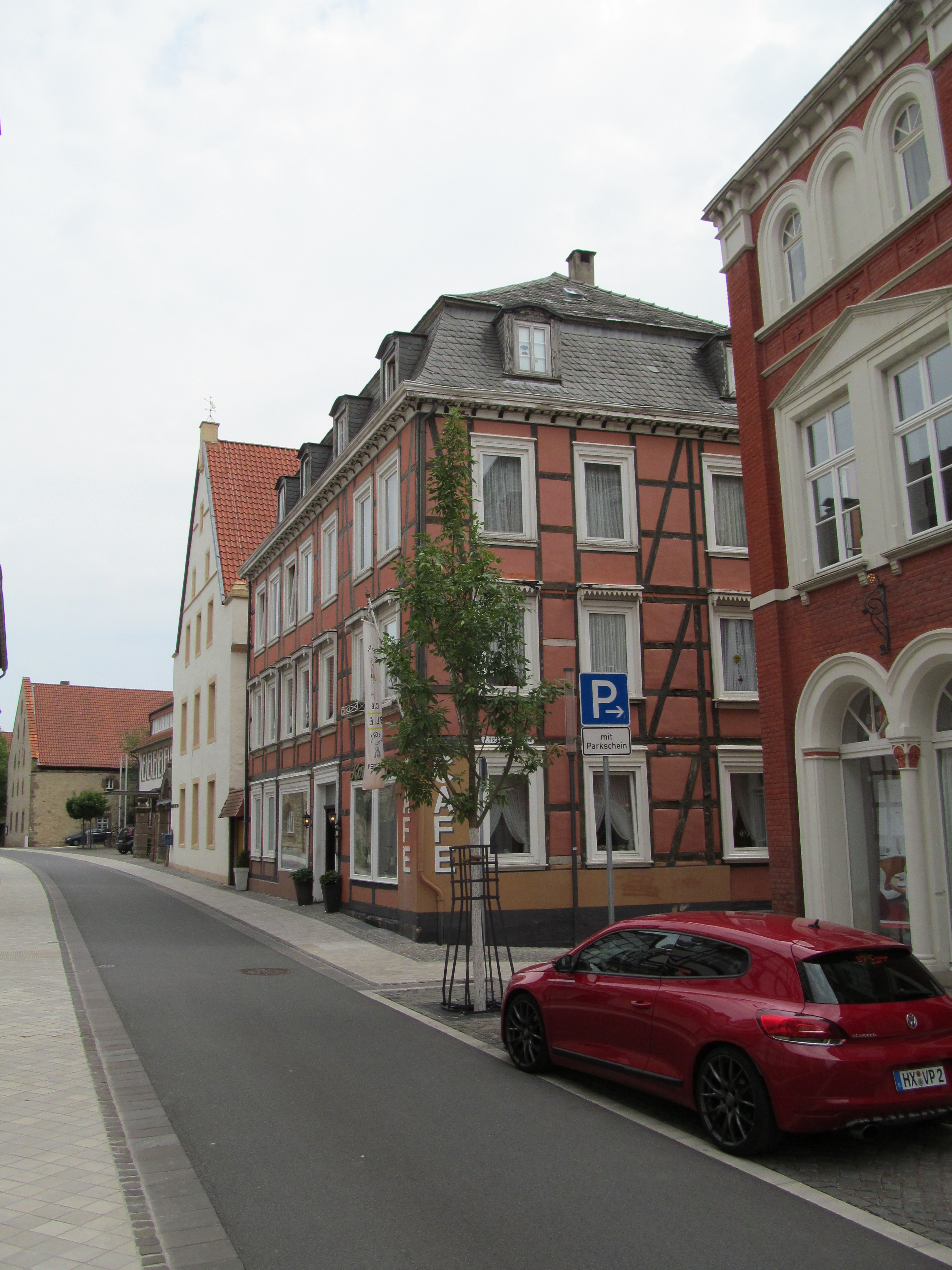
Café Blome in der Sternstraße, Ecke Zwischen-den-Städten

Die westfälische Küche ist in Warburg traditionell verbreitet, typische Warburger Gerichte sind gefüllte (Schweine-)Rippchen mit trockenen Zwetschgen, Äpfeln und Blindes Huhn (weiße Bohnen mit Möhren und Kartoffeln) sowie nach der Jagdsaison Wildspezialitäten. Eine weitere Fleischspezialität ist das Wittmet, das nach dem Schlachten aus vielen verschiedenen Wurstsorten gekocht wird.
Zum Frühstück wurde in einigen Dörfern rund um Warburg zusätzlich Kuchen gegessen. Zum Nachmittagskaffee sind Butter- und Streuselkuchen sehr beliebt.
Bekannt durch die traditionellen Cafés Eulenspiegel (seit Anfang 2017 geschlossen) und Blome ist die Warburger Kaffeehauskultur. Beide liegen in unmittelbarer Nachbarschaft, unweit des Neustädter Marktplatzes. Deren hauseigenen Konditoreien produzieren neben Torten, Feinmehlspeisen auch Pralinen und andere Spezialitäten.

## Wirtschaft und Infrastruktur
Die Warburger Neustadt ist das Einkaufs, Bildungs- und Verwaltungszentrum mit Einkaufsstraßen, dem Marktplatz, dem Finanzamt, dem Amtsgericht, der Stadtverwaltung und dem Gymnasium Marianum. Die Altstadt ist kulturell geprägt mit Werkstätten von Künstlern und Handwerkern, dem Kulturforum und dem Austragungsort des Kälkenfests. Die Hüffert ist eine Schulstadt mit dem Hüffertgymnasium, der Real- und der Hauptschule, der Berufsschule, der Sozialpädagogischen Schule und dem Heilpädagogischen Zentrum. Daneben ist es ein Wohnbezirk, der in der zweiten Hälfte des 20. Jahrhunderts bebaut wurde. In den Nord- und Westrandlagen haben sich Gewerbebetriebe und große Einzelhandelsmärkte niedergelassen. Der Ortsteil Germete ist als Luftkurort anerkannt und verfügt über einige Heil- und Erholungseinrichtungen, wie Kurmittelhaus, Kurpark und Bewegungsbäder.

### Wirtschaftliche Eckdaten
Im Stadtgebiet gibt es 7903 sozialversicherte Beschäftigte, die Arbeitslosigkeit im Warburger Geschäftsstellenbezirk der Agentur für Arbeit beträgt 4,9 %. Es gibt mehr Einpendler (3641) als Auspendler (2992). Die anderen Zahlen wurden am Stichtag 30. September 2006 erhoben.

### Handel
Warburg ist als Mittelzentrum zwischen den Oberzentren Paderborn und Kassel eine Einkaufsstadt, mit einem teilweise spezialisierten Einzelhandel. Die meisten Einzelhandelsgeschäfte befinden sich in der Warburger Neustadt.

### Ansässige Unternehmen
Warburg liegt als wirtschaftliches Mittelzentrum in einem von der Landwirtschaft geprägten Raum. Die Böden der Warburger Börde sind sehr fruchtbar und haben mit die höchsten Bodenwertzahlen in den westlichen Bundesländern, was dem landwirtschaftlichen Anbau hier zugutekommt.
Das produzierende Gewerbe in Warburg zeichnet sich durch eine mannigfaltige mittelständische Wirtschaftsstruktur aus. Einen Schwerpunkt bilden die Gewerbegebiete Warburg-Nord (Oberer Hilgenstock), Warburg-West (Lüktefeld) und Industriestraße/Heitweg sowie im Ortsteil Scherfede Werkstraße/Am Hellbecke.
Der älteste Betrieb ist die Warburger Brauerei, die seit 1721 das Braurecht besitzt und der Warburger Familie Kohlschein gehört. Daneben gibt es als weiterer Getränkehersteller die Heil- und Mineralquellen Germete in Germete, die seit 2022 zur Unternehmensgruppe der Krombacher Brauerei gehört.

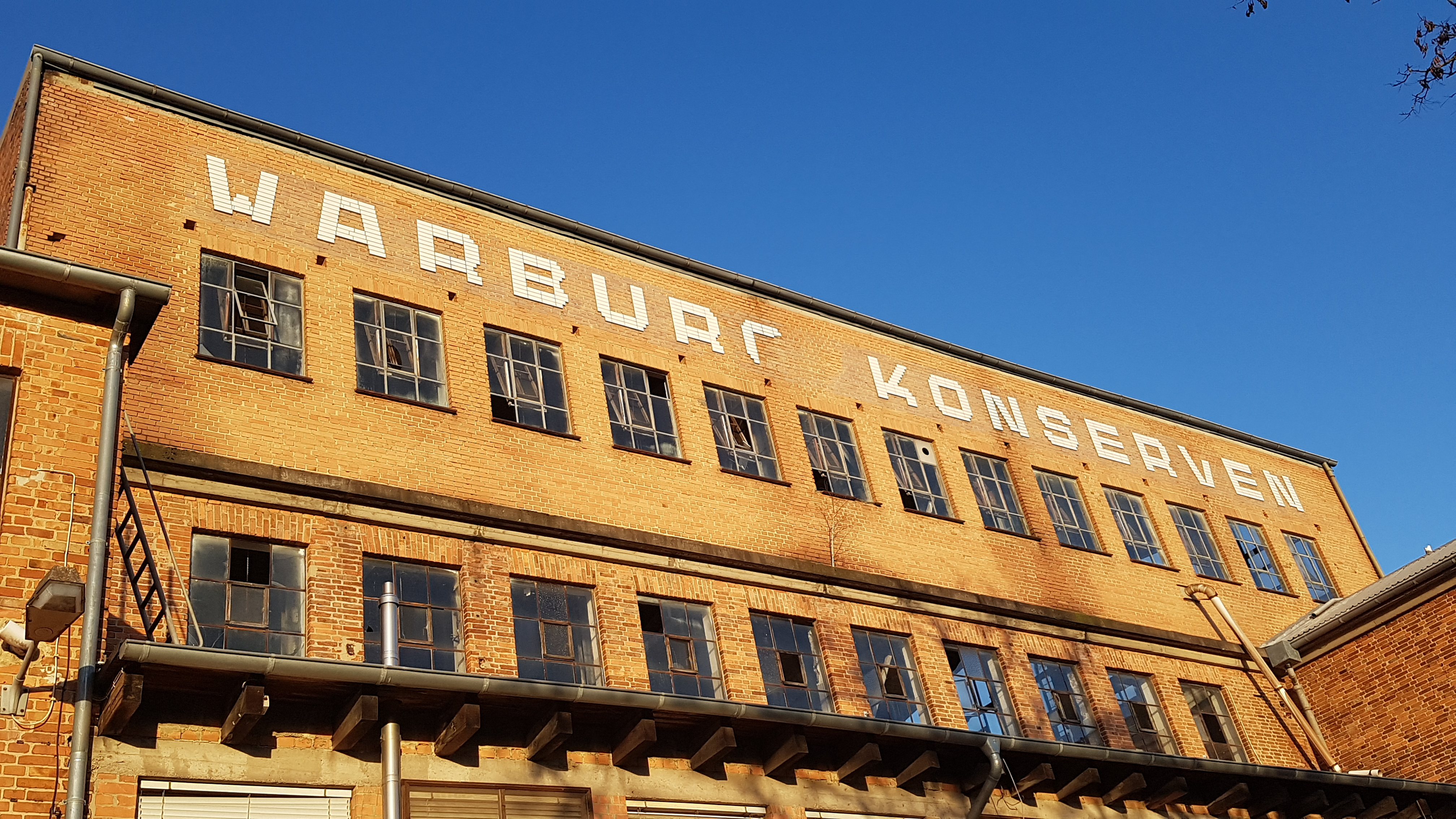
Der Schriftzug Warburg-Konserven an den Gebäuden der früheren Warburger Nahrungsmittelwerke ist auch 25 Jahren nach Schließung noch sichtbar (hier 2020)

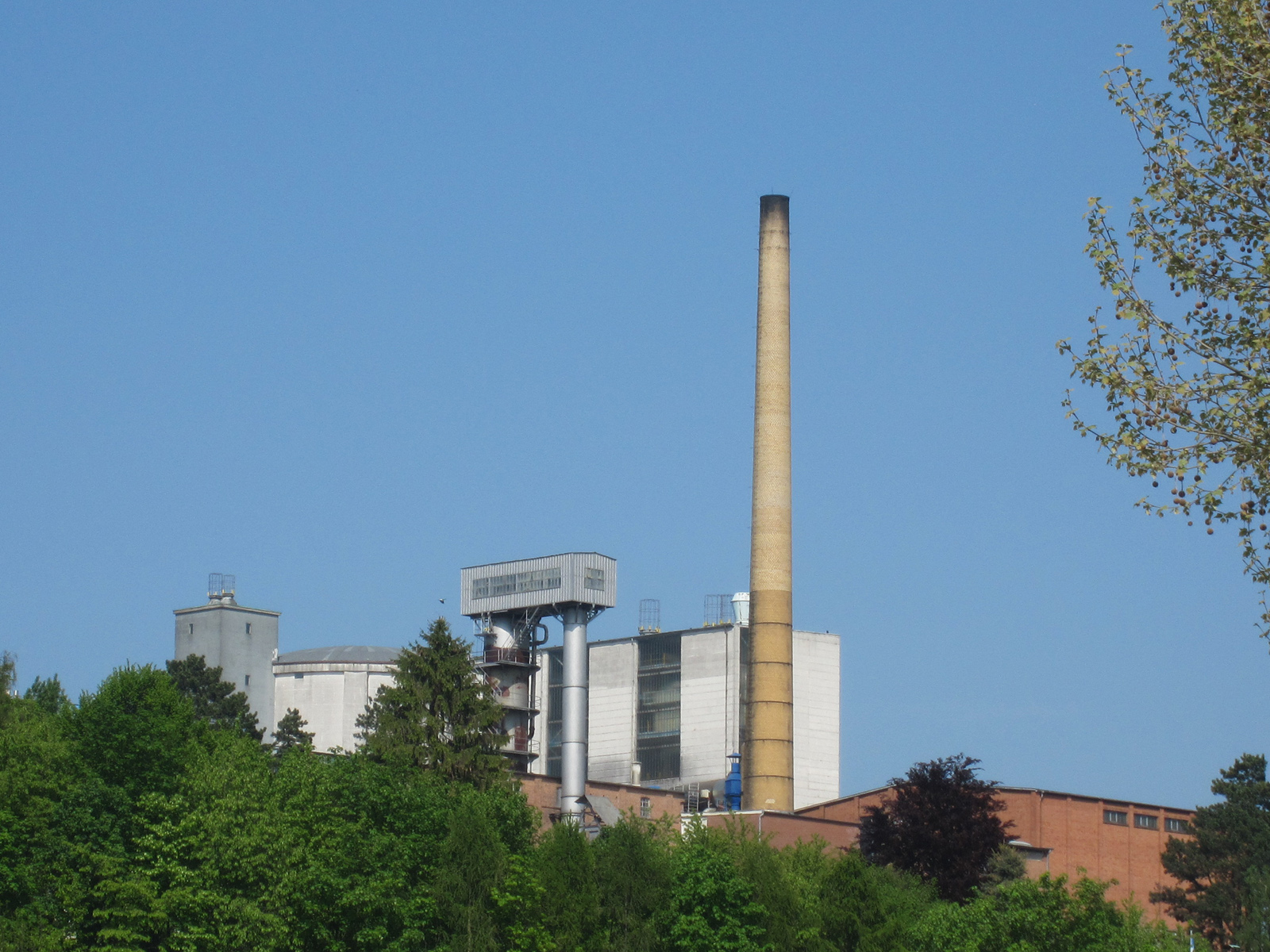
Die ehemalige Warburger Zuckerfabrik (hier 2010)

Von den drei weiteren ehemaligen großen Lebensmittelproduzenten – den Warburger Nahrungsmittelwerken (1951–1995), der Zuckerfabrik (1882–2019) und dem Milchwerk in Rimbeck (1952–2018) – besteht heute keiner mehr.
Die Zuckerfabrik Warburg gehörte zur Südzucker AG und produzierte unter anderem Biozucker. Der Aufsichtsrat der Südzucker AG stimmte in seiner Sitzung vom 25. Februar 2019 dem Restrukturierungsplan zu, und die Zuckerfabrik Warburg wurde nach der Erntekampagne zum Ende des Jahres 2019 geschlossen.
Das ehemalige Kornhaus Warburg wurde zwischenzeitlich in die AGRAVIS Westfalen-Hessen GmbH verkauft und der Standort an der Landfurt in Warburg Ende 2017 aufgegeben. Das Verwaltungsgebäude wurde im Sommer 2020 abgerissen.
Nach dem Zweiten Weltkrieg siedelten sich die chemische Fabrik Brauns-Heitmann, der kunststoffverarbeitende Betrieb Tolges GmbH & Co KG sowie der Kunststoffverpackungs-Hersteller Kobusch-Sengewald GmbH (2013 aufgegangen in der Coveris-Group) in Warburg an.
Als die Motorisierung in der Landwirtschaft begann, gab es Landmaschinenfirmen, wie die ehemalige Firma Hartmann-Landmaschinen in Ossendorf und die Franz Kleine Landmaschinentechnik. Gegenwärtig sind die Maschinenbaufirmen größtenteils Automobilzulieferer wie Benteler, oder Sondermaschinenbaufirmen wie Linnenbrink Technik Warburg, Schulte-Maschinenbau GmbH, BFI Stahlbausysteme GmbH usw. Sie sind heute ein gewichtiger Teil der produzierenden Firmen.
Im Ortsteil Scherfede ist die Bremer Pharma GmbH angesiedelt, ein Pharmaunternehmen für Tiermedikamente.

### Verkehr

#### Straßenverkehr

Planungsstand zur A 5 aus dem Jahr 1976 mit in oranger Farbe nicht umgesetzter Nordroute

Bei Warburg kreuzen sich die Bundesstraßen 7 und 252 (Ostwestfalenstraße). Über die Letztere wird die im südlichen Stadtgebiet in der Ortsgemarkung Welda gelegene Anschlussstelle Warburg der A 44 (Kassel–Dortmund) erreicht. Diese Autobahn verbindet seit 1975 Dortmund mit Kassel. Die nächsten Autobahnverbindungen sind die A 7 bei dem nicht weit entfernten Südkreuz Kassel und die A 33 beim Autobahnkreuz Wünnenberg-Haaren, die in Richtung Paderborn und Bielefeld auf die A 2 Oberhausen-Hannover und die A 30 (Bad Bentheim–Bad Oeynhausen beziehungsweise Europastraße 30) trifft. Auf dem Warburger Stadtgebiet sind über 50 Kilometer Bundesstraßen ausgewiesen. Das Wirtschaftswegenetz im Stadtgebiet von Warburg umfasst 365 Kilometer.

##### Nie umgesetzte Planungen im Straßenfernverkehr
Die damaligen Planungen zum Bau der nördlichen Bundesautobahn 5 von der Nordseeküste bei Nordenham über Bremen, Syke, Sulingen, Ostwestfalen-Lippe, Warburg, Korbach und Marburg bis in etwa zum heutigen Reiskirchener Dreieck, wo sich die A 5 weiter auf der bestehenden Trasse nach Frankfurt und Basel fortsetzt, wurden im Jahr 1985 aufgegeben und aus dem damaligen Bundesverkehrswegeplan herausgenommen. Das vorgesehene Autobahnkreuz Warburg (A 5/A 44) sowie die zusätzliche Anschlussstelle Warburg-West wurden nie verwirklicht. Als Ersatz für den Fernverkehr in Nord-Süd-Richtung dienen überregional die A 33 sowie regional die Ostwestfalenstraße.

#### Bahnverkehr

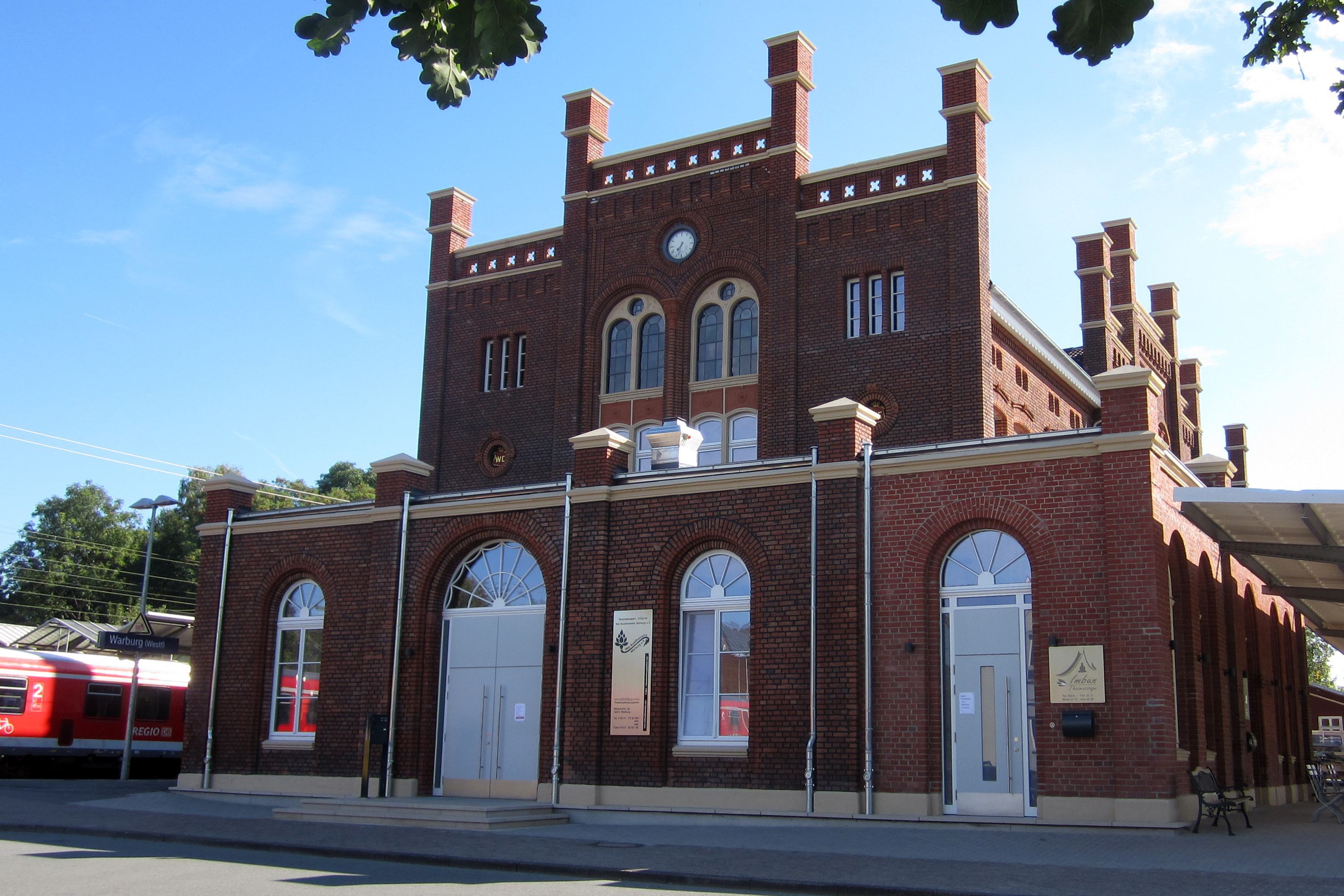
Empfangsgebäude des Bahnhofs Warburg

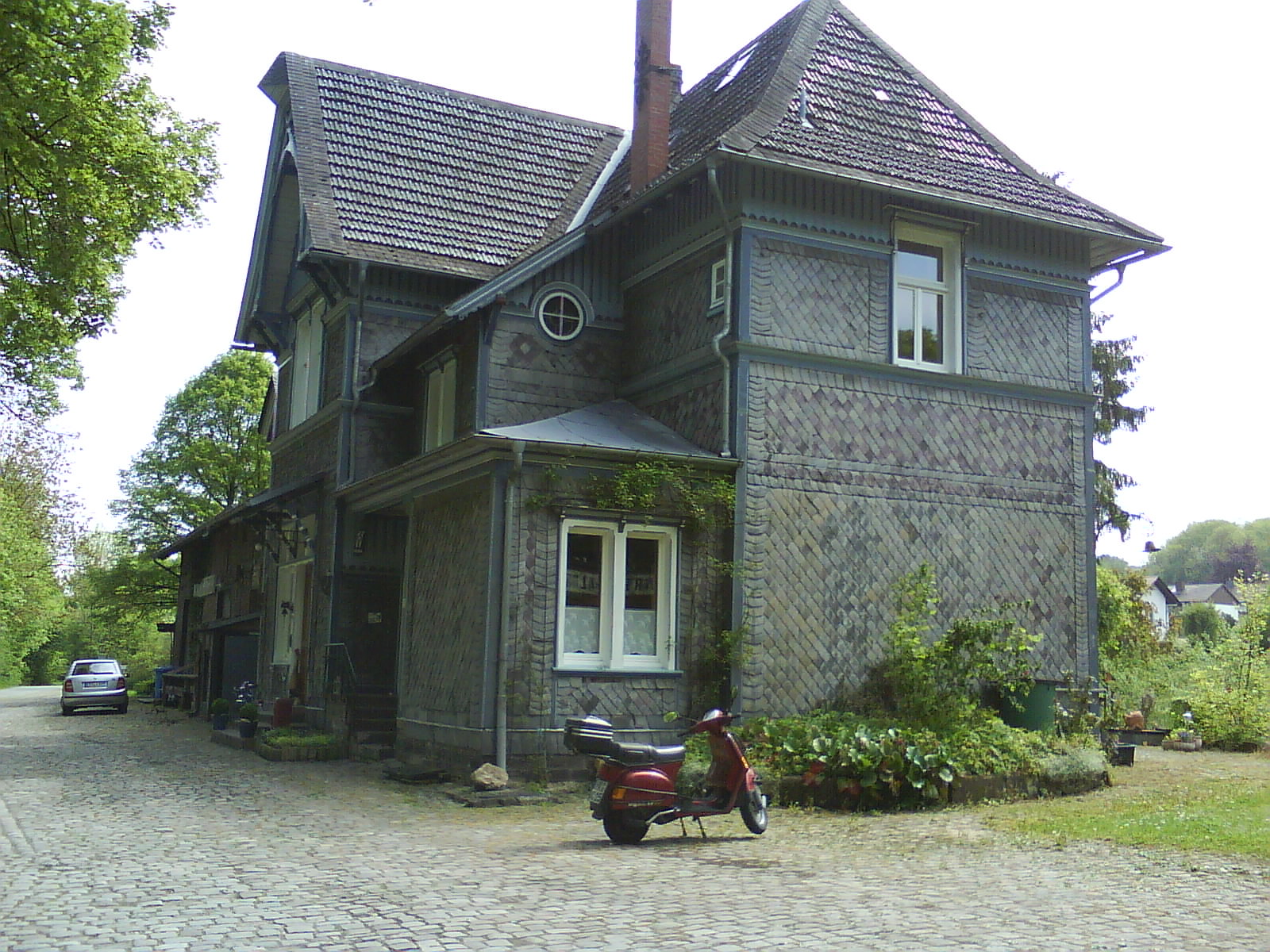
Der ehemalige Bahnhof Warburg Altstadt

Die Stadt ist in das Schienennetz über die Bahnhöfe Warburg (Westfalen) und Scherfede eingebunden.
Das Bahnhofsgebäude in Warburg wurde 1852/1853 erbaut. Die früheren, innerhalb des Stadtgebietes befindlichen Bahnhöfe Warburg Altstadt, Wrexen, Welda und der Haltepunkt in Wormeln wurden stillgelegt sowie der ehem. Turmbahnhof in Nörde und der Haltepunkt in Menne vollständig abgerissen.
In Warburg treffen die Obere Ruhrtalbahn aus Hagen und die Strecke aus Soest–Paderborn zusammen und werden als Bahnstrecke nach Kassel fortgesetzt. Diese ist Teil der Mitte-Deutschland-Verbindung und wird mit mehreren IC-Zügen befahren. Bis 1977 existierte die Bahnstrecke Warburg–Sarnau nach Arolsen, Korbach und Marburg und bis 1984 die Bahnstrecke Holzminden–Scherfede.
Am Eisenbahnknoten Warburg halten im Personenfernverkehr IC-Züge der Linie Düsseldorf–Hamm–Kassel–Erfurt–Leipzig/Gera (IC 51) sowie einzelne ICE-Züge der Linie 41. Im Regional- und Nahverkehr verkehren die RB 89 (Ems-Börde-Bahn) auf der Bahnstrecke Münster–Warburg nach Soest–Hamm und Warburg mit Anschluss nach Kassel, der RE 17 (Sauerland-Express) Hagen Hauptbahnhof – Bestwig – Warburg – Kassel-Wilhelmshöhe. Seit Spätherbst 2016 wird Warburg vom RE 11 (Rhein-Hellweg-Express) Düsseldorf–Dortmund–Kassel-Wilhelmshöhe bedient.
Durchgeführt wird der Schienenpersonennahverkehr von DB Regio NRW, der Eurobahn im Nahverkehrsverbund Paderborn-Höxter (seit Juli 2017 Westfalentarif, früher Hochstift-Tarif).

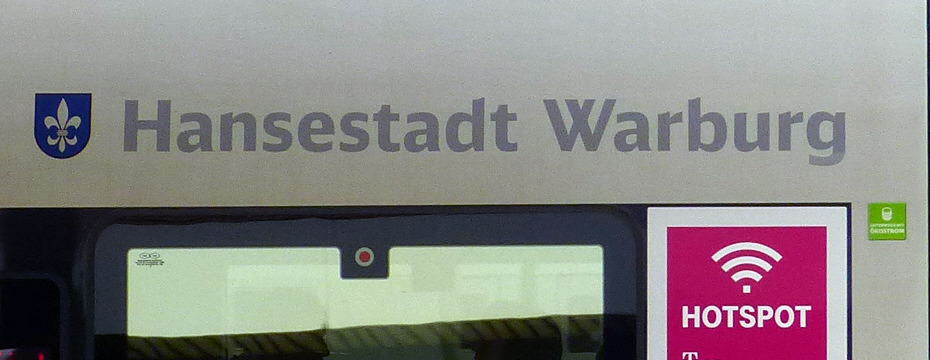
ICE Hansestadt Warburg

Seit dem 28. Juni 2014 ist ein Intercity-Express nach Warburg benannt. Die beiden Wagen-Nummern 411 074 und 411 574 tragen den Schriftzug Hansestadt Warburg.

#### Busverkehr

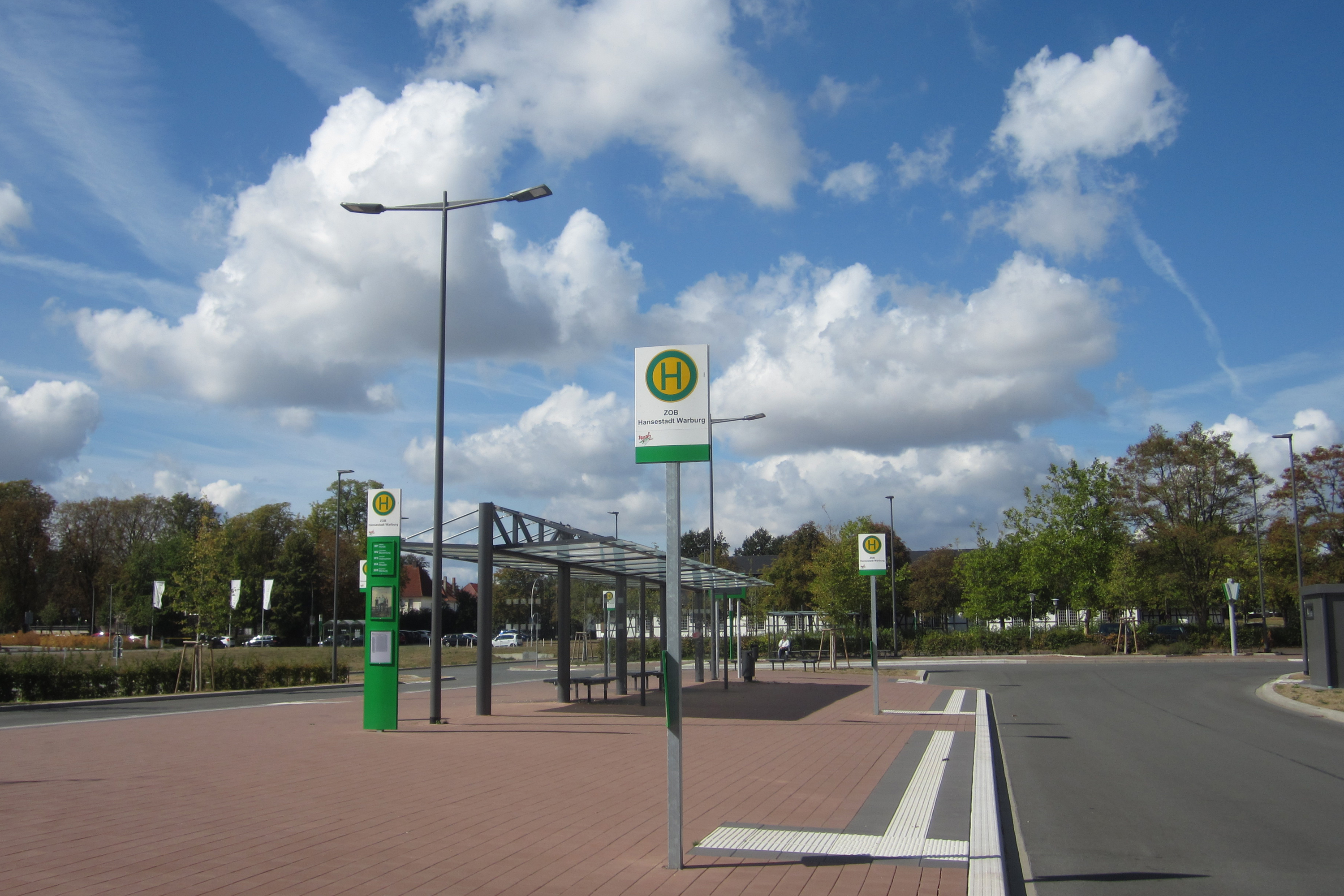
Der Zentrale Omnibusbahnhof (ZOB) der Stadt Warburg

Der Linienbusverkehr im Stadtgebiet von Warburg ist in das Liniennetz der BahnBus Hochstift GmbH, einer Tochter der Deutschen Bahn Ostwestfalen-Lippe, eingebunden. Der Stadtkern und die umliegenden Ortschaften im Warburger Stadtgebiet, die Nachbargemeinden (Volkmarsen, Rhoden, Borgentreich, Borlinghausen, Peckelsheim) sowie Paderborn sind mit Stadt-, Regional- und Schnellbussen erreichbar. Einige der Buslinien ersetzen stillgelegte Eisenbahnlinien. Im Stadtgebiet wird eine Bürgerbuslinie (mit acht Sitzplätzen) betrieben. Der Bürgerbus wird von Ehrenamtlichen gefahren. Zudem gibt es Schulbusse für Schüler aus dem gesamten Stadtgebiet und aus den Nachbargemeinden.

#### Flugverkehr
Der Flughafen Kassel-Calden liegt in 21 km Entfernung, und der Flughafen Paderborn/Lippstadt ist 49 km entfernt. Etwas südlich der des Ortsteils Ossendorf befindet sich das Segelfluggelände Warburg-Am Heinberg.
In Luftfahrtkreisen ist Warburg für sein Drehfunkfeuer (VOR-DME) WRB bekannt.

### Medien

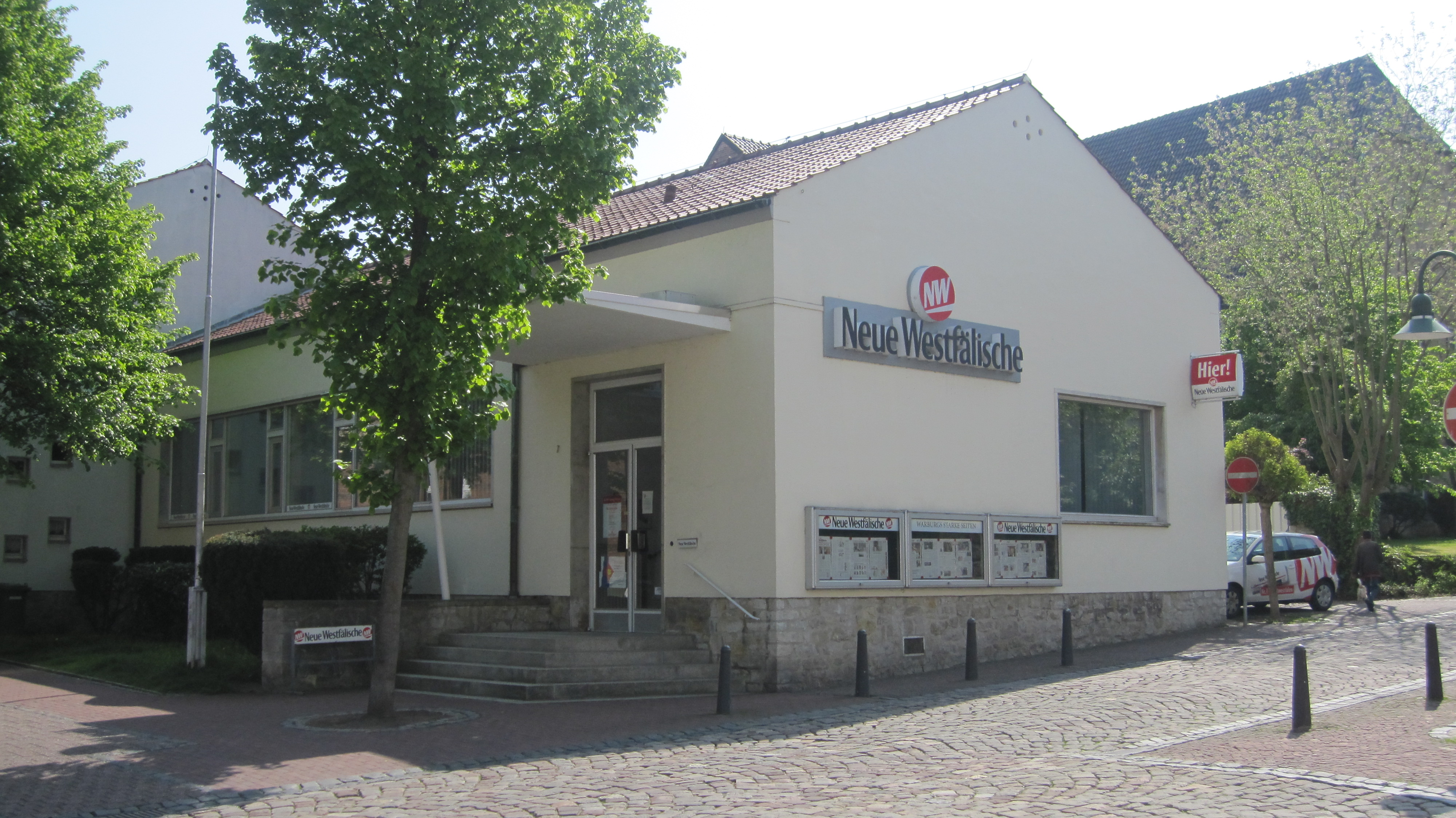
Lokalredaktion Warburg der Neuen Westfälischen (bis 1974 war dieses Gebäude Sitz der Landeszentralbank in Warburg)

In Warburg erscheinende Tageszeitungen sind die Neue Westfälische und das Westfalen-Blatt. Die Lokalausgabe der Letzteren ist aus dem Warburger Kreisblatt hervorgegangen. Die Neue Westfälische hat in Warburg eine Lokalredaktion, in der die Beilage des Ressorts Lokales für die Städte Warburg, Borgentreich und Willebadessen entsteht. Der weitere Teil der Zeitung ist eine Mantelausgabe, die für ganz Ostwestfalen-Lippe gilt und in Bielefeld entsteht. Die Zeitung hat ihren Schwerpunkt auf Lokalnachrichten und erscheint sechs Tage pro Woche in gedruckter Form und seit 2005 auch als kostenpflichtige Onlinezeitung beziehungsweise E-Paper. Für das Westfalen-Blatt entsteht ein individueller Lokalteil für den Altkreis Warburg in einer Lokalredaktion in Warburg. Am Hauptsitz der Zeitung in Bielefeld wird die Mantelausgabe produziert. Das Westfalen-Blatt gibt eine kostenpflichtige Onlineausgabe heraus.
Zusätzlich erscheint jeden Mittwoch die von der Werbegemeinschaft Warburg e. V. herausgegebene Zeitung Desenberg-Bote. Dieser bietet Nachrichten über die Stadt Warburg, ist vorrangig aber ein Anzeigenblatt mit einer Auflage von 29.000 Exemplaren.
Vierteljährlich erscheint im Hochstift Paderborn die Zeitschrift Die Warte für die Kreise Paderborn und Höxter, mit Beiträgen zur Regionalgeschichte, Literatur und Kunst.
Das Veranstaltungsmagazin Wildwechsel wurde 1986 in Grebenstein gegründet. 1992 zog die Redaktion nach Warburg um. Von dort aus werden die beiden Ausgaben Nord (von Paderborn bis Kassel) und Süd (von Kassel bis Marburg) mit einer Gesamtauflage von 33.000 Exemplaren produziert. Wildwechsel berichtet über regionale und überregionale Themen und Trends, gesellschaftliche Entwicklungen und kulturelle Ereignisse. Herausgeber ist der in Warburg ansässige Fedor Waldschmidt, Sohn des Zeichners und Grafikers Arno Waldschmidt.
Warburg gehört zum Berichtsgebiet des Regionalstudios Bielefeld des WDR. Aufgrund der geografischen Nähe zu Hessen können die verschiedenen Programme des Hessischen Rundfunks empfangen werden. Im Gebiet des ehemaligen Hochstifts Paderborn, zu dem Warburg gehörte, gibt es seit 1991 den Radiosender Radio Hochstift, der insbesondere regionale Themen aufgreift und im Vergleich zu den überregionalen Sendern (z. B. WDR) einen höheren Höreranteil besitzt. Berichte von Ereignissen und Veranstaltungen in Warburg werden von Außenreportern des Senders redaktionell aufbereitet.

### Tourismus

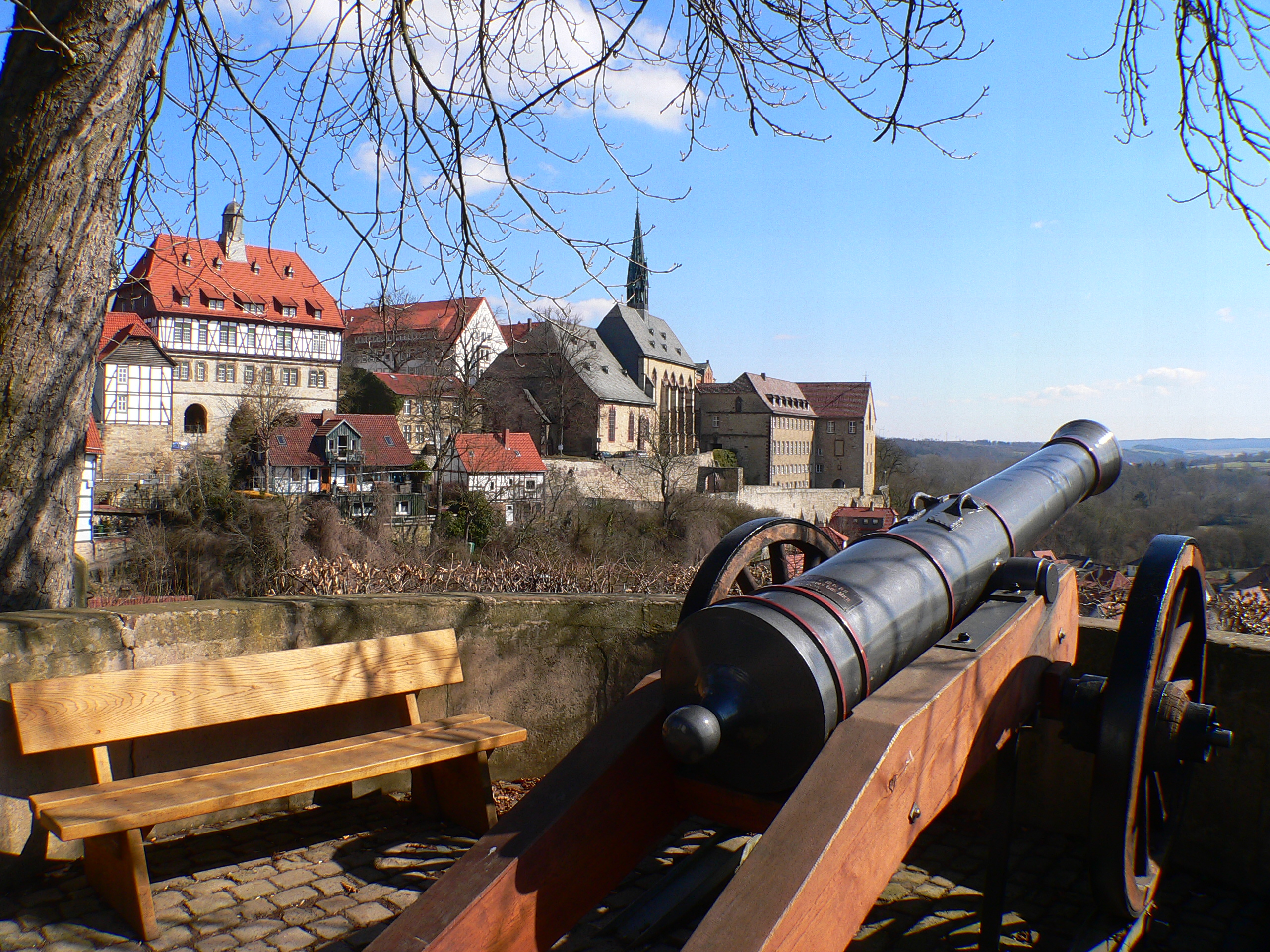
Eine beliebte Sehenswürdigkeit ist die Fügeler-Kanone auf dem Burgrondell mit Ausblick über die Warburger Altstadt

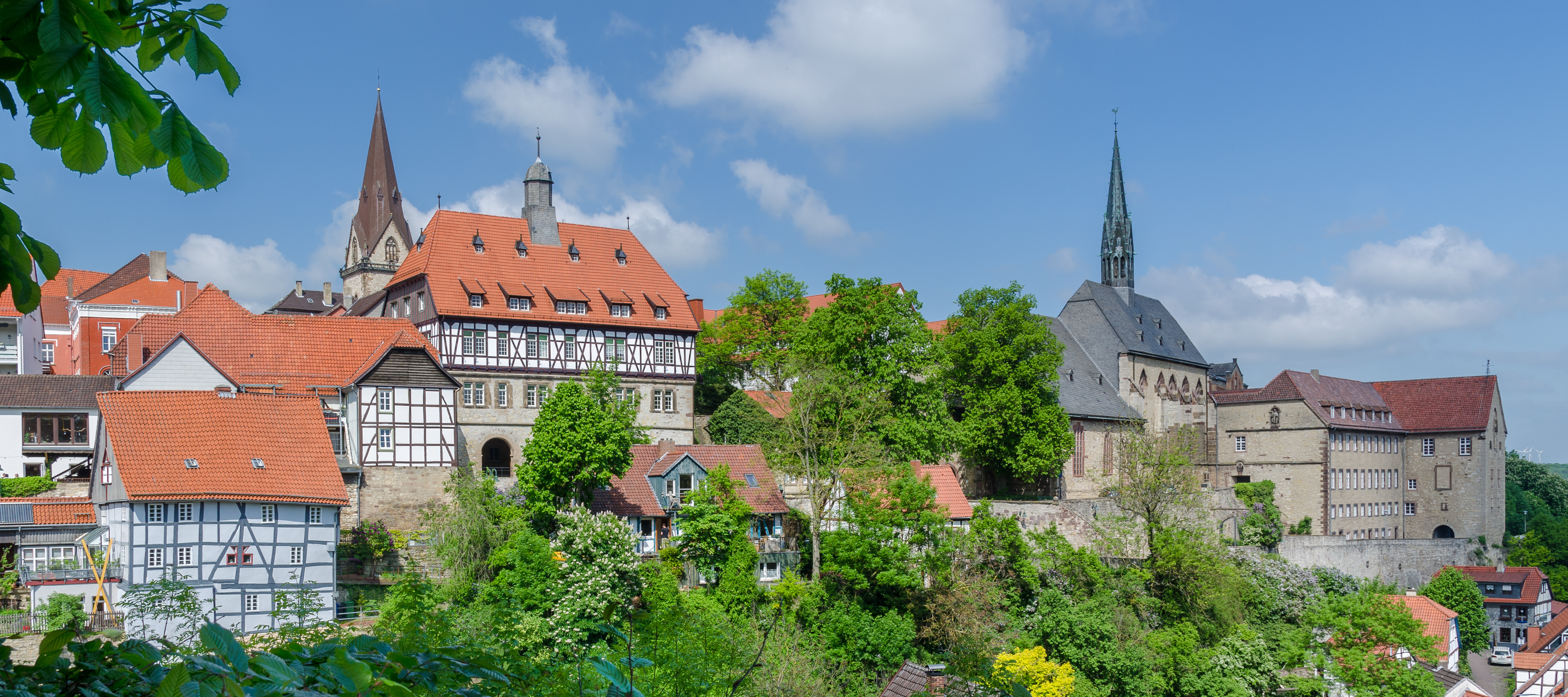
Malerisches Stadtbild: Aussicht vom Burgrondell über die Warburger Altstadt

Seit der Gründung des Fremdenverkehrsverbandes Warburg Südegge e. V. wurde das touristische Angebot an Freizeit- und Sportmöglichkeiten sowie Stadtführungen stetig erweitert. Seit der Ernennung Germetes zum Kurort wurde die touristische Infrastruktur in Germete und Umgebung weiter verbessert. Ferner hat sich mit dem Bau der Autobahn A 44 sowie dem Ausbau der Bundesstraßen die Anreise mit dem Pkw und mit dem Warburger IC-Bahnhof die Anreise wesentlich vereinfacht.

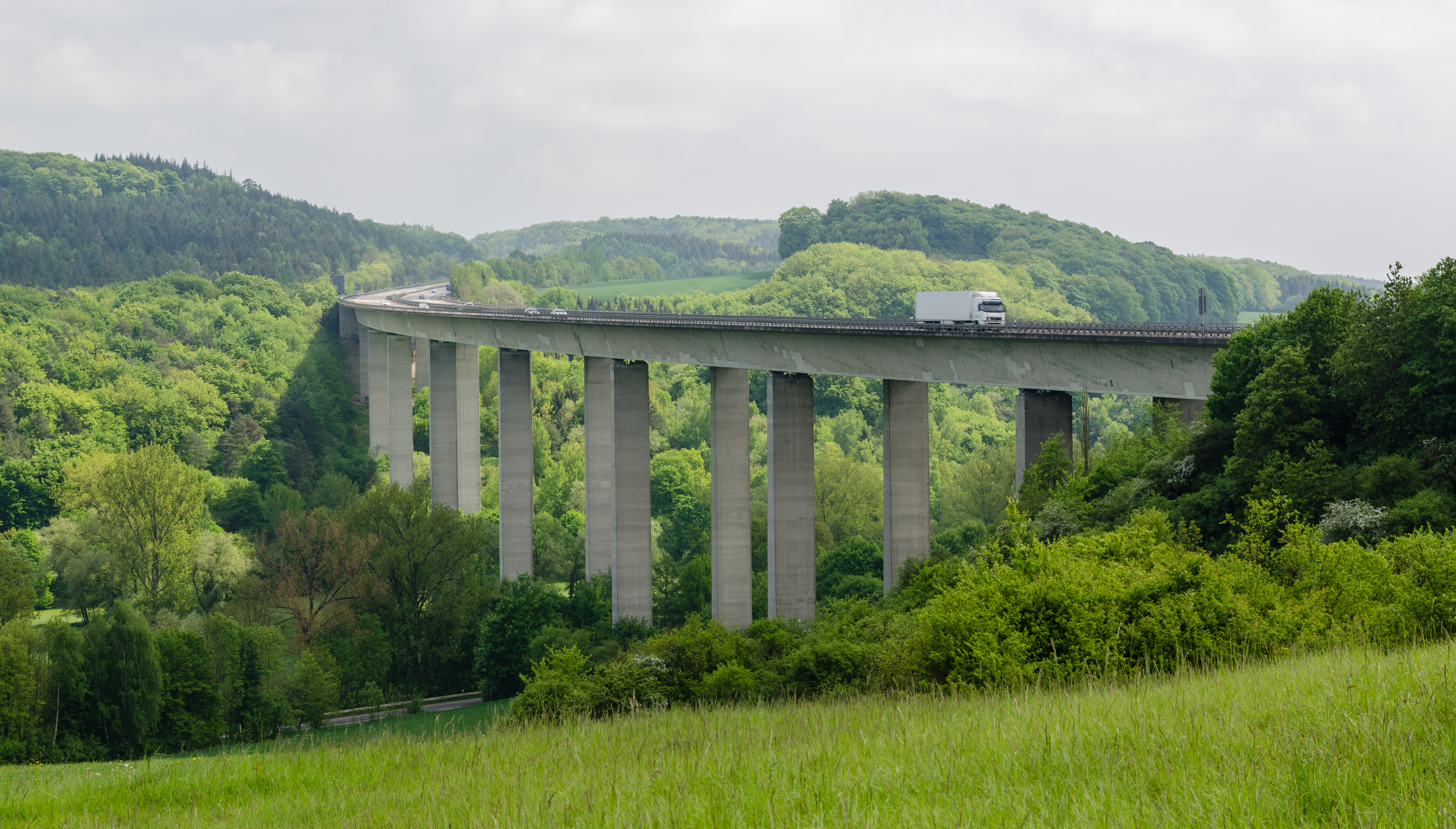
Talbrücke Twiste der A 44 nahe der Anschlussstelle Warburg (65)

Es gibt mehrere touristische Schwerpunktthemen, zum einen ist dies die Natur (Radfahren, Wassersport, moderne Bewegungssportarten etc.) und zum anderen die Kultur (Kunst, Schlösser, Baudenkmäler, Kulturveranstaltungen, kulinarisches Angebot etc.). Warburg ist aufgrund seines malerischen Stadtbildes ein Tagesausflugsziel für Gäste aus der Umgebung und den nächsten Ballungszentren (Ruhrgebiet, Hannover, Rhein-Main). Die einheimischen Brauchtumsfeste (Schützenfeste, Kälkenfest, kirchliche Feste, Schnatgänge, Mittelalterspektakel, Oktoberwoche) ziehen Auswärtige in die Region. Die Familienerholung ist ein weiterer touristischer Bereich, der ausgebaut wird.
Gegenüber 2008 ist die Zahl der Übernachtungen um 4,3 % auf 94.300 gestiegen. Ein Großteil der Übernachtungen ist in den gut ausgelasteten Bildungshäusern zu verzeichnen. Auch die Anzahl der Tagestouristen ist in den letzten Jahren gestiegen.

### Gesundheitswesen

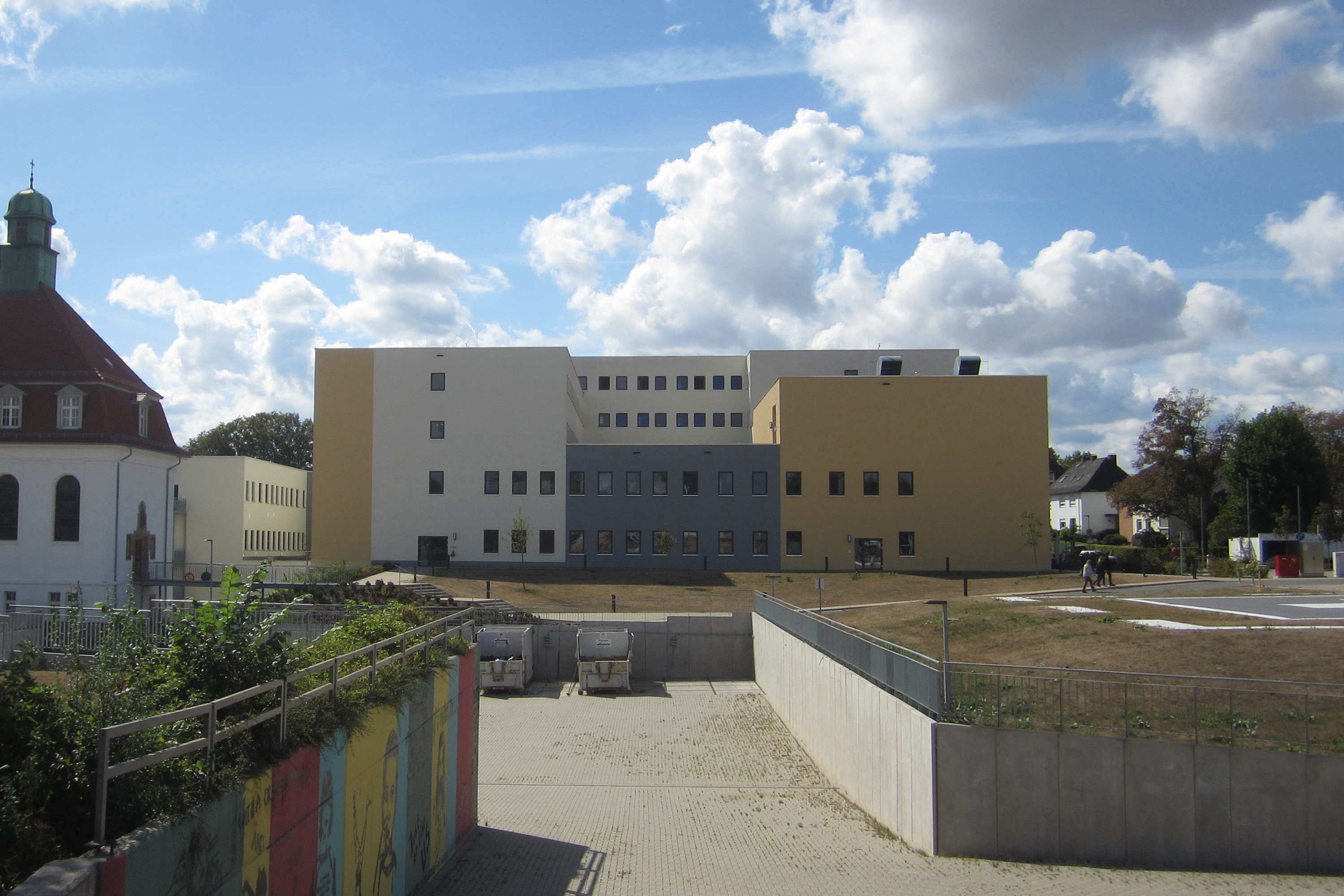
Das Helios Klinikum Warburg. Vom abgerissenen Altbau des ehemaligen St.-Petri-Hospitals blieb nur die Kapelle (links).

Schon im Mittelalter gab es in Warburg Krankenhäuser. Aus ihnen entstand das St. Petri-Hospital Warburg, das in den Jahren 1923 bis 1926 an der Hüffertstraße erbaut wurde. Später wurde das Gebäude erweitert und im Jahre 1970 kam ein mehrstöckiger Neubau hinzu. Beide Gebäude wurden im Jahr 2014 abgerissen. An der Stelle des ehemaligen St.-Petri-Hospitals steht heute das Helios Klinikum Warburg, ein von der Helios-Kliniken-Gruppe betriebenes Krankenhaus.
Das Hospital ist ausgestattet mit den Abteilungen Innere Medizin (Schwerpunkte: Kardiologie, Gastroenterologie und Geriatrie), Orthopädie und Unfallchirurgie, Allgemein- und Visceralchirurgie, Intensivmedizin mit Anästhesie und Schmerztherapie und der Belegabteilung Urologie. Die Praxen wie Plastische Chirurgie/Handchirurgie, das medizinische Laserzentrum und eine Dialysestation sind dem Haus angegliedert. Das Krankenhaus beschäftigt ungefähr 300 Mitarbeiter und hat eine Kapazität von 153 Betten. Jedes Jahr werden ungefähr 7100 Patienten stationär behandelt. Die Bilanzsumme betrug 2008 18,3 Millionen Euro. Der Einzugsbereich des Krankenhauses bezieht sich etwa 42.000 Einwohner.
In Scherfede befindet sich die Alpha-Klinik, eine Sozio- und Psychotherapeutische Facheinrichtung.
In Warburg praktizieren fast 50 Ärzte in eigenen oder in Gemeinschaftspraxen, davon 14 Allgemeinmediziner, 10 Zahnärzte (inklusive Kieferorthopädie und Oralchirurgie), fünf Fachärzte für innere Medizin, fünf Geburtshelfer beziehungsweise Gynäkologen, drei Orthopäden/Sportmediziner sowie je zwei Augenärzte, Hals-Nasen-Ohren-Ärzte, Hautärzte und Kinderärzte und je ein Urologe, Radiologe und Neurologe.
Für die pharmazeutische Versorgung stehen zehn Apotheken, davon zwei in Scherfede, zur Verfügung. Die therapeutische Behandlung wird von mehreren Physiotherapeuten, Osteopathen, Logopäden und Ergotherapeuten durchgeführt.

### Öffentliche Einrichtungen

#### Behörden

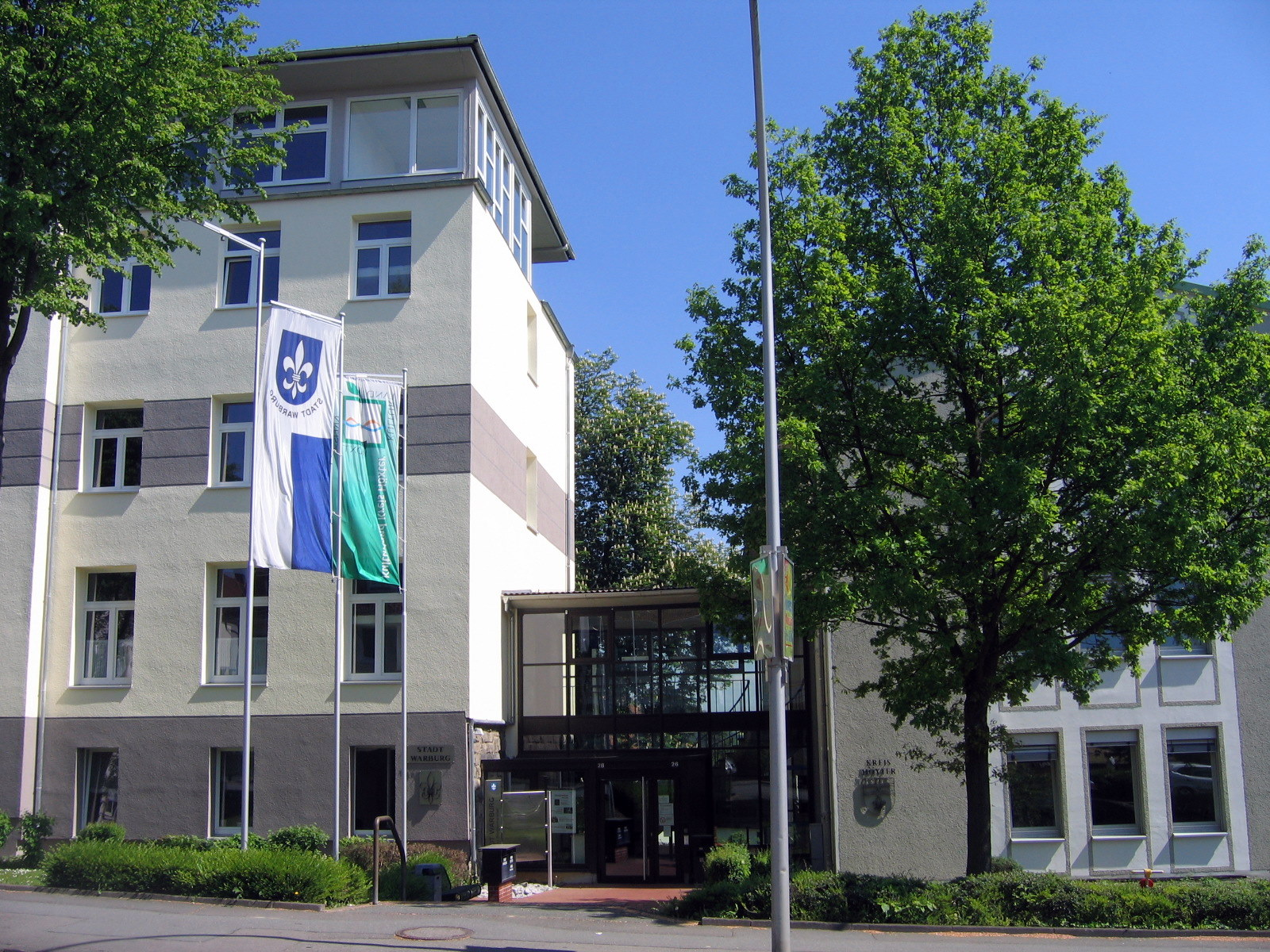
Die Warburger Stadtverwaltung in der Bahnhofstraße

Die Warburger Stadtverwaltung ist im vormaligen Gebäude des Landratsamts, Bahnhofstraße 28, untergebracht. Das Rathaus 'Zwischen den Städten' dient seit dem 19. Jahrhundert repräsentativen Zwecken. Im Altstädter Rathaus befindet sich ein Restaurant. Die Ratssitzungen finden in den Sitzungssälen der Warburger Banken statt. Neben der Warburger Stadtverwaltung befindet sich die Warburger Außenstelle der Kreisverwaltung Höxter.
Das Verwaltungsgebäude des Amtes Warburg-Land in der Kasseler Straße ist heute in Privatbesitz. Seit Januar 1975 ist das Amt in die Stadtverwaltung Warburg integriert.

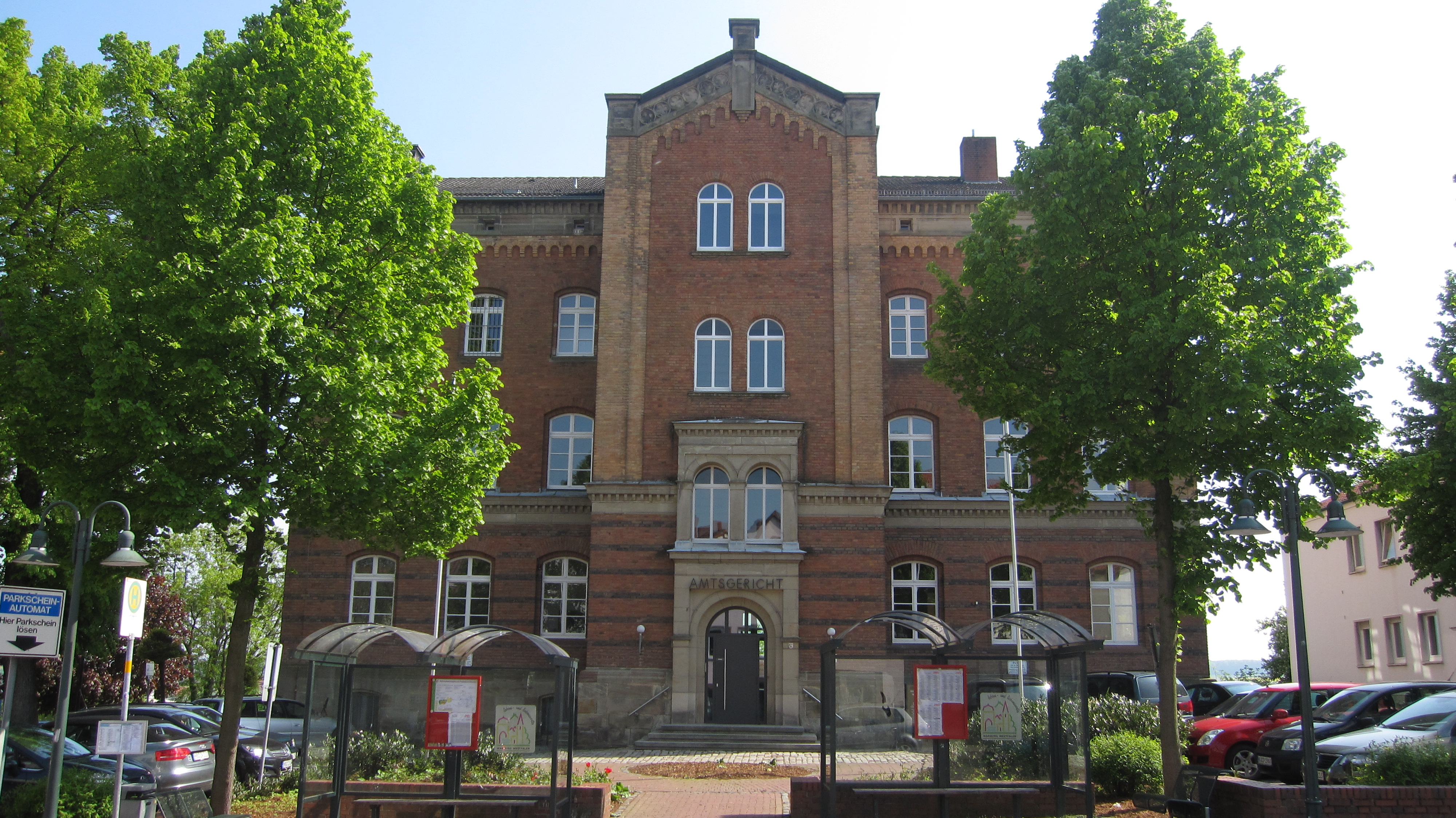
Das Amtsgericht Warburg

Das Amtsgericht Warburg am Puhlplatz gehört zum Bezirk des Landgerichts Paderborn und ist zuständig für die Stadt Warburg sowie die Gemeinden Borgentreich und Willebadessen. Das Gebäude wurde 1860–1862 im preußischen Barockstil gebaut. Vorher war das Gericht im Neustädter Rathaus und übergangsweise im Gymnasium Marianum während dessen Schließung durch die Preußen untergebracht.
Das Gebäude des Finanzamts Warburg in der Sternstraße wurde nach dem Zweiten Weltkrieg errichtet.
Innerhalb der Kreispolizeibehörde Höxter existiert am Prozessionsweg eine Polizeiwache.
Das Gebäude der Agentur für Arbeit befindet sich in der Unterstraße in Warburg.
Die Außenstelle der Bezirksregierung Detmold, Dezernat 33, das vormalige Amt für Agrarordnung, befand sich bis zum Jahr 2009 im Prozessionsweg und zog dann nach Bielefeld um. In dem Gebäude befand sich bis 2019 ein Teil der Hochschule Ostwestfalen-Lippe.

#### Weitere Einrichtungen
Zum Waldinformationszentrum Hammerhof des Landesbetriebs Wald und Holz NRW in Warburg-Scherfede gehört ein Wildgehege mit heimischen beziehungsweise früher heimischen Wildtierrassen.
Die zwölf öffentlichen Büchereien in Warburg und in den Ortsteilen kooperieren miteinander mit einem gemeinsamen Internetkatalog. Mehrere katholische, eine kommunale und eine evangelische Bücherei sind auf die Stadtteile verteilt. Insgesamt können 32.000 Medien ausgeliehen werden.
Die Stadt Warburg verfügte bereits im Mittelalter über organisierte Löschkräfte aus der Bürgerschaft. Mit der Preußischen Feuerordnung wurden zu Beginn des 19. Jahrhunderts auch die umliegenden Gemeinden verpflichtet, für die Brandbekämpfung vorzusorgen. Ab etwa 1850 bildeten sich in Ossendorf und Scherfede die ersten Feuerwehren in Form von Lösch- und Spritzenmannschaften. Nach dem Deutsch-Französischen Krieg 1870/71 gründeten ehemalige Soldaten wie im Stadtteil Wormeln Freiwillige Feuerwehren nach dem Vorbild der französischen Pompiercorps. Im Twistedorf Welda, dem südlichsten Stadtteil, wurde die Feuerwehr erstmals im Jahre 1882 erwähnt. In der Kernstadt Warburg wurde die Freiwillige Feuerwehr 1889 gegründet. Nach dem Großbrand 1912 in Hohenwepel, der 23 Gebäude zerstörte, folgten Gründungen von Freiwilligen Feuerwehren in Dössel, Hohenwepel und Menne.
Die Freiwillige Feuerwehr der Stadt Warburg entstand 1975 aus der Feuerwehr Warburg und den Feuerwehren der Orte im Amt Warburg-Land. Die Feuerwehren Scherfede und Warburg wurden in Löschzüge und die übrigen in Löschgruppen umgewandelt.

### Bildung

#### Geschichte und ehemalige Bildungseinrichtungen

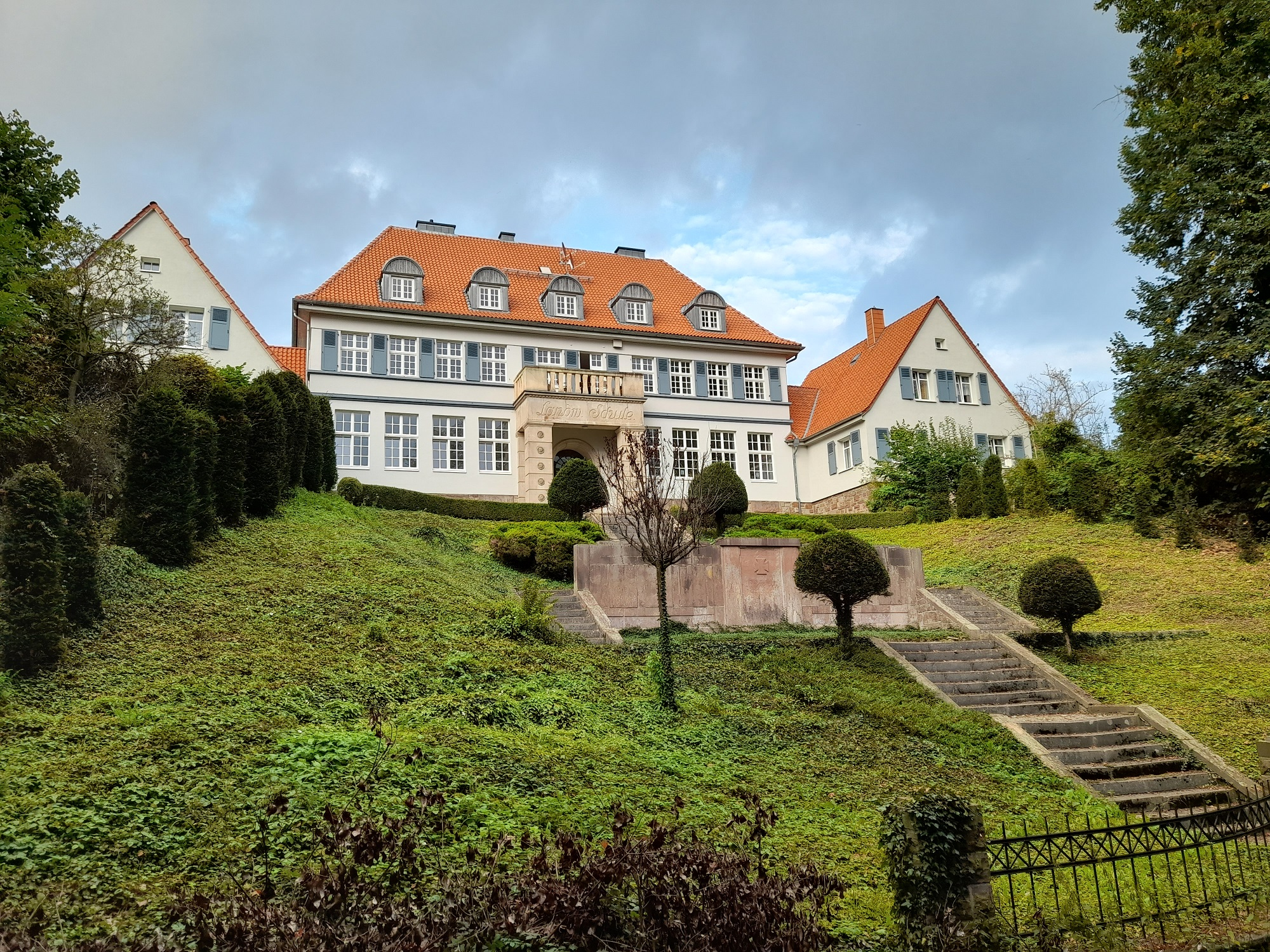
Die ehemalige Landwirtschaftsschule (2021)

Der erste Schulunterricht wurde in Pfarrschulen erteilt, die mit beiden Pfarreien entstanden und bis zum 14. Jahrhundert in Stadtschulen überführt wurden. Früheste Hinweise auf Warburger Schulen gibt es aus dem Jahre 1317, im Groten Breff wurden 1436 je eine Schule in der Altstadt und Neustadt erwähnt. Im 16. Jahrhundert wurde insbesondere durch Otto Beckmann die humanistische Bildung eingeführt.
Um Ausbildung von Mädchen kümmerten sich als erste eine Beginengenossenschaft im 14. Jahrhundert. Erst ab 1665 wurde der öffentliche Unterricht für Mädchen eingeführt. Für die umliegenden Ortschaften ist der allgemeine Schulunterricht erst ab dem 17. Jahrhundert belegt.
Die Landwirtschaftsschule Warburg bestand 1885 bis 1971 und zählte somit zu den ältesten Landwirtschaftsschulen in Deutschland. Zunächst war sie in einer ehemaligen Wanderarbeitsstätte am Landfurtweg und ab 1922 einen Neubau am alten Bahnhofsweg 38/40 untergebracht.

#### Heutige Bildungseinrichtungen

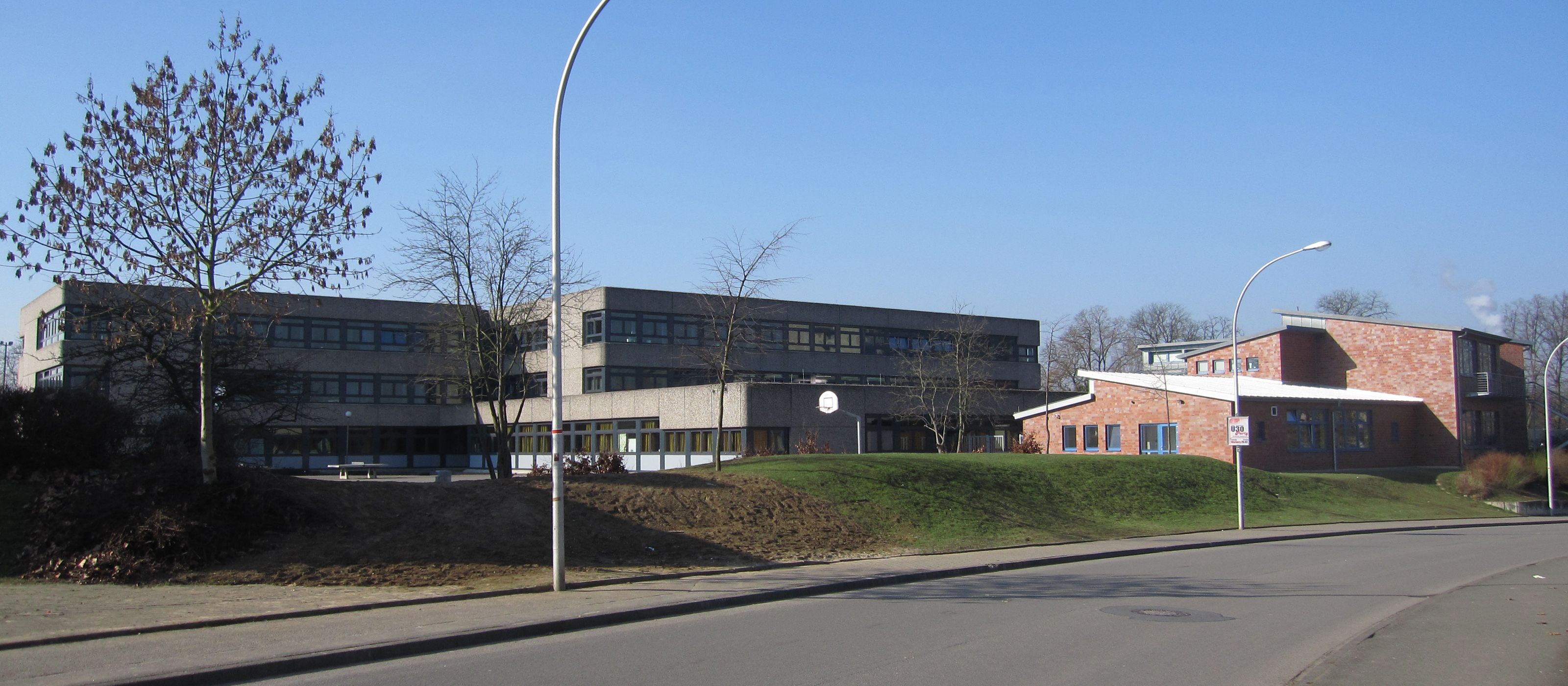
Gebäudekomplex der Hauptschule und Realschule Warburg

Heute hat die Stadt insgesamt 13 allgemeinbildende Schulen, davon fünf Grundschulen, zwei Hauptschulen, eine Realschule, zwei Gymnasien und drei Förderschulen. Im Jahr 2007 unterrichteten an den Schulen der Stadt 319 Lehrkräfte 4160 Schüler, davon 25,3 % an den Grundschulen, 11,4 % an den Hauptschulen, 14,2 % an der Realschule, 40,5 % an den Gymnasien und 8,6 % an den Förderschulen.

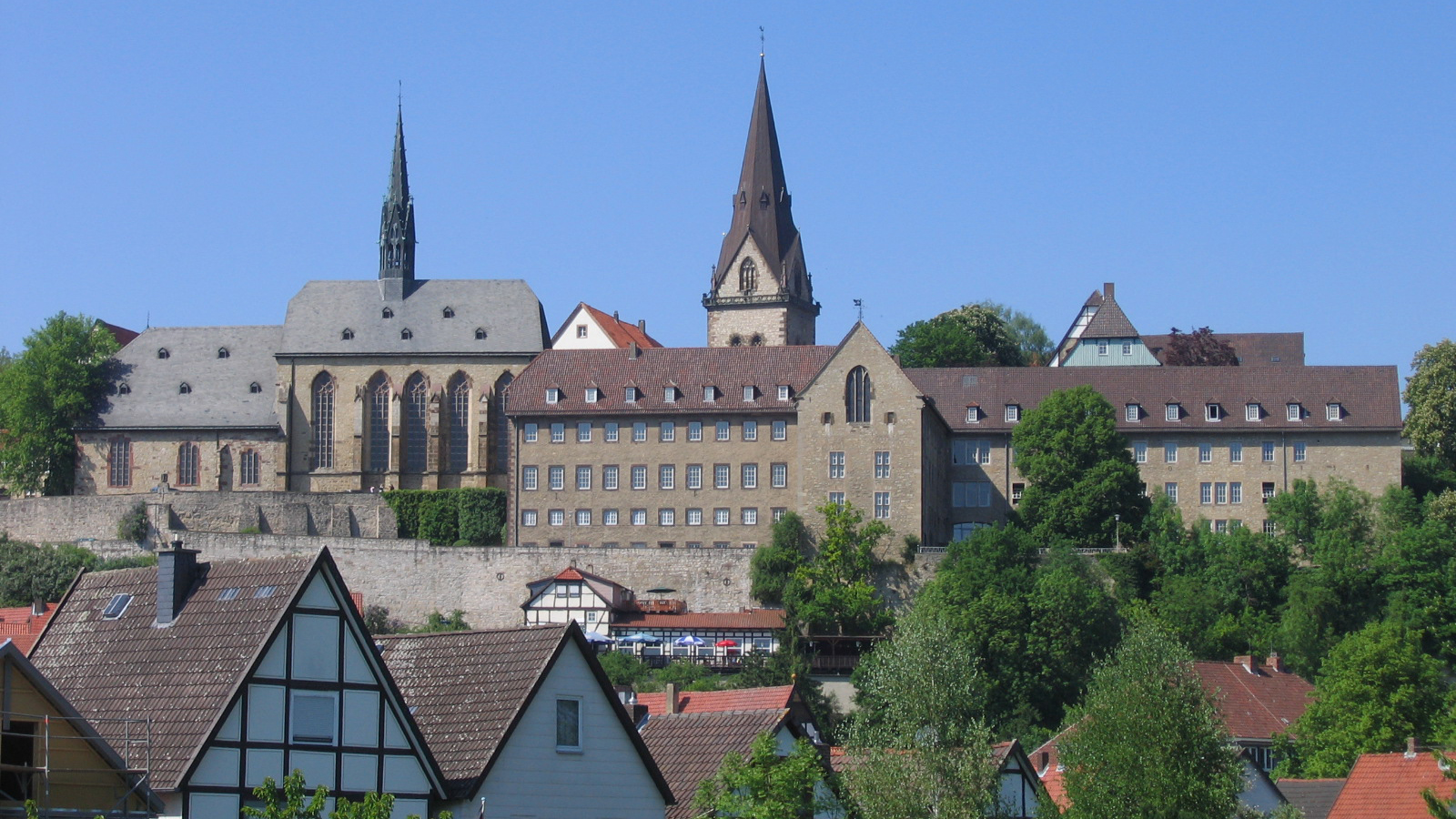
Das Gymnasium Marianum in Warburg

Das Gymnasium Marianum war ein überregional bekanntes humanistisches Gymnasium. Die auswärtigen Schüler waren in der Stadt in internatsähnlichen Einrichtungen untergebracht. Heute ist das Marianum ein staatlich anerkanntes Gymnasium mit circa 590 Schülern.

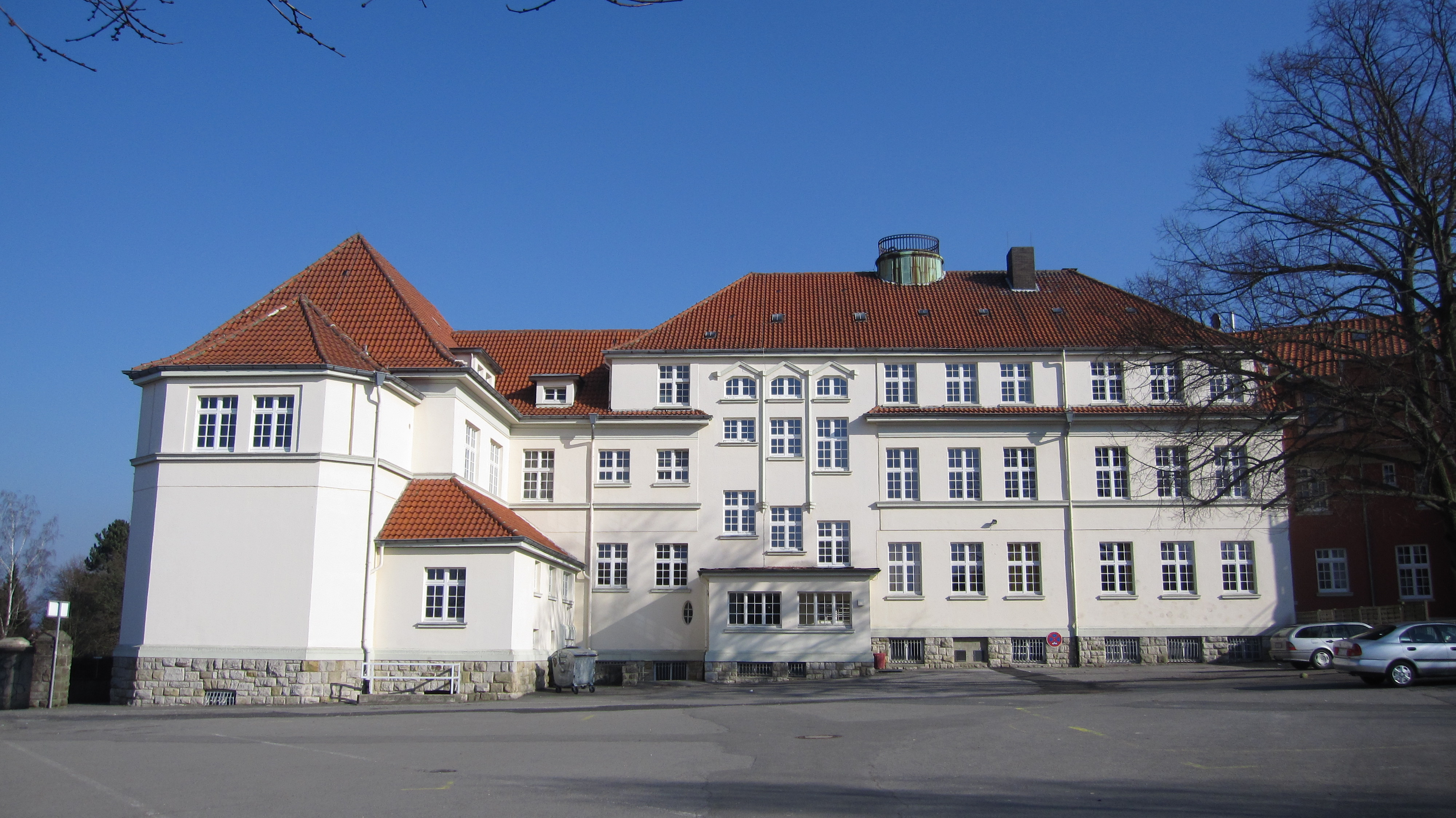
Der Altbau des Hüffertgymnasiums

Das heutige Hüffertgymnasium war lange Zeit eine Mittelschule für Mädchen und wurde erst nach 1955 ein Mädchengymnasium. Heute ist es ein Gymnasium für Mädchen und Jungen.
Die Graf-Dodiko-Schule, eine katholische Grundschule der Stadt Warburg am Graf-Dodiko-Weg, wurde mit dem Namen Neustadtschule 1894 am ehemaligen Schulweg eröffnet. Mit der kommunalen Neugliederung 1975 wurde der Weg in Graf-Dodiko-Weg nach dem Erbauer der Warburger Burg auf dem Burgberg, umbenannt. Am 7. September 2007 erfolgte die Umbenennung der Schule.

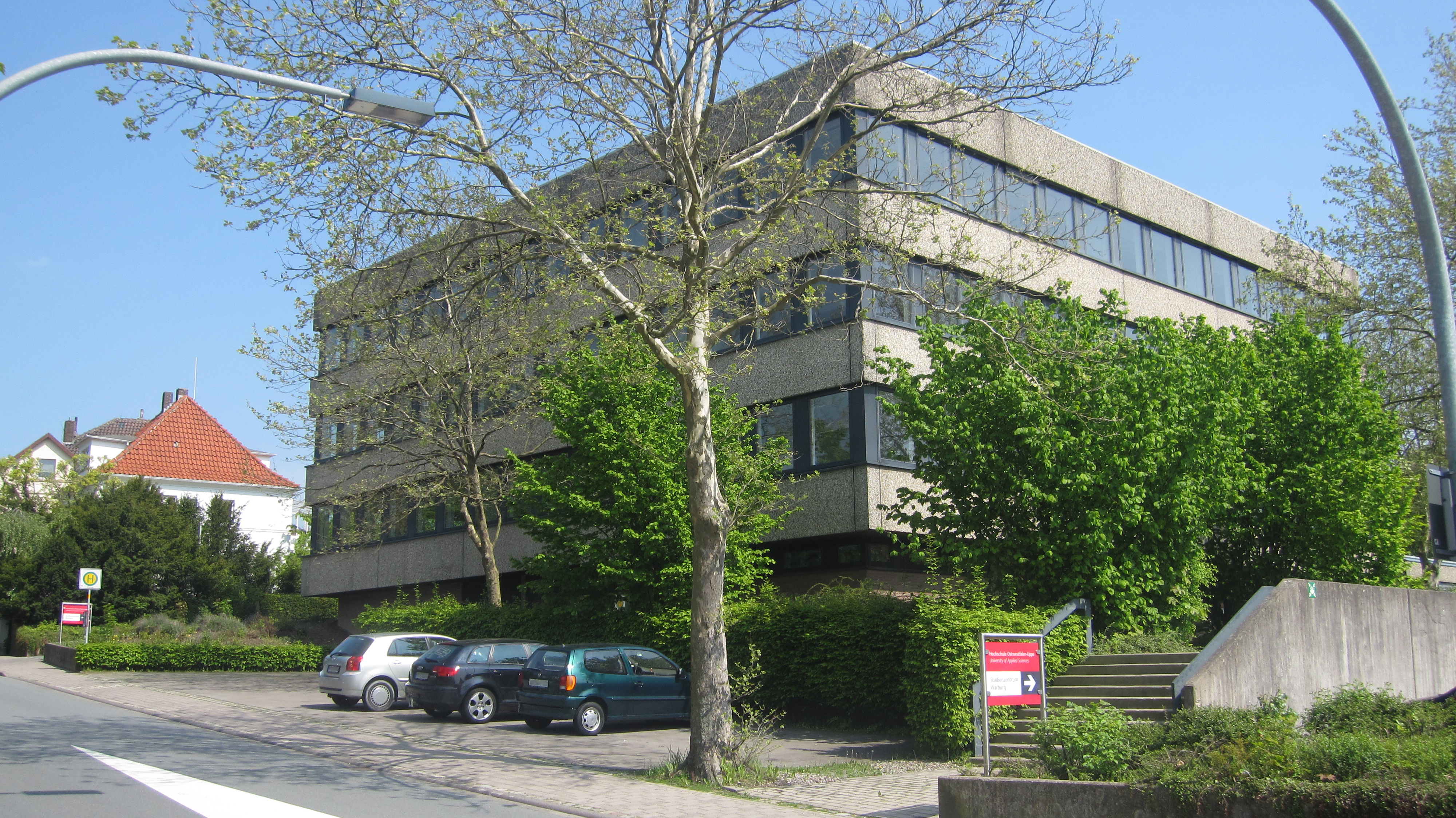
Gebäude des ehemaligen Studienstandorts Warburg der Hochschule Ostwestfalen-Lippe

Von 2009 bis 2019 war Warburg ein Studienort der Hochschule Ostwestfalen-Lippe mit den weiteren Standorten in Lemgo, Höxter und Detmold. In Warburg wurden bis zum Wintersemester 2013/14 die Bachelor-Studiengänge Elektrotechnik, Maschinentechnik, Mechatronik, Produktionstechnik und Wirtschaftsingenieurwesen angeboten, auch als duale Studiengänge, das heißt in Kooperation mit einem Unternehmen. Seit dem Wintersemester 2014/15 wurde am Studienort Warburg nur noch der neue Bachelor-Studiengang BWL für KMU angeboten. Im Oktober 2018 hat die Hochschule Ostwestfalen-Lippe bekannt gegeben, dass der Studienort Warburg bis spätestens 2020[veraltet] geschlossen werden soll, bereits zum Wintersemester 2019 wurde der Lehrbetrieb eingestellt. Das Studienzentrum Warburg befand sich im Prozessionsweg 1 im Gebäude des ehemaligen Amts für Agrarordnung, das seit Ende 2010 für den Hochschulbetrieb zur Verfügung stand.
In Warburg gibt es mehrere Einrichtungen für die frühe Bildung des Kindes, Vorschulen beziehungsweise Kindergärten im Chavinstift, auf der Hüffert, in den einzelnen Ortsteilen beispielsweise die kleinen Kobolde in Wormeln, in Daseburg und den städtischen Adolph-Kolping-Kindergarten in Welda.
Förderschulen sind die Laurentiusschule (Förderschwerpunkte Geistige Entwicklung und Körperliche und motorische Entwicklung) und die Petrus Damian-Schule (Förderschwerpunkt emotionale und soziale Entwicklung). Berufsschulen sind das Johann-Conrad-Schlaun-Berufskolleg als berufliche Fach- und Fachoberschule des Kreises Höxter und das Theresia-Gerhardinger-Berufskolleg als Fachschule für Sozialpädagogik.
Das Gebäude der ehemaligen Landwirtschaftsschule wird von einem Berufsbildungsunternehmen genutzt.
Die Musikschule Warburg wurde 1968 gegründet. 2005 wurde sie in eine gemeinnützige GmbH umgewandelt.
Warburg ist dem Volkshochschulzweckverband Volkshochschule Diemel-Egge-Weser angeschlossen, der Lehrveranstaltungen im Rahmen der Erwachsenenbildung anbietet. Im ehemaligen Kloster Hardehausen ist die Landvolkshochschule Hardehausen als Einrichtung des Erzbistums Paderborn mit einem Jugendhaus untergebracht.

## Persönlichkeiten

### Ehrenbürger
Die Stadt Warburg hat bisher sieben Mitbürgern das Ehrenbürgerrecht verliehen:
- 1876: Joseph Weingärtner (1805–1896), Kreisgerichtsdirektor
- 1919: Max Geissel, Justizrat
- 1920: Fritz Quick († 1929), Buchhändler und Archivar
- 1927: Anton Wirmer, Geheimrat, Direktor des Gymnasiums Marianum von 1907 bis 1932
- 1928: Carl Bering, Fabrikbesitzer
- Hans von Geisau (1889–1972), Direktor des Gymnasiums Marianum vor 1933 und nach 1945, Altphilologe
- 1989: Josef Dierkes (1928–2014), Bürgermeister a. D.

### Söhne und Töchter der Stadt
Besonders früher im Gymnasium Marianum, aber auch später im Hüffertgymnasium, wurden unter anderem Juristen, Theologen, Gelehrte, Lehrer, Künstler und Schriftsteller für ihr Studium vorbereitet. Die meisten von ihnen fanden berufliche Tätigkeiten außerhalb der Warburger Region, nicht wenige blieben Warburg für immer verbunden.
Otto Beckmann (um 1476–1540) studierte in Leipzig und Wittenberg und wurde dort Lektor für lateinische Grammatik. 1523 wurde er Pfarrer in Warburg und trat gegen die Reformation ein. Leander van Eß (1772–1847) trat nach dem Abitur in Warburg in die Abtei Marienmünster ein. Nach der Säkularisation wurde er Pfarrer in Marburg. 1822 trat er von allen Ämtern zurück und widmete sich der Übersetzung der Bibel ins Deutsche.
Der frühere Paderborner Weihbischof und Domdechant Manfred Grothe (* 1939) stammt ebenfalls aus Warburg.

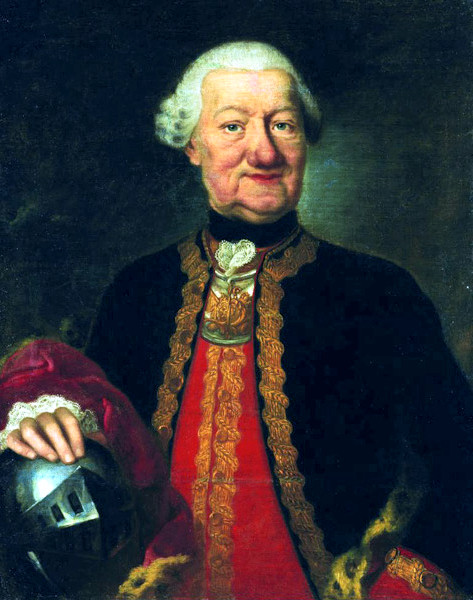
Johann Conrad Schlaun, geboren im Ortsteil Nörde

Warburg hat auch einige Künstler und Handwerker hervorgebracht, wie den Goldschmied Antonius Eisenhoit, den Uhrmacher Johann Ignaz Fuchs aus dem Ortsteil Welda, den Maler Josef Kohlschein sowie die Künstler und Kunstpädagogen Heinrich und Alfons Holtgreve. Auch war im 19. Jahrhundert der bekannte Orgelbauer Heinrich Schulte in Warburg ansässig. Warburg war auch Geburtsstätte bedeutender Baumeister. Johann Conrad Schlaun (1695–1773) wurde im Ortsteil Nörde geboren und besuchte das Marianum in Warburg. Nach dem Militärdienst im paderbornischen Infanterieregiment bestellte Clemens August I. von Bayern Schlaun zum Landingenieur in Münster und Paderborn sowie zum Generalmajor der Artillerie. In dieser Zeit entstanden in Westfalen, vor allem in Münster, einige typische Bauten von Schlaun, darunter das Schloss Nordkirchen sowie das Fürstbischöfliche Schloss Münster.
Arnold Güldenpfennig (1830–1908) stammt ebenfalls aus Warburg und zog im Alter von sechs Jahren mit seiner Familie nach Ladbergen bei Münster. Nach der Schule studierte er an der Berliner Bauakademie und legte 1858 die Prüfung zum Landbaumeister ab. 1856 wurde er zum Dom- und Diözesanbaumeister in Paderborn ernannt.
Wilhelm Schultze-Rhonhof (1859–1939), der in Warburg geborene Unternehmer war Generaldirektor der Schäffer & Walker AG und Funktionär in Unternehmerverbänden.
Moritz Nussbaum (1850–1924), der Altphilologe und Gymnasialprofessor in Straßburg musste 1919 aufgrund des Versailler Vertrages das Elsass verlassen und zog wieder in seine Geburtsstadt Warburg.
Eine jüdische Familie aus Bologna beziehungsweise Hessen nahm im 16. Jahrhundert den Namen der Stadt an. In der zweiten Hälfte des 18. Jahrhunderts zog sie nach Altona (Hamburg), wo die Gebrüder Moses Marcus und Gerson Warburg 1798 das Bankinstitut M.M. Warburg gründeten.
Hermann Oppenheim, Neurologe in Berlin, stammte aus Warburg, ebenso der Rabbiner der Jüdische Reformgemeinde zu Berlin, Joseph Lehmann (1872–1933).

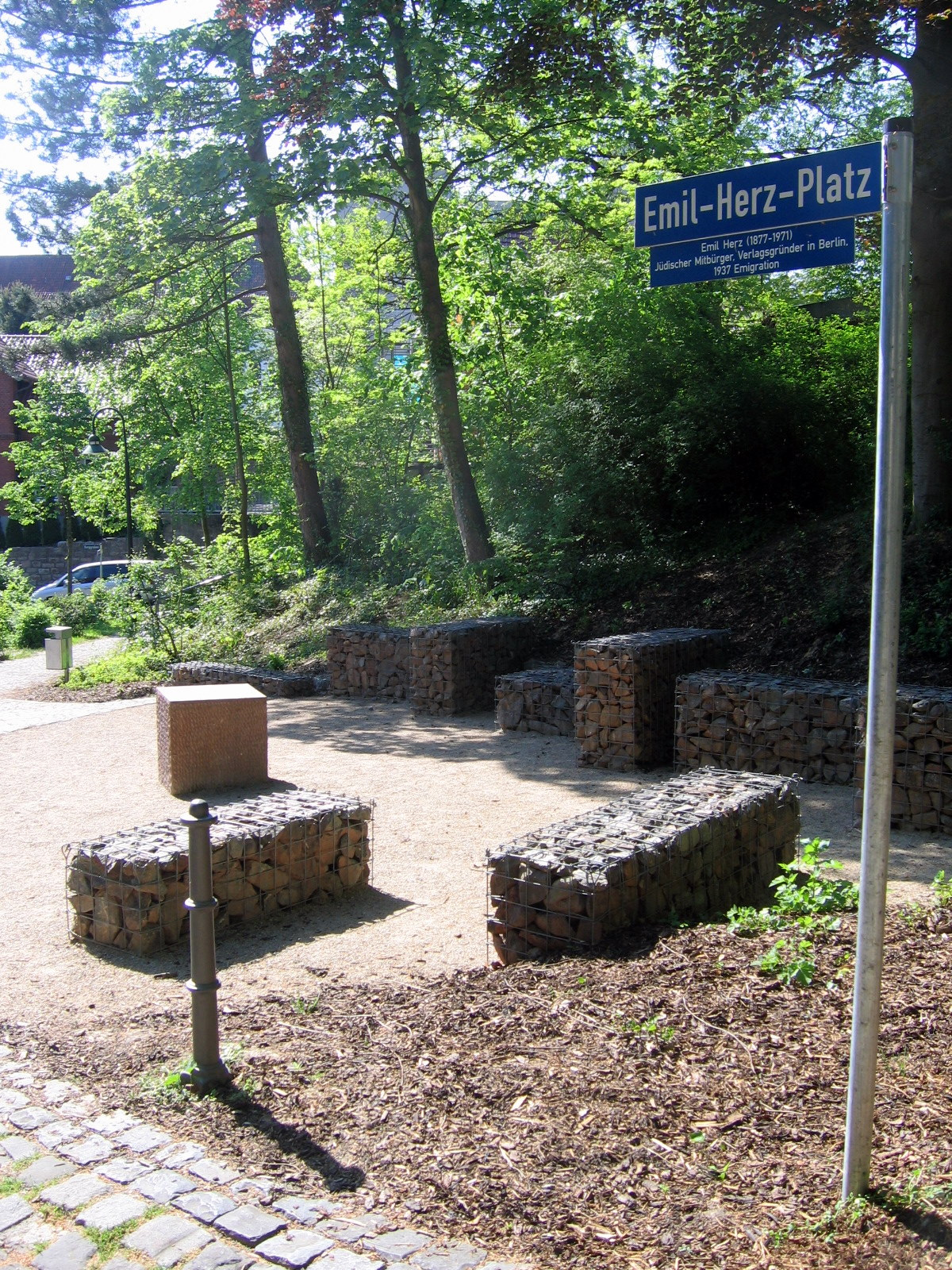
Der Emil-Herz-Platz in Warburg

Ein weiterer namhafter Warburger war Emil Herz, früherer Verlagsleiter des Berliner Ullstein Verlages, der in seiner 1951 erschienenen Autobiografie Denk ich an Deutschland in der Nacht das jüdische Leben in Warburg beschrieb. Ihm zu Ehren wurde im Jahr 2007 in direkter Nähe des Jüdischen Friedhofs der Emil-Herz-Platz eingeweiht, der an die ehemalige jüdische Gemeinde erinnern soll. Der Landschaftsarchitekt Christof Neuhann stellte dort rund um einen Natursteinquader mehrere Gabionen auf, deren Drahtgeflechte die beengende Ideologie des Nationalsozialismus symbolisieren sollen.
Der Landwirt und Politiker Hubertus Fehring (* 1950) war von 2005 bis 2017 Mitglied im Landtag von Nordrhein-Westfalen.

### Weitere Persönlichkeiten
Der Dominikanerorden bildete bis 1993 in Warburg seine Novizen aus. Damit kamen einige namhafte Dominikaner wie der Prior Gordian Landwehr nach Warburg beziehungsweise traten in Warburg dem Dominikanerorden bei. Einige erlangten später Bekanntheit wie beispielsweise Christoph Kardinal Schönborn, Erzbischof von Wien. Er trat nach dem Abitur 1963 in den Dominikanerorden in Warburg ein. Für das Gymnasium Marianum und andere Schulen kamen auswärtige Lehrer und Schüler nach Warburg, wie der Altphilologe Hans von Geisau, der Volkskundler Heinrich Schauerte, Joseph Peitzmeier, Anton Wirmer, die Kunstpädagogen Gottfried Beyer und Lorenz Humburg sowie als Schüler die beiden Mitglieder des Widerstands im Dritten Reich, der Rechtsanwalt Josef Wirmer und der Diplomat Wilhelm Freiherr von Ketteler, die späteren Minister Franz-Josef Wuermeling und Paul Mikat, der Völkerrechtler Theodor Niemeyer, Ludwig Weingärtner und der Kunstprofessor Adelbert Niemeyer sowie Christoph Bernhard Graf von Galen (1907–2002). Er machte 1925 sein Abitur am Gymnasium Marianum in Warburg und wurde später Päpstlicher Geheimkämmerer.